# Casimiro III di Polonia
Casimiro III Piast, noto anche come Casimiro il Grande (in polacco Kazimierz Wielki) (Kowal, 30 aprile 1310 – Cracovia, 5 novembre 1370), fu re di Polonia dal 1333 fino alla sua morte.
Figlio minore di Ladislao I Łokietek ed Edvige di Kalisz, risultò l'ultimo monarca della dinastia dei Piast attivo sul trono reale e nella storiografia è considerato uno dei sovrani più importanti della Polonia.
Dopo aver curato con grande attenzione innanzitutto i rapporti diplomatici con il regno di Boemia e l'Ordine teutonico, nel 1335 riuscì a far rinunciare il re ceco Giovanni di Lussemburgo alle sue pretese al trono polacco. In seguito, nel 1348, giunse a una pace a Namysłów con i cechi che preservò lo status quo e non vide Casimiro rinunciare ai suoi diritti sulla Slesia. A seguito della firma della pace di Kalisz del 1343, riconquistò la Cuiavia e la terra di Dobrzyń occupate dai cavalieri teutonici, rinunciando temporaneamente ai suoi diritti su Danzica, in Pomerania. Più tardi, nel 1356, dovette rinunciare all'intera Slesia con la sottoscrizione del trattato di Praga. Il Regno d'Ungheria si rivelò principale alleato del monarca polacco sullo scenario internazionale. Grazie all'ausilio dei magiari, negli anni 1340 le spedizioni polacche nel Principato di Galizia-Volinia terminarono con dei successi. In politica interna, Casimiro si preoccupò di realizzare un codice di leggi (i cosiddetti statuti), di rafforzare il sistema difensivo interno e di sviluppare il livello di urbanizzazione delle città. Nel 1364 fondò l'Accademia di Cracovia, precursore della futura Università Jagellonica, la più antica della Polonia, e considerata uno dei principali istituti di cultura presenti in terra polacca ancora oggi.
Malgrado si sia sposato quattro volte, non ebbe mai un erede legittimo, con il risultato che, dopo la morte di Casimiro, il trono polacco passò in mano a suo nipote Luigi I d'Ungheria, sulla base di precedenti accordi.

## Biografia

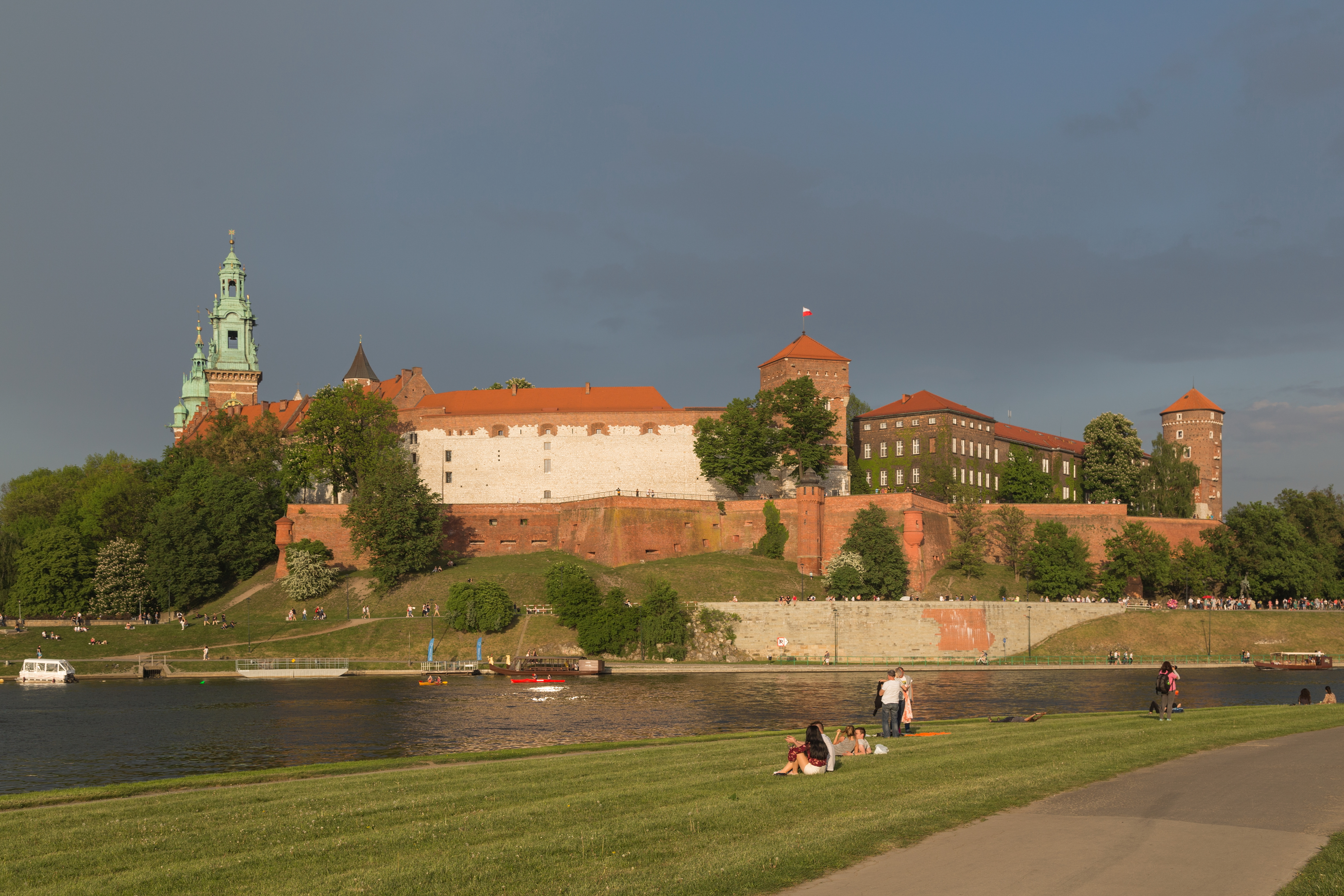
Il castello del Wawel nella sua forma attuale a Cracovia. Fu qui che Casimiro visse in giovane età

### Primi anni
Casimiro nacque il 30 aprile 1310 a Kowal ed era il figlio più giovane di Ladislao I di Polonia ed Edvige di Kalisz. Al momento del battesimo, gli fu assegnato il nome di suo nonno Casimiro, principe di Cuiavia. Il giovanissimo nobile aveva due fratelli maggiori, Stefano e Ladislao: quando essi morirono rispettivamente nel 1306 e nel 1312, Casimiro divenne l'unico erede di suo padre all'età di due anni. Aveva inoltre tre sorelle, ovvero Cunegunda, Elisabetta ed Edvige.
Del futuro erede al trono, che crebbe nel Wawel, non sono noti i suoi insegnanti in età scolare, ma si immagina che questi fossero il fidato diplomatico di Ladislao I Spycimir Leliwita, l'eccezionale intellettuale e avvocato Jarosław Bogoria da Skotnik e/o, secondo taluni, un francescano. Quando il principe raggiunse i 10 anni di età, sua sorella Elisabetta si sposò con il re ungherese Carlo Roberto d'Angiò. Negli anni successivi, Casimiro fu ospite frequente della corte amica di Buda, che all'epoca rappresentava un rinomato centro culturale e politico dell'Europa centro-orientale.

#### Piani matrimoniali
Nel giugno o luglio 1315, Casimiro, all'età di cinque anni, divenne il fidanzato promesso della principessa ereditaria ceca Bona, figlia di Giovanni di Lussemburgo. Il matrimonio con la figlia di quest'ultimo doveva risolvere il problema delle pretese di Giovanni al trono polacco, ma quando gli nacquero due figli di sesso maschile decise di avanzare di nuovo le sue pretese. Alla luce dell'aumento delle tensioni diplomatiche, la rappresentanza ceca ruppe il fidanzamento probabilmente nel 1318 o 1319. Il 22 maggio 1322 Bona risultava già promessa al principe Federico II di Meißen, ma alla fine Jutta sposò la sesta persona che gli era stata imposta, ovvero il principe di Normandia Giovanni II.
Nel 1321 o 1322 Casimiro era stato "dirottato" verso Anna, figlia di Federico I d'Asburgo. Il progetto matrimoniale probabilmente naufragò dopo il 28 settembre 1322, cioè dopo la sconfitta di Federico nella battaglia di Mühldorf. Per suggellare l'alleanza appena conclusa con la Lituania, il 16 ottobre 1325, all'età di 15 anni, il principe fu dato in sposa alla figlia del granduca di Lituania Gediminas Aldona la quale, prima del suo matrimonio, ricevette il sacramento del battesimo e il nome di Anna.
Nel 1327 o poco dopo il matrimonio, il futuro re si ammalò gravemente. Il morbo del principe dovette metterlo in serio pericolo la sua vita, poiché vengono segnalate le incessanti preghiere della regina votatasi al santo patrono della dinastia angioina, San Luigi, la cui celebrazione cadeva il 19 agosto. Tale indizio potrebbe lasciare intendere che la malattia colse da quel giorno il nobiluomo. L'unico scritto relativo a questo periodo della vita di Casimiro risulta la bolla papale parzialmente distrutta emessa da Giovanni XXII tra il 14 novembre e il 13 dicembre 1327. Il documento rappresentava una risposta a una lettera inviata della regina polacca in cui il pontefice esprimeva la sua gioia per la guarigione di Casimiro.

#### Viaggio in Ungheria

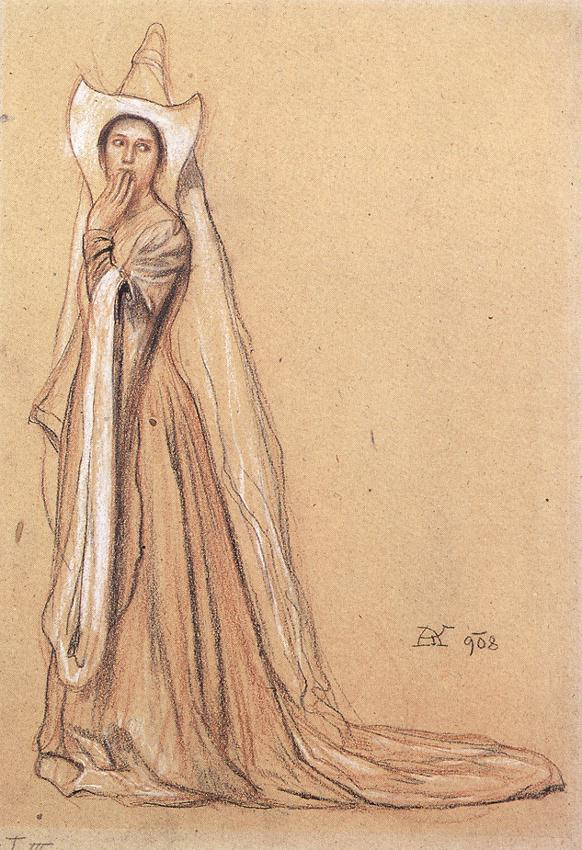
Clara Zach, illustrazione di Aladár Körösfői-Kriesch (1908)

Negli ultimi anni della sua vita, Ladislao I cercò di istruire suo figlio al ruolo che avrebbe dovuto ricoprire. In questo contesto, nel 1329, il padre lo mandò alla corte ungherese a Visegrád per ottenere il supporto militare o per stringere l'alleanza contro la coalizione teutonico-ceca. La prima missione diplomatica del principe terminò con un successo.
Durante la permanenza di Casimiro alla corte magiara, secondo alcune fonti, egli sarebbe divenuto protagonista di uno scandalo morale. Gli storici non sono certi dell'effettivo accadimento di tale evento, mentre alcuni dubitano della ricostruzione fornita dalle versioni coeve senza stroncarla del tutto. Stando a quanto riferito, il principe polacco aveva intrecciato una relazione clandestina con la bella Clara Zach, la cameriera di sua sorella Elisabetta. Un'altra ricostruzione degli eventi più polemica presenta l'incidente come uno stupro. In entrambe le versioni si menziona il counvolgimento della regina Elisabetta all'organizzazione di un appuntamento tra Casimiro e Clara, la quale avrebbe dovuto portare la sua serva nella camera da letto del fratello e lasciarli soli. Dopo la partenza del principe, il caso venne alla luce, presumibilmente grazie all'interessamento di alcune spie teutoniche. Il 17 aprile 1330 Feliciano Zach, padre, cavaliere e inviato reale di Klara, volle vendicarsi e arrivò a corte con l'intenzione di uccidere la coppia reale. Casimiro venne ferito lievemente al braccio, ma la consorte, nel tentativo di proteggere i figli perse quattro dita della mano destra. Quando si avventò sui principi, fu ucciso da Giovanni Cselenyi, il cortigiano della regina. Il re ordinò che il corpo dell'assassino fosse smembrato ed esposto al pubblico nelle principali città ungheresi. Su istigazione dell'aristocrazia, desiderosa di accamparsi i numerosi feudi di Zach, i parenti di Feliciano vennero uccisi e Clara stessa fu sfigurata. I membri sopravvissuti della famiglia trovarono rifugio in Polonia.
Nessuno scritto dell'epoca collega in alcun modo l'attacco con la persona di Casimiro, né menziona la disgrazia in cui Clara e i suoi consanguinei sarebbero caduti a seguito dell'attacco. La narrazione si deve a fonti molto tarde dei cavalieri teutonici, così come al messaggio di un anonimo cronista veneziano e a una cronaca rimata di Henryk von Mügeln. Gli scritti disponibili andarono utilizzati da Jan Długosz per presentare la versione degli eventi nella sua cronaca. In virtù di queste considerazioni, date le numerose incertezze relative alla vicenda, le perplessità avanzate dagli storici trovano più di qualche fondamento. Si tenga presente inoltre che spesso l'ordine teutonico riservava critiche serrate a Casimiro nel tentativo di denigrare il Regno di Polonia. Jan Dąbrowski commenta in maniera assai critica la ricostruzione, ritenendolo non più di un pettegolezzo. Un altro studioso biancorosso, Jerzy Wyrozumski, si limita a confermare l'opinione espressa da Dąbrowski.

#### Governatore della Grande Polonia, Sieradz e Cuiavia

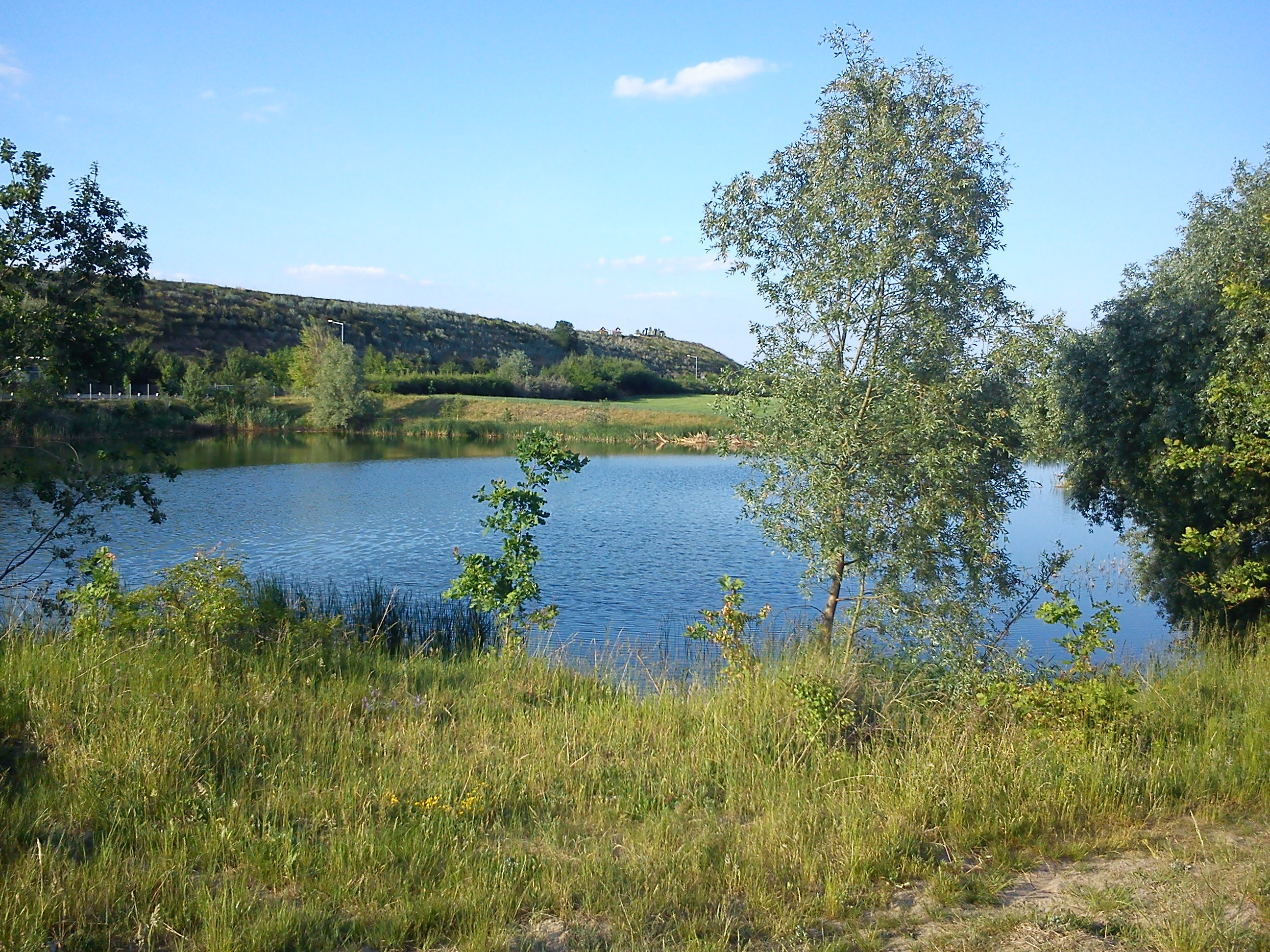
Paesaggio tipico della Grande Polonia, terra sottoposta all'amministrazione di Casimiro per volere del padre nel 1331

Ancor prima che Casimiro fosse inviato in Ungheria, nel febbraio del 1329, partecipò alla spedizione armata guidata da suo padre nella terra di Chełmno. Il 26 maggio 1331, in un incontro a Chęciny, Ladislao I nominò suo figlio governatore della Grande Polonia, di Sieradz e della Cuiavia. Non è chiaro cosa avesse spinto il re a conferire l'incarico appena esposto, ma possibile che ciò accade in preparazione di un attacco simultaneo dei teutonici e dei cechi, il quale sarebbe meglio stato gestito se Casimiro avesse gestito la campagna direttamente nella regione. Per Feliks Kiryk il ruolo assegnato al principe non si estendeva oltre la necessità di organizzare meglio una difesa contro i cavalieri teutonici, mentre Stanisław Szczur lo identifica come uno dei tentativi di Ladislao di riformare l'amministrazione, rimpiazzando chi ricopriva il ruolo di starosta con un membro della dinastia dei Piast. Secondo Jerzy Wyrozumski e Feliks Kiryk il ruolo di governatore era solo nominale, perché non vi è nessun documento emesso da Casimiro in veste di governatore.
La nomina di Casimiro a governatore spinse l'appena deposto starosta Wincenty di Szamotuły a tradire la causa polacca. Una volta stabiliti dei contatti con il margravio di Brandeburgo, Wincenty gli promise che, qualora il re gli avesse arrecato danno alcuno, sarebbe passato dalla sua parte con gli uomini dei feudi che amministrava nel conflitto contro la Polonia. Il nobile fu ritenuto responsabile di aver spronato i cavalieri teutonici ad invadere la Grande Polonia nel mese di luglio del 1329, avendo altresì informato i comandanti dell'ordine cavalleresco che Casimiro era rimasto a Pyzdry a capo di una piccola guarnigione. I teutonici attaccarono la città il 27 luglio e, in maniera fortunosa, il principe riuscì a scampare all'assalto.
La coalizione teutonico-lussemburghese pianificò un grande attacco per settembre: tuttavia, il re ceco Giovanni era assorbito da altre questioni. Solo alla notizia della morte inaspettata del duca di Głogów Premislao, il cui dominio era rivendicato da un alleato della Polonia, il duca di Świdnica Boleslao II il Piccolo, Giovanni si appropinquò a Głogów e diede il via al suo assedio. La città capitolò il 2 ottobre 1331 e questo ritardo si rivelò sufficiente per impedire alle truppe ceche di raggiungere quelle teutoniche alle porte di Kalisz.

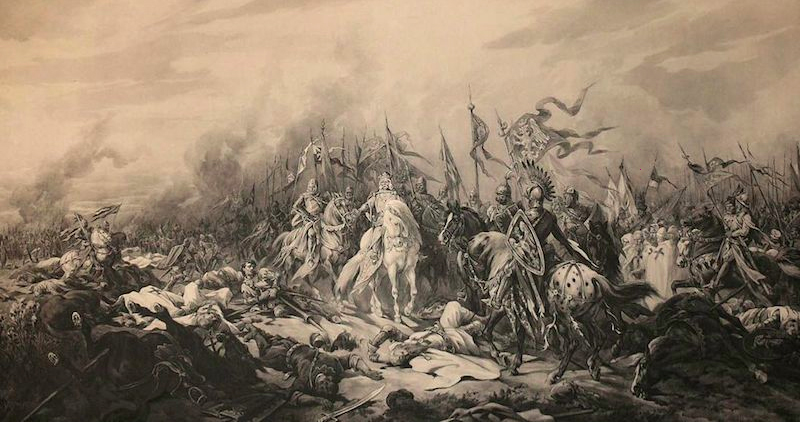
Płowce, dipinto di Juliusz Kossak (1883)

In assenza di truppe alleate, i cavalieri teutonici annullarono l'assedio e iniziarono una ritirata, durante la quale si verificò la battaglia di Płowce, alle cui battute iniziali prese parte anche Casimiro. Tra le molte fonti, invero alcune abbastanza ambigue, si ritiene che la versione più plausibile sia quello che riferisce dello scontro tra Ladislao e le truppe teutoniche che parteciparono alla spedizione in Polonia (il resto andò a Brześć Kujawski, attaccata immediatamente dopo). In una prima fase, approfittando dell'effetto sorpresa, prevalsero i polacchi, ma all'arrivo dei rinforzi teutonici si entrò in una fase di stallo. La propaganda dell'ordine religioso diffuse l'idea che Casimiro fosse fuggito dal campo di battaglia in preda al panico, ma un'interpretazione successiva sosteneva che si fosse ritirato per volere di suo padre. È quest'ultima versione quella riportata per la prima volta nella cronaca di Jan Długosz, benché non sia il resoconto considerato più verosimile. Le fonti informano che alcuni dei cavalieri polacchi hanno lasciato il campo di battaglia prima della decisione finale.
Dopo il 15 agosto 1332, Casimiro prese parte a una spedizione di rappresaglia ordinata da Ladislao I nella terra di Chełmno (secondo Jan Dąbrowski sarebbe stata invece comandata dal principe stesso). Sotto la pressione del papa, tuttavia, si concluse una tregua a Drwęca, con entrambe le parti concordarono di trasferire la controversia all'arbitrato di Carlo Roberto e Giovanni di Lussemburgo. In seguito, l'esercito polacco attaccò i principi di Głogów, che fino a quel momento avevano spesso favorito con dei sotterfugi l'ordine. L'offensiva su Kościan che ne seguì fu guidata dal principe Casimiro, alla testa dei rinforzi ungheresi, e indirizzata verso la guarnigione nemica composta da un centinaio di uomini. Secondo la cronaca di Jan Długosz, l'operazione nei pressi di Kościan andò condotta da Casimiro di propria iniziativa e forse addirittura contro la volontà del padre. Questo potrebbe indicare che Ladislao non voleva esporre il suo unico figlio ai pericoli generati da eventi bellici.

#### Incoronazione
Ladislao I morì, secondo la versione storicamente più accreditata, il 2 marzo 1333. Prima della sua dipartita, ordinò a suo figlio di recuperare la Cuiavia, espugnara dai cavalieri teutonici, insieme alla terra di Dobrzyń e probabilmente alla Pomerania. Al congresso dei cavalieri polacchi, Casimiro fu proclamato all'unanimità nuovo sovrano e fu fissata la data dell'incoronazione. Inaspettatamente, la regina Edvige si oppose all'incoronazione di sua nuora Aldona, sostenendo che ci potesse essere una sola sovrana nel paese. Alla fine, tuttavia, cedette alle richieste di desistere effettuate da Casimiro e si ritirò dalla scena politica per trasferirsi nel convento di monache clarisse a Stary Sącz. Il 25 aprile l'arcivescovo di Gniezno Janisław incoronò a Cracovia la coppia reale.

### Politica estera

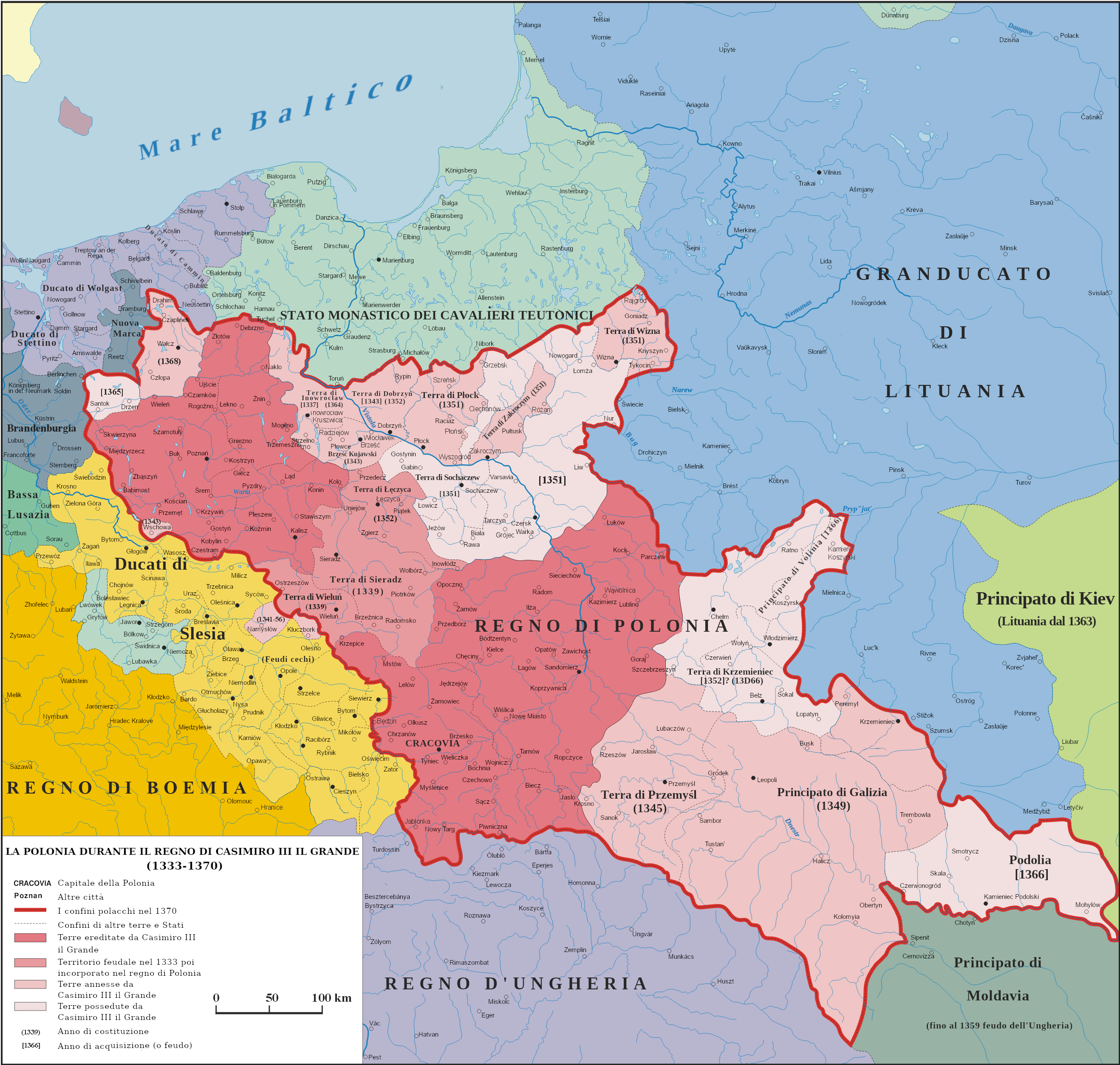
La Polonia durante il regno di Casimiro III il Grande (1333-1370)

#### Condizione geopolitica al momento dell'incoronazione
Quando il ventitreenne Casimiro salì al potere nel 1333, lo Stato polacco sperimentava condizioni difficili. Vasto poco di più che 100.000 km², si componeva di due province, la Grande e la Polonia separate da due ducati feudali: Sieradz e Łęczyca. Pur essendo entrambi governati da due nipoti di Ladislao, nessuno poteva garantire che alla sua morte essi avrebbero obbedito al figlio. La Cuiavia, la terra di Dobrzyń e la Pomerania erano state occupate dai teutonici, con i quali rimase in vigore una tregua fino alla Pentecoste, cioè fino al 23 maggio 1333. Le relazioni con Brandenburgo non apparivano in buona condizione e la Polonia era formalmente in guerra con i cerchi. Il ducato di Slesia, ad eccezione di Świdnica, Jawor e Ziębice, riconobbero la sovranità boema, così come il principato di Płock. I restanti principati della Masovia preservarono la propria indipendenza, ma i loro governanti si mostrarono sin da subito riluttanti verso il nuovo monarca. Il principe di Galizia-Volinia Jurij II, una realtà che sovente appoggiava Cracovia, si trovava in una posizione ancor più precaria di quella di Casimiro e dunque non era in condizione di garantire nessun ausilio al di là di mere dichiarazioni. I rapporti con il pagano Granducato di Lituania erano buoni, ma allearsi con Vilnius avrebbe portato il Regno di Polonia a un isolamento internazionale, esattamente come era accaduto alla fine del regno di Ladislao I. Soltanto la corona dell'Ungheria diede sostegno al monarca polacco, ma si trattava comunque di un appoggio non primario, considerando che il regno magiaro era in ottimi rapporti con realtà ben più potenti della Polonia. A tutto ciò, come se non bastasse, si aggiungeva la questione del titolo reale: agli occhi del mondo Casimiro era il re di Cracovia, mentre il legittimo sovrano di Polonia era Giovanni I di Boemia.

#### Rapporti con la casata dei Lussemburgo e dei Wittelsbach

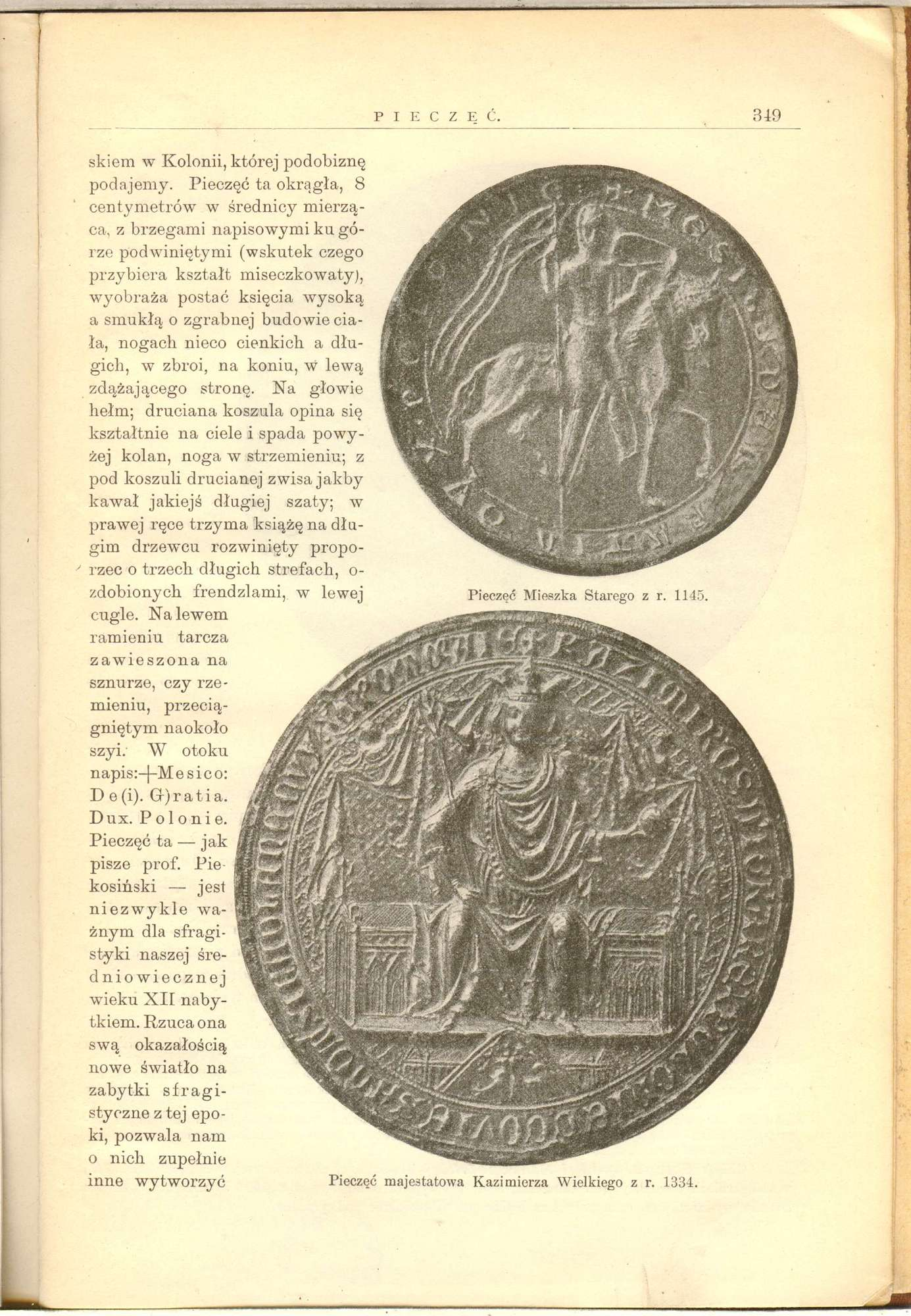
I sigilli di Miecislao III (1145) e Casimiro il Grande (1334) nell'Antica enciclopedia polacca di Gloger (inizio 900)

Considerate tutte le condizioni al momento della sua salita al trono, la priorità più urgente per il re risultava quella di impedire la ripresa della guerra, a maggior ragione contro un'alleanza straniera, se si pensa al fatto che i cavalieri teutonici e i Lussemburgo avrebbero sicuramente potuto approfittare della fragilità polacca. La controversia con i primi doveva essere risolta dall'arbitrato dei monarchi ungherese e ceco. La posizione in veste di giudice di Giovanni di Lussemburgo sarebbe stata sicuramente sfavorevole alla Polonia, ragion per cui era necessario fare pace con lui il prima possibile. Tale operazione non si rivelò cosa facile, in quanto il 26 agosto 1332 il sovrano emanò un documento in cui prometteva ai cavalieri teutonici che non avrebbe stretto accordi con il «re di Cracovia». Al fine di mettere ancor più in difficoltà l'avversario, ci si prodigò per dare vita a un'alleanza con i Wittelsbach. Il primo passo verso una più stretta cooperazione passò per la conclusione di un'intesa biennale sulla cooperazione di frontiera con il margravio di Brandeburgo, Ludovico (figlio dell'imperatore) il 31 luglio 1333 contro saccheggi e rapine. Quando Enrico di Carinzia morì nell'aprile 1335, scoppiò una lotta per il potere tra i Lussemburgo, gli Asburgo e i Wittelsbach. L'accordo tra Asburgo e Wittelsbach ai danni della prima casata menzionata rendeva il re di Polonia un ottimo potenziale alleato per contrastare Giovanni di Lussemburgo. Per questo motivo, il 16 maggio 1335, a Francoforte sull'Oder, una delegazione composta da nobili della Grande Polonia concluse un accordo preliminare di alleanza con il margravio Ludovico il Bavaro da finalizzare il 24 giugno. Consapevole della minaccia, Giovanni di Lussemburgo decise dunque di negoziare con Casimiro inviando alla corte di lui suo figlio Carlo (IV) per intavolare delle trattative. I negoziati si conclusero con la firma di una tregua a Sandomierz il 28 maggio fino al 24 luglio 1336. I contenuti dell'atto si estendevano anche gli alleati della Polonia, incluso tra gli altri il re ungherese Carlo Roberto. Si stabilì inoltre che una qualsiasi violazione della tregua da parte dei sudditi sarebbe stata punita da tribunali appositamente costituiti a Kalisz e Breslavia. Ai cavalieri teutonici non fu permesso di negoziare, circostanza che si rivelò un successo significativo della diplomazia polacca. Benché il re ceco avesse precedenti obblighi nei loro confronti, la situazione internazionale favorevole alla Polonia contribuì alla definitiva rottura della coalizione tra lo Stato monastico e i Lussemburgo.
Dopo aver raggiunto l'intesa con Giovanni, Casimiro si prodigò per rinviare la ratifica dell'accordo con i Wittelsbach. A tale scopo mandò una delegazione composta da vari membri di spicco della nobiltà e del clero polacco a Chojna, dove il 20 giugno questi conclusero un accordo che disciplinava nel dettaglio la portata dell'assistenza reciproca contro i nemici e l'ammontare della dote della figlia di Casimiro, Cunegunda, che doveva sposare il figlio minore dell'imperatore, Ludovico il Bavaro. Si pose pure la condizione che il rapporto di cooperazione sarebbe sopravvissuto anche in caso di morte di uno dei futuri coniugi. Concordate pure data (8 settembre) e luogo (a Wieleń o Dobiegniewo) della ratifica del trattato e dello scambio di documenti tra il re e il margravio di Brandeburgo, (8 settembre), Casimiro fu capace da un lato di esercitare pressioni su Giovanni di Lussemburgo, mentre dall'altro evitò la necessità di prendere impegni definitivi con i Wittelsbach, poiché un'alleanza con l'imperatore avrebbe potuto allontanare la Santa Sede, che era ostile ai Wittelsbach, dalla Polonia, circostanza non auspicabile nel contesto della disputa con i teutonici. Alla fine, Casimiro si scusò dalla ratifica del trattato con una lettera formulata in modo tale che, se i negoziati con i lussemburghesi fossero falliti, l'idea di un'alleanza avrebbe potuto essere riconsiderata. Dopo la conclusione dell'accordo con i Lussemburgo, l'alleanza polacco-brandeburghese assunse una portata superflua. Al contempo, i rapporti con i Wittelsbach iniziarono a raffreddarsi e divennero apertamente ostili quando scoppiò un conflitto tra Giovanni di Lussemburgo e Luigi IV nel 1338. Casimiro a quel punto sostenne il suo alleato, contando sul suo supporto nei conflitti con i cavalieri teutonici.
Ad agosto, il re spedì un'ambasciata dalla Piccola Polonia a Trenčín, conferendole dei poteri circoscritti per indicare i limiti della loro rappresentanza. I negoziati si tennero con la partecipazione del vescovo Nicola (un rappresentante di Carlo Roberto) con il principe ceco Carlo di Lussemburgo. Concordati i preliminari di pace, fu emesso un documento il 24 agosto che includeva una dichiarazione della volontà di Giovanni di Lussemburgo e di suo figlio di rinunciare ai loro diritti al titolo di re di Polonia. Non è certo quali fossero invece gli obblighi della parte polacca: nella storiografia, specialmente quella più antica, si immaginava che Casimiro avesse rinunciato alle sue pretese sulla Slesia. Tuttavia, secondo un filone più recente, la questione dei diritti di Casimiro non andò affatto sollevata, ma la parte polacca dovette impegnarsi a non violare i confini cechi in Slesia e Masovia e a non esercitare alcuna pressione sulla nobiltà locale per costringerla a riconoscere la sovranità polacca o a confermare i diritti dei re boemi su questi principati. A seguito dei negoziati tenutisi a Trenčín, la cancelleria del re ceco cessò di riferirsi a Casimiro come «re di Cracovia» e rimosse il termine «re di Polonia» dal titolo di Giovanni di Lussemburgo. Casimiro avrebbe dovuto emettere i documenti del trattato in ottobre, ma ciò non avvenne. Probabilmente questi attese ulteriori sviluppi della situazione per comprendere come meglio agire.
Alla pace si giunse il 19 novembre durante il congresso di Visegrád, coinciso con le celebrazioni del giorno di Ognissanti. All'incontro parteciparono i re polacco, ceco e ungherese e, durante i negoziati, Casimiro respinse le condizioni poste a Trenčín, affermando che i suoi rappresentanti avevano travalicato i poteri loro concessi. Carlo Roberto mediò in nuovi negoziati tra il re di Polonia e Giovanni di Lussemburgo, con il risultato che Casimiro, maggiormente al centro dello scenario internazionale, spuntò condizioni assai più favorevoli rispetto agli accordi passati. Al prezzo di 20.000 kopek di grossi di Praga (una cifra superiore al doppio delle entrate annuali provenienti dalle miniere di sale di Cracovia) Casimiro acquisì i diritti di Giovanni del Lussemburgo alla corona polacca, riottenendo per la Polonia una piccola porzione di territorio intorno al castello di Bolesławiec. Secondo Tomasz Nowakowski, la Polonia avrebbe guadagnato il possesso di tale area a conduzione che demolisse il castello precedentemente presente. Il trattato non riferiva di alcun obbligo in capo a Casimiro nei confronti della Slesia. Una diversa ricostruzione è quella fornita da Jacek Elminowski, il quale ritiene che tra i negoziati di Trenčín e il congresso di Visegrád non andrebbe trascurata la posizione del re ceco, che ne uscì infatti rafforzato avendo suggellato un'alleanza con Carlo Roberto. Alla luce di questa premessa, Elminowski ipotizza che, oltre al pagamento dell'ingente somma di denaro, Casimiro avesse dovuto rinunciare alle sue pretese sulla Slesia. Critici su questo punto sono Balzer e Jasienica, i quali sostengono che Casimiro dovette soltanto accettare la sovranità de facto presente in Slesia senza dover esplicitamente riconoscerla pure de iure. Qualunque sia la verità, la pace fu rafforzata dal progetto del matrimonio del nipote omonimo di Giovanni di Lussemburgo, figlio del principe Enrico XIV di Bassa Baviera e di Margherita di Boemia, e la figlia di Casimiro, Elisabetta. Da quando ebbe luogo il congresso di Visegrad nel 1335, Casimiro era riuscito a farsi riconoscere come legittimo monarca della sua terra ed aveva anche avuto occasione, su invito del re ceco, di visitare Praga, dove trascorse alcuni giorni prima di tornare a nord.
Casimiro si prodigò nel tentativo di scongiurare definitivamente la prosecuzione del rapporto di cooperazione tra la casata dei Lussemburgo e lo Stato monastico. A tal fine, cercò di guadagnarsi il favore della nobile famiglia a partire dal giugno del 1336, mese in cui lui e il suo distaccamento di diverse centinaia di cavalieri giunsero in Moravia per aiutare i re di Boemia e Ungheria in vista di una spedizione indirizzata contro gli Asburgo. Secondo Paweł Jasienica e Tomasz Nowakowski, oltre ad essere diretta contro gli Asburgo la campagna era progettata anche a scapito dei Wittelsbach. Un altro obiettivo di quest'operazione del re polacco avrebbe potuto essere quello di ottenere il favore di Roma, convinta oppositrice della coalizione Asburgo-Wittelsbach.
Il 1 marzo 1338 i Lussemburgo conclusero un accordo con gli Angioini, ai sensi del quale questi ultimi si impegnavano ad assistere i governanti della Boemia nell'eventualità in cui Casimiro avesse invaso uno dei feudi dei Lussemburgo in Slesia. Forse perché venuto a conoscenza di ciò, il 9 febbraio 1339 il monarca polacco emise un atto poi recapitato ai Lussemburgo in cui dichiarava che non avrebbe violato le terre boeme. Secondo Paweł Jasienica, Casimiro risultava obbligato dalla pace di Visegrad a emettere un simile documento a titolo di garanzia, ma il re lo ritardò di oltre tre anni. Il fatto che si fosse affrettato a rendere pubbliche le sue intenzioni pacifiche si giustifica con quella ricostruzione la quale vorrebbe che egli preferiva agire senza alcun nemico esterno contro l'ordine teutonico.
In vista della disputa ancora irrisolta con lo Stato monastico e del coinvolgimento delle forze polacche nei combattimenti per la Rutenia Rossa in corso dal 1340, Casimiro iniziò i tentativi di concludere un'alleanza con il Lussemburgo. Questa doveva essere rafforzata dal matrimonio di Margherita di Boemia (figlia recentemente rimasta vedova di Giovanni di Lussemburgo) e il re polacco (la cui prima moglie era morta nel 1339), ma quando Casimiro giunse a Praga la sua promessa si ammalò e spirò l'11 luglio 1341. Tuttavia, due giorni dopo, nonostante questo evento imprevisto, si procedette comunque a suggellare l'accordo polacco-ceco. Solo alcuni dei documenti sono sopravvissuti fino ad oggi, ragion per cui alcuni obblighi possono rimanere soltanto oggetto di congetture. È noto che Casimiro si impegnò a sostenere i lussemburghesi contro ogni nemico tranne il ducato di Świdnica e il Regno d'Ungheria e a negoziare i piani matrimoniali dei rispettivi figli con la corte ceca. Gli obblighi dei Lussemburgo nei confronti della Polonia risultano sconosciuti: benché si possa ipotizzare che riguardassero la promessa di un sostegno militare in caso di bisogno, non si può sapere se questa disposizione si estendesse anche in caso di guerra con l'ordine (ne dubita Feliks Kiryk). Con il consenso dei Lussemburgo, Casimiro ricevette quindi la terra di Namysłów (ovvero, oltre alla stessa Namysłów, anche Kluczbork, Byczyna e Wołczyn) a titolo di pegno per un prestito concesso a Boleslao III il Prodigo. L'intento di una simile operazione era chiaro, in quanto generare questa condizione avrebbe potuto facilitare un potenziale acquisto di quelle zone in futuro. I Lussemburgo consigliarono al re polacco di maritare Adelaide d'Assia, la figlia del langravio dell'Assia Enrico II. Casimiro seguì il consiglio e il 29 settembre sposò la nobildonna a Poznań.
Il sovrano polacco non ricevette il sostegno che immaginava nella disputa contro lo Stato monastico. Tuttavia, dopo aver stipulato la pace di Kalisz con il vicino settentrionale, mantenne la sua parola al re ceco. Quando nel 1343 il nuovo principe di Żagań Enrico V di Ferro non rese omaggio a Giovanni di Lussemburgo, scatenando addirittura un conflitto e sottraendo ai cechi il controllo di Głogów per alcuni mesi, l'esercito polacco decise di attaccarlo. Nonostante Casimiro avrebbe potuto allearsi con lui, sovvertendo dunque gli equilibri di potere in Slesia, optò nei fatti per una soluzione diversa. È verosimile ipotizzare che egli ritenne la posta in gioco troppo bassa per mettere a repentaglio i buoni rapporti faticosamente cuciti con i Lussemburgo, oppure che non vi era alcuna possibilità di un accordo con il principe ribelle. Casimiro aspirava a riprendere per la Grande Polonia la regione di Wschowa, che era, secondo l'autore della Cronaca della Cattedrale di Cracovia, nelle mani dei duchi di Żagań. Dalla parte di Enrico V il Ferro figuravano i suoi zii Giovanni di Scinawa e Corrado I di Oleśnica. Nonostante la sconfitta subita nella battaglia di Oleśnica per mano delle truppe di Corrado, i polacchi prevalsero nella guerra. Le devastazioni non mancarono, considerate le fiamme che avvamparono Ścinawa e le vittime dei massacri compiuti nei principati di Żagań e Ścinawa prima della caduta di Wschowa. In base al trattato di pace che ne seguì, Wschowa finì incorporata nel regno polacco, mentre i Lussemburgo approfittarono della situazione e soggiogarono il nobile ribelle, promettendogli aiuto per riconquistare le terre perdute. Nel 1344 Enrico V rese omaggio al re ceco e da allora divenne un fedele vassallo dei sovrani cechi.

#### Rapporti con l'ordine teutonico

L'atto con cui il Gran maestro dell'ordine teutonico Luther von Braunschweig estese il cessate il fuoco con Casimiro il Grande nel 1334, Archivio Centrale dei Documenti Antichi di Varsavia

La tregua della Polonia con i cavalieri teutonici fu prorogata più volte fino al 24 giugno 1336, scongiurando così la minaccia della guerra. I precedenti accordi che prevedevano che la controversia fosse risolta dai re di Boemia e Ungheria andarono confermati. Il tribunale arbitrale si tenne alla convenzione di Visegrad nel 1335: ai negoziati partecipò anche la delegazione dell'ordine, che fornì agli arbitri i documenti che provavano i diritti dei teutonici sulle terre contese. Casimiro, allo stesso modo, presentò dei documenti a sostegno della sua tesi. Dopo aver esaminato le argomentazioni di entrambe le parti, i giudici emisero un proprio verdetto. Prima del suo annuncio il 26 novembre, il re polacco raggiunse un'intesa con Giovanni di Lussemburgo: probabilmente, grazie a questa scelta si influenzò un giudizio sfavorevole per l'ordine, con riferimento alla terra di Dobrzyń. A livello storiografico ci sono opinioni diverse sul verdetto, in quanto non fu seguito dopo il suo annuncio. Secondo uno dei filoni, la sentenza doveva essere approvata dal papa, cosa che, grazie agli sforzi di Casimiro, non avvenne mai. Alcuni storici ritengono che non solo la Santa Sede lo avrebbe confermato, ma che anche il re e la regina d'Ungheria e i signori polacchi si accodarono a esso. Altri ancora ritengono che il papa non avesse alcuna autorità nella controversia, e che il verdetto obbligasse semplicemente le parti contendenti ad adottare i necessari provvedimenti per concludere la pace, indicando solo le sue condizioni preliminari. I contenuti più importanti dell'atto riguardavano le seguenti regioni: la Cuiavia, la terra di Dobrzyń, da trasferire temporaneamente a Siemowit II o al vescovo di Cuiavia finché Casimiro non avesse soddisfatto i termini della pace, dopodiché le terre sarebbero state restituite alla Polonia (gli arbitri annullarono la concessione del 1329 di queste ultime all'ordine poiché erano avvenute quando lo Stato monastico riteneva Giovanni di Lussemburgo legittimo re di Polonia), la Pomerania e Danzica, che sarebbero rimaste in possesso dei cavalieri teutonici a titolo di «concessione gratuita e perpetua». Una simile soluzione pregiudicava qualsiasi ipotesi di vantare diritti reali per il re polacco su quelle destinazioni. Casimiro doveva inoltre accettare l'amministrazione straniera della terra di Chełmno da parte dell'ordine in base ai diritti concessi dagli antenati del re. Le controparti dovevano infine rinunciare a ogni richiesta futura indirizzata all'ottenimento di danni di guerra e concedere l'amnistia ai sudditi fuggiti in territorio nemico durante le ultime lotte.
L'esecuzione delle decisioni arbitrali avvenne immediatamente. Casimiro concluse un accordo con il principe Ladislao il Gobbo, anch'egli presente agli incontri Visegrád, in base al quale gli consegnò la terra di Dobrzyń. Ladislao, a sua volta, stilò e consegnò un atto all'attenzione di Giovanni di Lussemburgo in cui rinunciava ai danni a lui dovuti. Poiché né Casimiro né la controparte teutonica apparivano soddisfatti del risultato dell'arbitrato, non si affrettarono a dare piena esecuzione alla sentenza: il re non emise infatti alcun documento relativo alla rinuncia ai diritti sulla Pomerania, adducendo come pretesto difficoltà di tipo tecnico, mentre i cavalieri teutonici non restituirono la Cuiavia è la terra di Dobrzyń né la consegnarono a Siemowit II o al vescovo di Cuiavia. Avvicinandosi la fine della tregua, il 26 maggio Casimiro dichiarò che avrebbe accettato il verdetto statuito dall'arbitrato e l'avrebbe attuato nel giro di dodici mesi che sarebbero partiti dal 24 giugno. Al contempo promise di non attaccare l'ordine durante questo lasso temporale e di risarcire i danni causati dalle possibili incursioni dei suoi sudditi. Un documento simile fu probabilmente emesso pure dal grande maestro, con il risultato che in pratica la tregua fu prorogata fino al 24 giugno 1337. Casimiro attendeva con fiducia la decisione del papa su due rimostranze polacche avanzate contro l'ordine e depositate ad Avignone nel luglio 1335. Una di esse fu portata dall'arcivescovo di Gniezno, il quale accusava i cavalieri teutonici di essersi impossessati di proprietà ecclesiastiche, di aver distrutto e saccheggiate delle chiese, l'altra da Casimiro, che accusava i teutonici di essersi impossessati di terre appartenenti alla Polonia.
Prima che il caso fosse analizzato dalla curia, nel marzo 1337, Giovanni di Lussemburgo avviò dei colloqui con i polacchi e i teutonici a Inowrocław, auto-proclamandosi lui stesso come mediatore. Tuttavia, non si rivelò del tutto imparziale in tale veste, poiché molto probabilmente egli intendeva impedire al regno di estendersi e riconquistare la Pomerania. Poco prima dell'inizio dei negoziati, consegnò un messaggio in cui confermava la concessione della Pomerania ai cavalieri teutonici, avvenuta nel 1329. Il pretesto formale risultava l'assenza del sigillo della moglie di Giovanni di Lussemburgo (che era co-esecutore) su un documento di otto anni fa e il fatto che, nel 1329, Carlo IV fosse ancora minorenne.
Constatata la situazione sfavorevole, Casimiro si concentrò essenzialmente sulla necessità di rafforzare la sua posizione. All'inizio di marzo, strinse un accordo con Ladislao il Gobbo ai sensi del quale quest'ultimo avrebbe ceduto formalmente la terra di Dobrzyń al re e in cambio avrebbe ricevuto il possesso della terra di Łęczyca. Il trattato appariva importante da un punto di vista formale, in quanto rendeva impossibile la piena attuazione del lodo arbitrale di Visegrád e costituiva pertanto la base per procedere a ulteriori modifiche alle condizioni di pace concordate. A seguito dei colloqui di Inowrocław, alla Polonia toccarono condizioni molto più favorevoli per la pace futura rispetto a quelle definite a Visegrád. Anziché assegnare la Pomerania ai cavalieri teutonici a titolo di concessione gratuita e perpetua, come concordato in precedenza, il monarca doveva rinunciare ai diritti su questa terra ereditati dal padre. La bozza di accordo prevedeva la conferma da parte di Casimiro di concedere la terra di Chełmno allo Stato monastico, mentre il re doveva mantenere tutti i diritti del donatore ereditati dai suoi antenati e giurare che non avrebbe mai stretto un'alleanza con la Lituania pagana. Inoltre, doveva annunciare un'amnistia per i suoi sudditi che combatterono nella guerra del 1327-1332 dalla parte dell'ordine e delle città che si erano arrese in quel momento ai teutonici, così come liberare tutti i prigionieri religiosi detenuti in territorio polacco. Infine, Casimiro doveva rinunciare alla richiesta di qualsiasi risarcimento legato ai danni di guerra. In cambio, l'ordine cavalleresco prometteva di restituire la Cuiavia e la terra di Dobrzyń a seguito della ratifica del trattato, la quale doveva avere luogo entro un termine di tre mesi. Casimiro si impegnò ad ottenere durante questo periodo le garanzie ungheresi dell'inviolabilità del trattato (Carlo Roberto dovette così approvare il trattato come secondo conciliatore accanto al re di Boemia o come potenziale successore del sovrano polacco), soddisfacendo le richieste dei cavalieri teutonici che temevano potessero essere ripresentate delle rivendicazioni sulla Pomerania in futuro da Elisabetta o dagli eredi di lei. Dopo che Cracovia ricevette la garanzia del vicino meridionale, non restava che rarificare l'atto. I cavalieri teutonici convennero che, almeno fino all'approvazione dell'intesa, la regione di Cuiavia e Dobrzyń andassero immaginate come zone neutrali temporaneamente amministrate da Giovanni di Lussemburgo. In conformità con queste disposizioni, il re ceco nominò Otto von Bergow suo starosta, mentre un paio di castellanie cambiarono direttamente bandiera senza attesa alcuna. In caso di mancata ratifica del trattato tutte queste terre sarebbero tornate in mano allo Stato monastico. Il ritorno di parte della Cuiavia alla Polonia prima dell'approvazione finale del trattato fu teso a rafforzare quel filone della propaganda teutonica che proclamava le buone intenzioni di Marienburg nel voler risolvere la controversia. L'intento era quello di riabilitare la propria posizione in un eventuale processo che sarebbe stato celebrato dinanzi al tribunale pontificio. Qualora il trattato di pace fosse ratificato, un tale processo avrebbe assunto carattere tautologico. Pertanto, il re Casimiro preferì ancora una volta attendere l'ulteriore sviluppo della situazione, concordando con Carlo Roberto che non avrebbe garantito l'intesa.
Il 4 maggio 1338, papa Benedetto XII emanò una bolla nella quale ordinava l'inizio del processo secondo il diritto canonico. A tal fine nominò come giudici un collettore in Polonia e Ungheria, Galhard de Carceribus, e un canonico di Annecy, in Francia, un tempo collettore in Scandinavia. La data dell'udienza andò fissata per il 27 ottobre, ma il procedimento giudiziario iniziò il 4 febbraio 1339 nella zona neutrale di Varsavia. Gli inviati teutonici protestarono apertamente, annunciando di proporre un appello al papa e se ne andarono immediatamente, con il risultato che il processo venne celebrato in contumacia. Si susseguì l'esame di ben 126 testimoni in rappresentanza di tutte le suddivisioni amministrative polacche. Quanto dichiararono confermò che le terre la cui restituzione era stata richiesta dal re, al momento del loro spossessamento, appartenevano al regno ed erano governate da principi polacchi. Inoltre, quanto espugnato dai teutonici dopo il 1306 spettava al re Ladislao e, in maniera arbitraria, gli fu sottratto ricorrendo alla forza. I giudici ascoltarono anche i vescovi polacchi e il gran maestro. Durante il procedimento, nel marzo 1339, i togati consegnarono la proposta del re ai rappresentanti dell'ordine a Toruń. Casimiro si offrì di ritirare la domanda ed eseguire la precedente sentenza arbitrale, ma a condizione che ricevesse dall'ordinanza 14 000 grivna d'argento. I cavalieri teutonici dimostrarono subito la propria irritazione e, prima della fine del processo, Casimiro rinunciò il 9 settembre ad Avignone alla richiesta di metà del risarcimento concesso alla Polonia a seguito del processo del 1321, ovvero 15 000 grivna d'argento. Il 15 settembre venne emessa una sentenza che ordinava ai cavalieri teutonici di restituire alla Polonia la Pomerania, la Cuiavia, le terre di Chełmno, di Dobrzyń e di Michałów, oltre al pagamento di un risarcimento nella misura di 194 500 grivna più le spese processuali (1 600 grivna). Inoltre, i giudici scomunicarono il gran maestro Dietrich von Altenburg, i comandanti teutonici e vari funzionari. Lo Stato monastico, tuttavia, richiese l'intervento della curia romana e non approvò tale sentenza, ritenendo vi fossero stati errori procedurali nel procedimento. Ad ogni modo, la vicenda giudiziaria arrecò un vantaggio alla Polonia, poiché sia la sentenza che le prove furono rese note in varie corti d'Europa e lasciarono ipotizzare la fondatezza delle ragioni di Cracovia.

Le conquiste dello Stato monastico in epoca basso-medievale. Con riferimento all'epoca in cui visse Casimiro, l'immagine mostra, come indicato dalla legenda, i territori perduti che il re sperava di riconquistare

Nel giugno 1341, il papa istituì una commissione speciale composta da vescovi di Meissen, di Cracovia e di Chełmno. Il suo compito era quello di ripristinare le condizioni prebelliche con il fatto che la Polonia avrebbe ricevuto 10.000 pezzi (noti più correttamente come grivna) d'argento come equivalente al reddito della terra di Cuiavia e Dobrzyń perse a causa dell'occupazione teutonica. La questione delle terre rimanenti doveva essere considerata separatamente. Nell'agosto 1342 e maggio 1343, Clemente VI, il successore di Benedetto XII e tutore in passato di Carlo di Lussemburgo, rinnovò le istruzioni del suo predecessore in materia.
Le lotte con la Lituania e con i tartari per la Rutenia in mano ai galizio-voliniani, iniziate nel 1340, resero impossibile il recupero delle terre occupate dai cavalieri teutonici dalle forze armate. L'intervento dell'ordine contro la Lituania, impegnato in una secolare crociata, giocò forse a vantaggio di Cracovia, in quanto spinse lo Stato monastico a considerare l'ipotesi della pace. Nell'autunno del 1341 Casimiro, il gran maestro Dietrich von Altenburg, Carlo Roberto e i rappresentanti dei Lussemburgo si incontrarono di persona a Toruń. Tuttavia, i colloqui polacco-teutonici furono interrotti a causa della morte dell'hochmeister, riprendendo solo nel 1343 a Kalisz su spinta dell'arcivescovo di Gniezno. Al fine di rafforzare la sua posizione, prima dell'inizio delle discussioni, Casimiro concluse a Poznań il 29 febbraio 1343 un'alleanza offensiva e difensiva con i duchi della Pomerania occidentale. Questi ultimi si impegnarono a fornire alla Polonia un supporto militare nel numero di 400 cavalieri (lo stesso obbligo ricadeva in capo alla corona con riferimento alla Pomerania) e, circostanza più importante, a non far transitare alcun rinforzo dell'ordine attraverso i loro territori. Per avvalorare il patto si procedette a far sposare uno dei duchi locali, tale Boguslao V, con Elisabetta, figlia di Casimiro, malgrado la data del matrimonio resti ignota. La pace con lo Stato monastico andò infine firmata l'8 luglio a Kalisz e il 23 luglio a Wierzbiczany, vicino a Inowrocław, si procedette alla ratifica. Casimiro e il gran maestro Ludolf König intrattennero dei lunghi colloqui, giurarono che avrebbero mantenuto la pace e si scambiarono un bacio sulla guancia in segno di buona fede. La Polonia rinunciava nei fatti ai suoi diritti sulla Pomerania, su Danzica, sulle terre di Chełmno e su Michałów. In cambio, l'ordine restituiva il resto della Cuiavia e la terra di Dobrzyń, oltre a dichiararsi pronta a versare 10 000 fiorini a titolo di risarcimento. L'8 luglio, l'arcivescovo di Gniezno, a nome della Chiesa polacca, rinunciò a chiedere qualsiasi indennizzo per le perdite subite a seguito delle invasioni teutoniche. Poiché la parte polacca spiegò che non poteva ottenere le garanzie ungheresi e che per questo l'accordo di Inowrocław non era stato ratificato, si decise di sostituirle con garanzie sociali eccezionalmente ampie. Gli inviati reali, al fianco dei comandanti delegati dall'ordine, viaggiarono a lungo in tutta la Polonia al fine di raccogliere i documenti idonei a garanzia della pace. L'operazione terminò il 15 luglio e i garanti promisero di non assistere il sovrano nel caso in cui avesse violato i termini. Non è chiara la portata entro cui si estendessero queste disposizioni. Secondo il filone meno restrittivo, si dovrebbe ipotizzare che la clausola risultasse valida sia per Casimiro che per i suoi eredi. Secondo un'altra ricostruzione, la disposizione risultava applicabile al solo Casimiro, allo scopo di impedire che potesse mettere in atto un qualsiasi tentativo di riconquista della Pomerania mentre i teutonici avevano ricominciato ad aggredire la Lituania in quel preciso momento storico. Benché il trattato doveva ancora essere approvato dal papa, il re non si prodigò affinché la curia provvedesse in tempi celeri, un atteggiamento non dissimile da quello assunto da Marienburg. Nonostante i suoi obblighi, Casimiro non cessò di farsi chiamare formalmente signore ed erede della Pomerania. I cavalieri teutonici, dal canto loro, non pagarono nessuno dei 10.000 fiorini promessi. Nonostante alcune irregolarità formali, il trattato di Kalisz si rivelò molto duraturo: integrato dalla delimitazione del confine del 1349, rimase in vigore fino al 1409.
Gli anni '50 del XIV secolo si rivelarono un periodo di grande tensione nelle relazioni polacco-teutoniche. Una simile situazione fu in gran parte il risultato della preoccupazione dell'ordine per i successi polacchi riportati in Rutenia. Ci furono poi diverse deviazioni teutoniche contro la Polonia. Il contesto divenne ancora più teso quando la Polonia e Lituania raggiunsero una tregua nel 1356, spingendo lo Stato monastico a sentirsi nuovamente esposto a delle minacce esterne. Il culmine delle tensioni si raggiunse con l'incidente di Rajgród: quando nel 1360, con l'approvazione del granduca Kęstutis, Casimiro ordinò di costruire un castello in quella cittadina situata sul confine polacco-lituano e in una zona rivendicata dai teutonici, questi ultimi invasero l'insediamento e costrinsero il polacco a desistere dal progetto per evitare problematiche ulteriori.
Nel 1365, 1366 o 1368 Casimiro si recò in visita a Marienburg, dove fu ospite per tre giorni dell'hochmeister Winrich von Kniprode. Probabilmente il monarca voleva rendersi conto di persona delle condizioni in cui versava lo Stato monastico e valutare se la Polonia disponesse della forza necessaria a sconfiggere il suo avversario. È probabile che Casimiro non valutò come sussistenti le necessarie condizioni per prevalere in guerra, poiché il re non intraprese mai dei preparativi bellici in vista di una lotta con i teutonici.

#### Rapporti con la corte ungherese

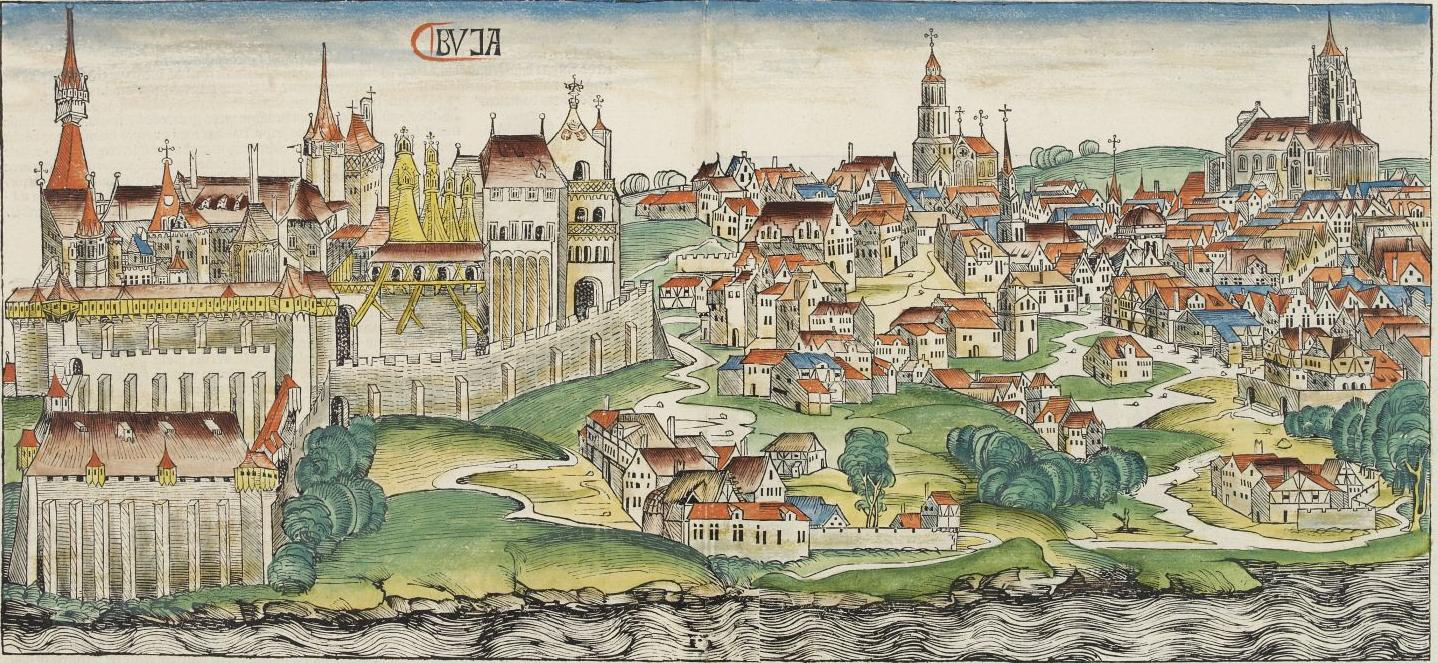
La città di Buda in un'illustrazione della Cronaca di Norimberga. Allo stesso modo di Praga, fu più volte visitata da Casimiro nel corso della sua vita

Durante il suo regno, Casimiro mantenne l'alleanza con la dinastia regnante dell'Ungheria come ereditata da suo padre. Grazie alle riforme attuate da Carlo Roberto e suo figlio Luigi I il Grande e dalle miniere d'oro, l'Ungheria divenne in quel momento una potenza politica nell'Europa centrale. La facoltà di avvalersi di tale collaborazione nei momenti chiave si rivelò molto utile, ma non senza costi. Probabilmente, già nel 1327, Ladislao I promise agli Angioini (a Carlo Roberto e ai suoi figli) che nel caso della sua morte senza avere avuto un erede maschio gli sarebbero subentrato. Quando Casimiro si ammalò gravemente e la Polonia necessitava di un aiuto immediato nella lotta contro i cechi, il principe ribadì ripetutamente la parola del padre in caso di estinzione dei Piast. Forse la prima volta che lo fece fu al Congresso di Visegrád nel 1335.
Secondo fonti successive del XV secolo, nel 1338 o 1339 Casimiro si recò nuovamente a Visegrád e nominò Luigi come suo successore. Risulta assai probabile che Carlo Roberto avesse in cambio rinunciato alle rivendicazioni magiare sulla Galizia e sulla Volinia, promettendo altresì di concedere al cognato un appoggio nella lotta in corso nella vecchia Rus' e in un eventuale scontro con i cavalieri teutonici. Il passaggio del testimone da Casimiro agli ungheresi in caso di mancato erede prevedeva anche la promessa da parte dell'ipotetico sovrano degli Angiò di provare a riconquistare le vecchie terre possedute dal regno di Polonia. Nel 1350 si chiarì il passaggio del trattato relativo alla Rutenia. Nel dettaglio, si decise che, qualora il re di Polonia avesse avuto discendenti maschi, gli Angiò avrebbero avuto il diritto di acquistare la Rutenia per la modica somma di 100 000 fiorini, mentre in caso di morte senza figli quell'area geografica sarebbe passata direttamente in mano a Buda. Malgrado la somma apparisse relativamente poco onerosa per l'epoca, le casse erariali magiare non avrebbero potuto effettuato quel pagamento senza delle conseguenze economiche imprevedibili.
L'anno successivo, Luigi giunse con il suo esercito in Polonia per intraprendere una spedizione congiunta contro la Lituania. Quando Casimiro si unì alle forze, appariva gravemente ammalato e in condizioni talmente fragili che Luigi riuscì ad ottenere dai dignitari del regno polacco la promessa che lo avrebbero accettato come loro sovrano se Casimiro fosse morto. Tuttavia, si posero anche delle condizioni, tutte accettate dal re ungherese. Si previde infatti che l'offerta sarebbe valsa solo per Luigi e i suoi discendenti, in modo tale da arginare eventuali pretese che altri Angioini avrebbero potuto avanzare sul trono polacco. Il futuro monarca non sarebbe stato autorizzato a nominare più di un funzionario tedesco (secondo Paweł Jasienica, uno straniero in generale) nel regno di Polonia, altrimenti i nobili avrebbero potuto disobbedire legittimamente al re. Il re era inoltre tenuto a pagare le spedizioni di guerra senza attingere alle casse polacche. Alla fine, tuttavia, Casimiro si riprese e guarì, scongiurando almeno per quel momento la realizzazione di quello scenario.
Nel gennaio 1355 una delegazione polacca arrivò a Buda per stabilire, «a nome di tutti gli abitanti del regno polacco», le condizioni per l'accettazione da parte delle regioni polacche dell'eventuale assunzione del trono da parte degli Angioini. Il 14 gennaio Luigi rese pubblico un documento che definiva le condizioni da lui adottate. A nome degli Angioini rinunciò ad alcuni diritti di genere fiscale, promise di non riscuotere tasse straordinarie e promise di pagare senza attingere alle casse di Cracovia le spedizioni militari da intraprendere lontano dalla terra polacca. In cambio, gli stati polacchi accettarono la successione degli Angioini (con riferimento al solo Luigi, a suo nipote Giovanni e ai loro possibili discendenti maschi) in Polonia. L'atto conteneva anche una clausola secondo cui l'accordo sarebbe risultato invalido qualora il ramo degli Angiò ungheresi fosse rimasto privo di membri di sesso maschile.

#### La Galizia-Volinia, la Lituania e altri territori orientali

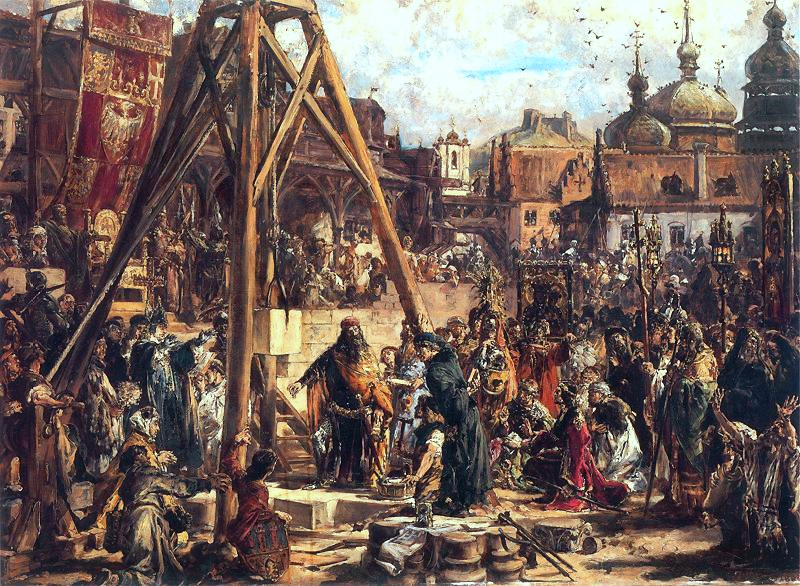
La riconquista della Rutenia. Ricchezza e istruzione. AD 1366, Jan Matejko

Nei primi anni del suo regno, Casimiro preservò buoni rapporti sia con i duchi lituani (garantiti dal matrimonio del re con la figlia del granduca Gediminas a fino al 1339) sia con il principe Jurij II di Galizia. Con quest'ultimo, probabilmente prima del secondo congresso di Visegrád, Casimiro concluse un patto in virtù del quale veniva promesso al polacco il trono della Galizia in caso di morte senza figli. In cambio, il re avrebbe dovuto sostenerlo nella sua campagna militare: tali disposizioni furono confermate al secondo congresso di Visegrád. Il 7 aprile 1340, all’età quasi 30 anni, il principe morì inaspettatamente e in seguito si scoprì che fu avvelenato. Già intorno a Pasqua (16 aprile), Casimiro fece il suo ingresso in Rutenia con un piccolo distaccamento, giungendo a Leopoli e depredando il bottino degli knjaz locali. La popolazione cattolica e i mercanti furono fatti prigionieri per essere deportati in terra natia, mentre il castello locale venne dato alle fiamme prima di far ritorno in Polonia. A maggio ebbe luogo una spedizione ungherese in Rutenia (non si conoscono i dettagli) a fianco degli uomini di Casimiro. Secondo Stanisław Szczur e Marek Kazimierz Barański, le truppe magiare non intrapresero un'operazione separata, ma sostennero poco dopo la spedizione di Casimiro. La cooperazione appariva necessaria perché anche i lituani erano interessati a conquistare queste terre, così come l'Orda d'Oro rivendicava per sé le odierne Ucraina e Bielorussia occidentale. L'importanza di queste terre era notevole, essendo infatti la rotta commerciale che collegava il Mar Nero con il Mar Baltico passando attraverso la Rutenia. Alla fine di giugno, Casimiro partì di nuovo contro la Rutenia, ma in questa nuova occasione guidò un esercito molto più numeroso. Il risultato della spedizione fu la subordinazione della Rutenia in mano al Principato della Galizia-Volinia alla Polonia (la zona di Volodymyr e Luc'k passò in mano al sovrano lituano Liubartas). Non è noto se Casimiro incorporò altresì Sanok. Un boiardo locale, Dmitro Detko, fu nominato governatore polacco sul resto della Rutenia galiziana (secondo alcuni storici il nobile riconosceva la sovranità combinata di Polonia e Ungheria). Secondo Feliks Kiryk, nel 1340 il re soggiogò la Rutenia è la annesse direttamente ai suoi possedimenti, nominando il boiardo solo dopo una ribellione scatenata da Detko stesso nell'anno successivo. Quest'ultimo, assistito da un certo Daniele di Ostrów, chiese aiuto al khan, con il risultato che all'inizio del 1341 i tartari invasero la Piccola Polonia raggiungendo la Vistola. Il piano prevedeva di attraversare la riva sinistra, ma l'avanzata fu bloccata da un'armata guidata da Casimiro. Dopo la battaglia che ne seguì lungo il fiume, i tartari dovettero ritirarsi e cercarono di spingersi verso Lublino, ma la città scacciò gli invasori. Detko si arrese nuovamente al re e, in veste di viceré, ricevette ampi poteri.
Non esistono fonti relative alla lotta in Rus' negli anni successivi, ragion per cui si può presumere che le lotte proseguirono. L'unico appiglio si rintraccia nel 1343, quando il papa esentò la Polonia dalla decima biennale affermando che il denaro doveva essere utilizzato per combattere gli infedeli (dunque i tartari). Alcuni storici ritengono che dal 1341 al 1349 non si verificarono grandi cambiamenti politici in Rutenia, mentre altri sostengono che Casimiro perse una parte della Rutenia prima sottratta a Liubartas. Più tardi, nel 1345, si ha notizia di truppe polacche di stanza a Przemyśl e Sanok, forse giunte per supportare una spedizione di Luigi d'Ungheria contro i tartari. Alla luce di questa considerazione, si ritiene che l'anno prima Casimiro andò in Rutenia e si assicurò Przemyśl e i dintorni precedentemente perduti.
Nel 1349 il re stava preparando un'altra offensiva contro la Rutenia, sperando di approfittare della recente sconfitta della Lituania nella guerra con l'ordine. Molto probabilmente, all'inizio dell'anno, il re raggiunse un accordo con il khan, come dimostra l'arrivo di inviati tartari e l'assenza di testimonianze relative a lotte tra l'Orda d'Oro e la Polonia. Grazie a una campagna volta a ingannare il nemico fingendo attacchi in punti poco strategici, i lituani uscirono sconfitti nella lotta e videro il loro avversario annettere tutto il vecchio principato della Galizia-Volinia ad eccezione di Luc'k. Sembra possibile che le acquisizioni avvennero in una fase antecedente a quando Kęstutis e i suoi fratelli si mostrarono a favore dell'ipotesi di convertirsi al cristianesimo. Secondo alcuni, fu proprio la sconfitta con la Polonia a spingere il granduca a chiedere la cristianizzazione. Il battesimo della Lituania avrebbe minato l'esistenza di uno Stato monastico, cosa che senza dubbio Casimiro voleva realizzare, ma i baltici si erano mostrati propensi alla prospettiva della conversione per scongiurare nuove aggressioni.
Nel maggio 1350, i lituani invasero la Masovia e causarono gravi danni, compreso l'incendio di Varsavia e Czersk. Durante la loro ritirata, furono attaccati dal monarca polacco e inflissero a Żuków una devastante sconfitta. Forti del successo, i baltici invasero la Rutenia nel mese di agosto, seminando il caos e facendo molti prigionieri nelle città catturate (Volodymyr, Belz, Brėst e alcune roccaforti minori). In seguito si diressero verso le terre di Łuków, Sandomierz e Radom, catturando altre persone ancora. La strategia dei lituani passò per l'evitare una grande battaglia e impegnarsi in scaramucce minori, spingendo Casimiro a giungere a una pace che vide il Granducato riacquisire parte della Rutenia con l'eccezione della terra di Leopoli.
L'anno successivo Casimiro preparò un'altra spedizione. A marzo ottenne dal papa l'esenzione dalla metà della decima quadriennale per coprire i costi della lotta contro la Lituania e i tartari. A cavallo tra giugno e luglio, Luigi d'Ungheria arrivò in Polonia con il suo esercito per attaccare insieme la Lituania. Gli eserciti combinati sotto il comando dei due sovrani raggiunsero Lublino, dove il re di Polonia fu colpito da una grave malattia. Constatata la situazione, entrambi gli eserciti dovettero essere guidati dal monarca ungherese. Dopo un viaggio durato diversi giorni, gli uomini raggiunsero le vicinanze di Mielnik, da dove tre ambasciatori partirono per incontrare il granduca. Rimasti nelle mani dei lituani come ostaggi, Kęstutis andò dopo il loro arrivo a incontrare Luigi e il 15 agosto si arrivò a una pace. La promessa del lituano di accettare la conversione fu rimangiata nonostante la garanzia della sua conversione al cristianesimo e del supporto militare all'Ungheria in cambio della corona reale. L'intesa venne suggellata con un rito pagano, ma Kęstutis non aveva intenzione di conformarsi a quanto statuito e si allontanò in tutta fretta dal luogo dell'incontro.
Un'altra spedizione fu effettuata nell'inverno del 1352. L'unica descrizione sopravvissuta del suo corso è contenuta nella Cronaca di Dubnik, un'opera magiara ed esclusivamente incentrata sulle gesta ungheresi. Il 21 marzo, Luigi aveva raggiunto Casimiro vicino a Belz e l'assedio che ne seguì si concluse con una sconfitta. Le perdite ungheresi dovettero essere state significative, in quanto il giorno successivo Luigi ordinò una ritirata. Tuttavia, secondo la Cronaca di Dubnik, Luigi avrebbe convinto il castellano locale ad alzare bandiera bianca, con il risultato che il possesso della città sarebbe passato dalla Lituania all'Ungheria. Ciò impedì a Casimiro di sognare una riacquisizione della città, optando allora per un ritiro per via degli attacchi subiti da tartari e lituani altrove in Rutenia. All'inizio della primavera, l'orda invase la regione di Lublino ma non si ha notizia dell'esito della campagna.
Casimiro aveva bisogno di risorse per ulteriori ostilità: per questo motivo, nel mese di giugno costrinse la Chiesa polacca a consegnare per scopi bellici gli oggetti di valore della cattedrale di Gniezno. Valutati in 1.000 fiorini, essi furono concessi al re sotto forma di prestito con interessi. Sempre con l'idea di ottenere maggiori disponibilità, Casimiro diede in pegno la terra di Dobrzyń ai cavalieri teutonici e quella di Płock a Siemowit III e a suo fratello, Casimiro I di Varsavia.

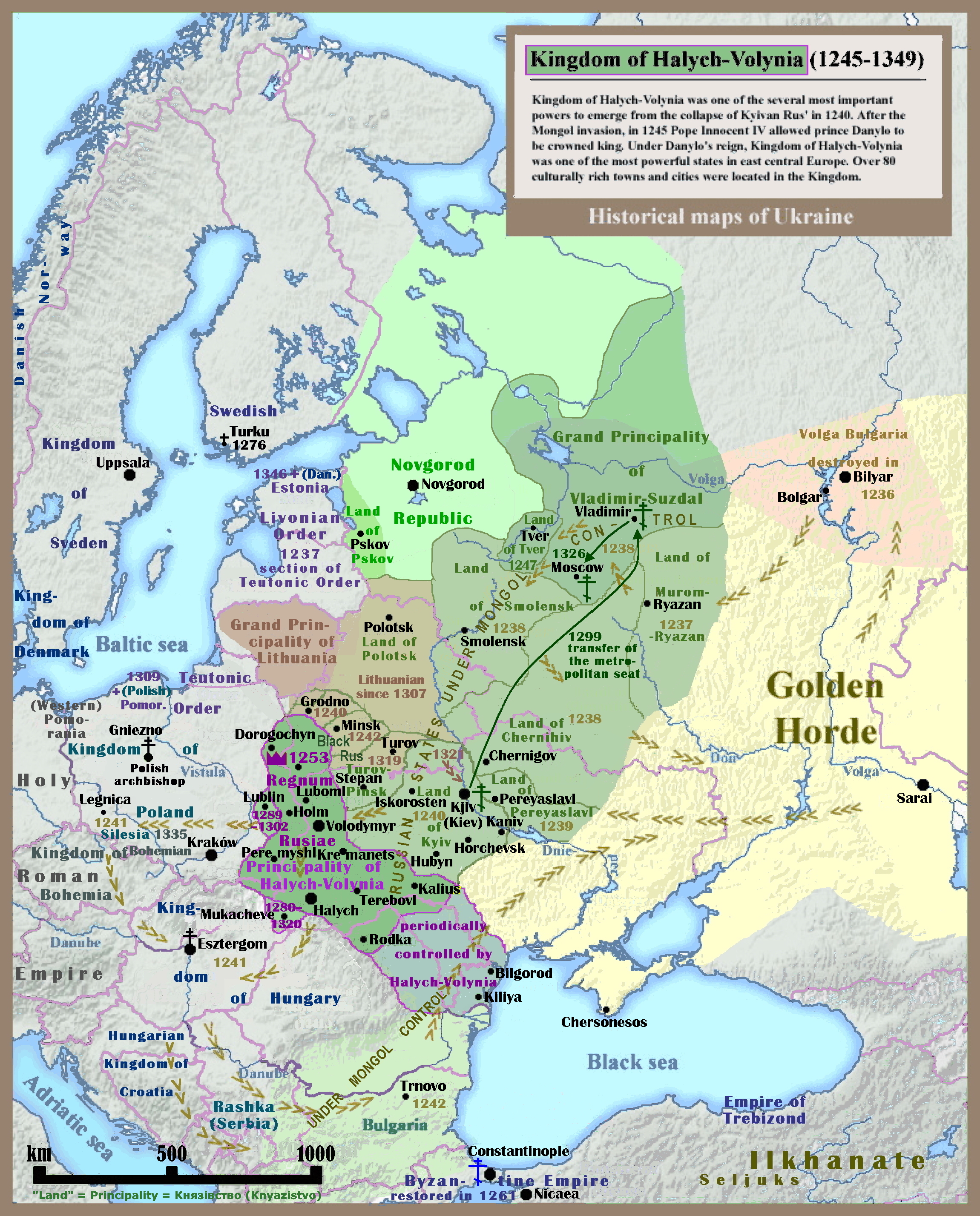
L'Europa orientale nella prima metà del XIII secolo

Ad agosto e settembre il re si recò al confine polacco-lituano, ovvero a Szczebrzeszyn. Il motivo della sua permanenza in Rutenia riguardava forse delle trattative già in corso con i duchi lituani per giungere a una tregua. I colloqui terminarono con una tregua biennale che sarebbe entrata in vigore da ottobre. Allo scambio di varie garanzie si unì il divieto espressamente stabilito di erigere o ricostruire durante i ventiquattro mesi di pace dei castelli. Inoltre, si statuì che lituani avrebbero dovuto inviare supporto in caso di invasione tartara delle terre polacche, ma non erano obbligati a farlo nel caso di un'invasione della Rutenia appartenente alla Polonia. Allo stesso modo, Casimiro avrebbe dovuto sostenere i lituani qualora il re ungherese avesse attaccato il Granducato, ma nel caso dell'attacco ungherese alla Rutenia baltica non vigeva alcun impegno. Si prevedeva infine uno scambio di prigionieri e profughi, in particolare contadini e schiavi fuggiti a Leopoli.
Malgrado i termini della tregua fossero favorevoli ai lituani, questi ultimi decisero comunque di infrangerla poco dopo. Dopo il giorno della Santissima Trinità (19 maggio 1353), i baltici invasero e distrussero Leopoli, mentre il 7 luglio, sotto la guida di Liubartas, espignarono, saccheggiarono e diedero alle fiamme Halyč trucidandone gli abitanti. Da lì decisero di spostarsi nella Piccola Polonia e a settembre devastarono le vicinanze di Zawichost. Solo a ottobre Casimiro riuscì a organizzare una controffensiva, ma non si hanno notizie di questa campagna, eccezion fatta per una battaglia che avvenne vicino a Belz il 23 ottobre. L'anno 1354 procedette verosimilmente senza grossi scontri e con dei preparativi in vista di futuri scontri. I documenti emessi in quel momento indicano che in quel frangente almeno la Galizia apparteneva alla Polonia. Su sollecito dei rappresentanti polacchi presenti ad Avignone, con una bolla emessa in data 10 novembre 1354 il papa invitò Polonia, Cechia e Ungheria a una crociata contro lituani e tartari, concedendo ancora una volta l'esenzione alla Polonia dal pagamento della decima. La grande spedizione ebbe luogo nel 1355, ma nessuna fonte ne riferisce le sorti, malgrado si ipotizzi che riguardò indubbiamente la Rutenia. L'anno successivo, i tartari conquistarono l'importante roccaforte di Volodymyr e i tentativi polacchi di riprenderla non sortirono alcun effetto.
Nella bolla del 17 settembre 1356, papa Innocenzo VI rimproverò il gran maestro (probabilmente a causa della denuncia di Cracovia contro i cavalieri teutonici) non solo per non aver assistito Casimiro malgrado le richieste effettuate da quest'ultimo, ma anche perché aveva invaso mentre era in corso il conflitto alcuni centri della Masovia, feudo polacco. È possibile che si trattasse di un'aggressione dovuta al timore da parte dell'ordine per un eccessivo rafforzamento della Polonia grazie alle conquiste eseguite in Rutenia.
Alla fine dell'estate o all'inizio dell'autunno 1356, Casimiro giunse a una pace dai contenuti ignoti con la Lituania, attirandosi i rimproveri della curia romana al principio dell'anno seguente. La conclusione della pace avviò diversi anni di riavvicinamento polacco-lituano, con Casimiro che segretamente covava la speranza che il suo vicino si convertisse al cristianesimo. Il 17 dicembre 1357, con una mossa che spiazzò l'opinione internazionale, chiese ad Avignone che la Lituania venisse subordinata alla provincia ecclesiastica polacca. La richiesta fu presa in considerazione ad Avignone, con tanto di domanda da parte del papa al vicecancelliere affinché effettuasse un esame più approfondito della questione. Si trattava di un'eventualità che meritava uno studio particolarmente attento, in quanto l'eventualità che lo Stato monastico si opponesse era praticamente certa e poteva in più nascere dei dissidi con la potente arcidiocesi di Riga situata più a nord, in Terra Mariana. Forse su iniziativa dei cavalieri teutonici preoccupati per le azioni polacche, l'imperatore Carlo IV di Lussemburgo indirizzò una lettera del 18 aprile 1358 ai principi lituani con un invito ad accettare il cristianesimo sotto la sua protezione. A luglio uno dei fratelli del granduca raggiunse l'imperatore, in quel momento a Norimberga, e gli trasmise la notizia che la Lituania voleva essere cristianizzata e che quindi il granduca sarebbe venuto a Natale per essere battezzato. Alla stregua di quanto pattuito, la cerimonia avrebbe dovuto svolgersi a Breslavia, ma il granduca non solo non si presentò nella data annunciata, ma affermò pure che non avrebbe accettato di ricevere il sacramento fino a quando non sarebbero state restituite al Granducato le terre conquistate dall'ordine cavalleresco. Non si sa se si fu un'ingerenza polacca in tale occasione o invece un sollecito caduto nel vuoto.
Più proficui furono i risultati in un altro ambito, ovvero quando, forse già nel 1358, Casimiro ipotizzò di celebrare le nozze tra suo nipote Casimiro IV e Kenna (Giovanna dopo il battesimo), figlia del granduca Algirdas. Dopo aver richiesto una dispensa papale nel 1360 ad Avignone per via del legame matrimoniale tra i due, il matrimonio durava già da circa un anno. La grande fretta della parte polacca, che era apparentemente molto ansiosa di realizzare il matrimonio, rafforzò i rapporti tra Cracovia e Vilnius. Un altro fattore che cementò queste buone relazioni fu la firma del trattato di confine tra la Masovia ducale e la Lituania nel 1358. La calma regnò fino al 1366: Casimiro intraprese una spedizione di successo in Rutenia, che si concluse con la firma di un trattato che garantiva alla Polonia ulteriori acquisizioni territoriali (ad esempio la parte occidentale della Podolia). Liubartas preservò invece quanto compreso tra Volodymyr e Luc'k, oltre a dover promettere che, da quel momento in poi, il lituano avrebbe aiutato Casimiro contro tutti i nemici del re. Ciononostante, le relazioni polacco-lituane non si rovinarono. Fino alla morte di Casimiro, i lituani attaccarono ancora una volta, nel 1368, ma l'invasione della Mazovia eseguita da Kęstutis, tuttavia, fu diretta solo indirettamente contro la Polonia. I danni maggiori si riportarono a Płońsk, Czerwińsk, Wyszogród e Pułtusk, tutte località distrutte. Per proteggere la Rutenia da invasioni simili, Casimiro ordinò la costruzione di un nuovo castello in mattoni a Volodymyr.
Secondo la cronaca di Jan Długosz, nel 1359 Casimiro partì per la Moldavia. L'autore descrisse questo evento come segue: dopo la morte dell'ospodaro Stefano I, i suoi due figli Pietro e Stefano II scatenarono una lotta per il potere, con il primo che cercò sostegno in Ungheria e il secondo in Polonia, con la promessa verso la corona polacca di fedeltà e obbedienza. Il re radunò i cavalieri delle terre di Cracovia, Sandomierz, Lublino e Rutenia, partendo poi per la Moldavia. Tuttavia, prima che arrivasse lì, i fratelli si riconciliarono e tesero un'imboscata nelle foreste di Szypienica per le truppe polacche in arrivo. L'agguato ebbe successo, con molti combattenti persero la vita e un numero ancor superiore fu fatto prigioniero. Questo resoconto, tuttavia, non è confermato da fonti più vicine agli eventi, ragion per cui è spesso messo in dubbio dagli storici. Stando a una delle ricostruzioni, Długosz attribuì erroneamente a Casimiro una spedizione compiuta da Luigi d'Ungheria Ludwik Węgierski nel 1377, mentre secondo un'altra il re di Polonia sarebbe stato effettivamente coinvolto, malgrado nel 1368. Ad avvalorare tale ipotesi risulterebbe la circostanza che proprio durante l'assenza del re ebbe luogo l'invasione lituana della Masovia e della Rutenia.

#### La questione dei vescovati ruteni

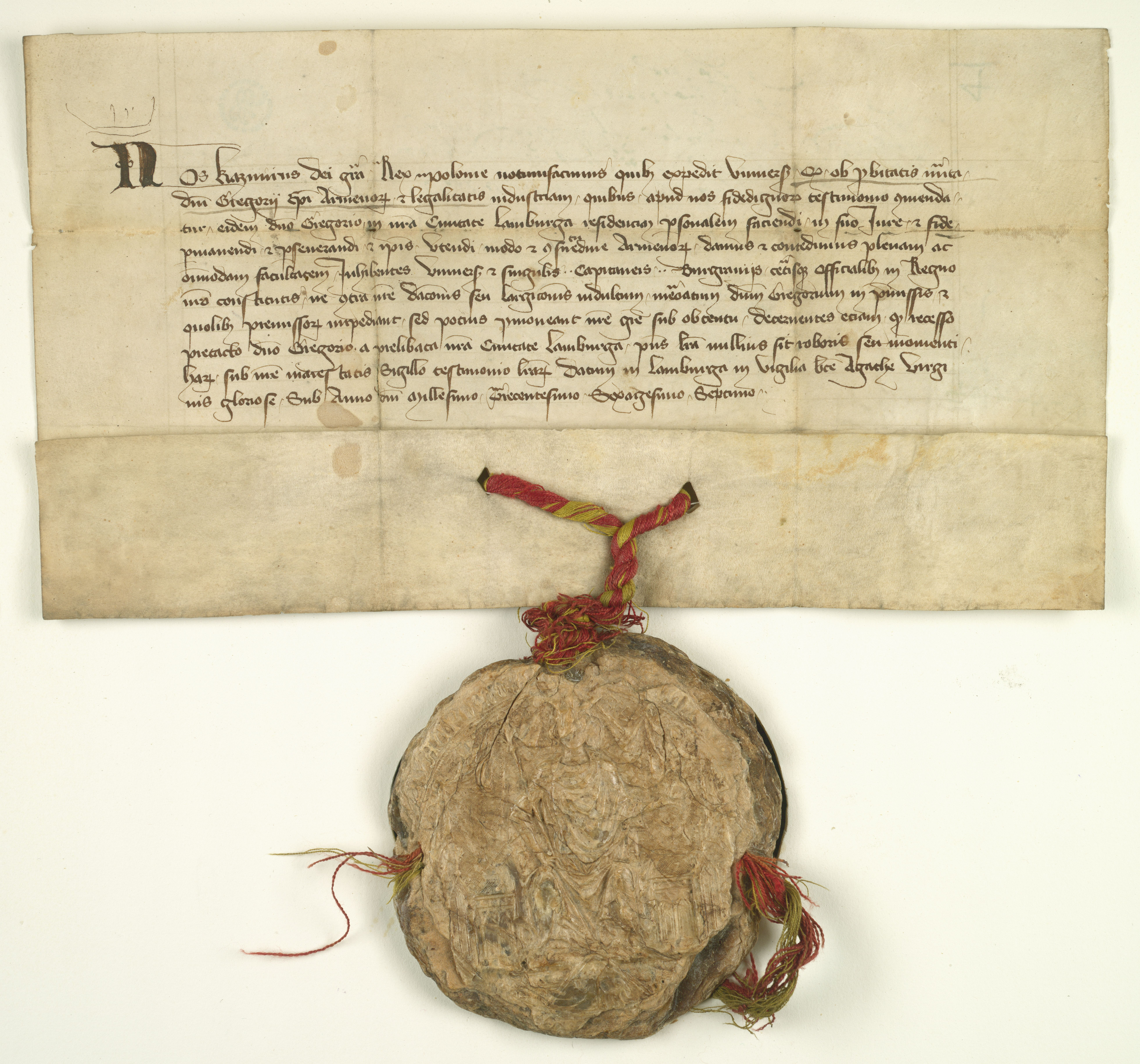
Casimiro consentì tramite tale atto a Gregorio, vescovo armeno, di rimanere a Leopoli e di diffondere liberamente il rito armeno. Il documento, firmato con il sigillo reale, è datato 3 febbraio 1367

Casimiro desiderava ardentemente che l'organizzazione della chiesa in Rutenia fosse scevra dalle influenze degli Stati vicini e più vicina all'orbita polacca. A tal fine indirizzò una lettera al patriarca di Costantinopoli Filotio per l'approvazione di un certo Antonios alla carica di metropolita della Galizia, così come per il ripristino della metropoli, soppressa nel 1347. La missiva riservava toni piuttosto duri: Casimiro minacciò persino che, qualora la metropoli non fosse stata rifondata, avrebbe preso in considerazione l'ipotesi di convertire coattivamente i ruteni al cattolicesimo. In virtù di questo ostracismo, la metropoli della Galizia fu rinnovata solo poco dopo la morte del re, nel 1371.
Per quanto riguardava l'organizzazione della Chiesa cattolica in Rutenia, i piani di Casimiro non furono pienamente attuati. L'idea di subordinare i vescovadi presenti in territorio ruteno al clero polacco fallì sia per l'intromissione del papa, il quale si prodigò per assorbire le sedi episcopali e sottoporle direttamente alla propria autorità, sia per l'intervento dell'Ungheria, che sperava di non assistere a una "polonizzazione" della Rutenia, sia infine per la presenza preponderante di fedeli ortodossi o armeni. Nel 1363, con il consenso di Casimiro, il vescovato della Chiesa armena fu trasferito da Luc'k a Leopoli, una città che assorbì anche varie diocesi precedentemente distribuite altrove in Rutenia occidentale. Nel 1367 vide la luce una nuova sede metropolitana della Chiesa latina a Halyč.

#### Politica verso la Masovia

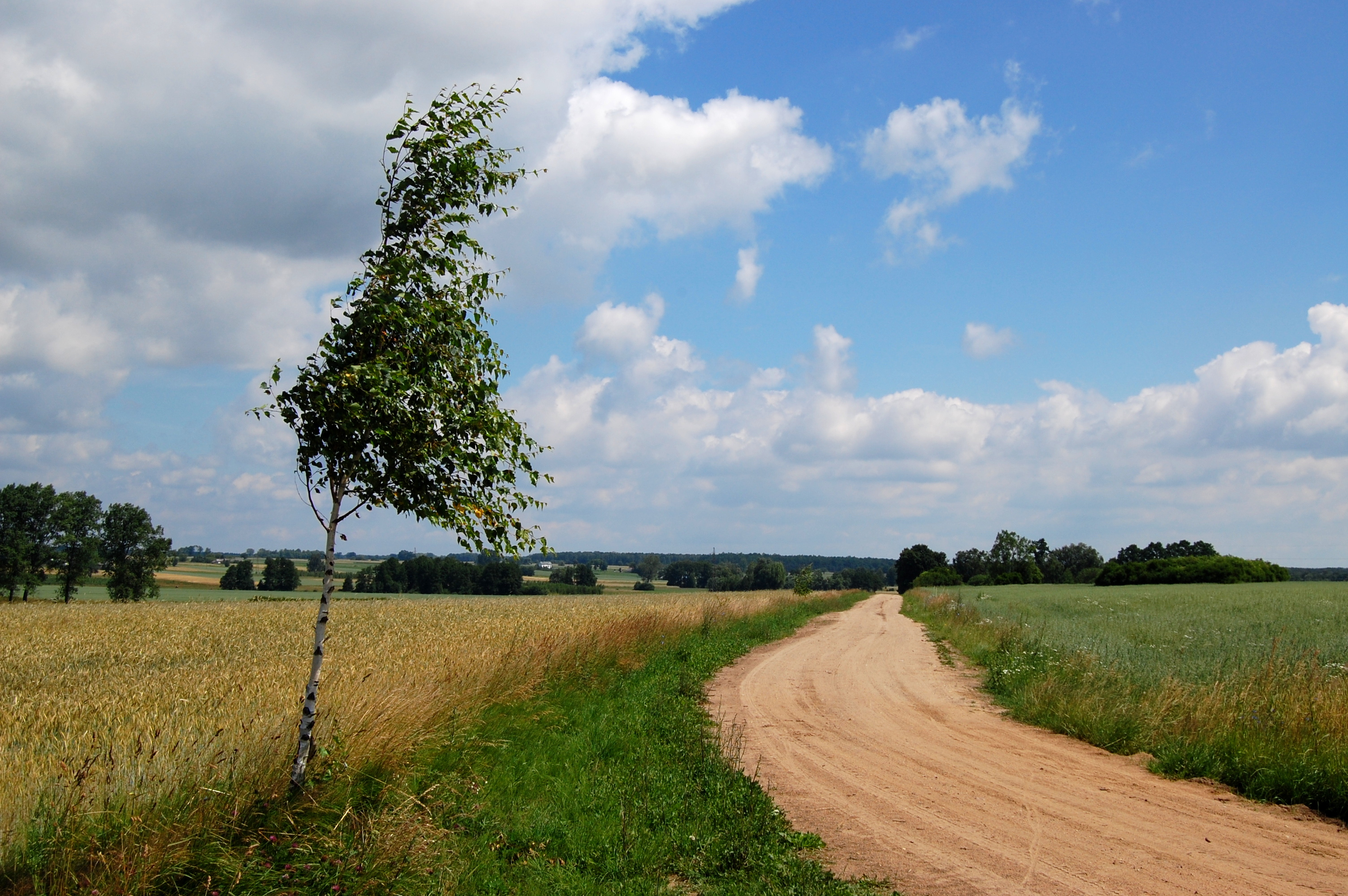
Il paesaggio tipicamente pianeggiante della Masovia, la regione che fa capo a Varsavia

La politica nei confronti della Masovia, a differenza di altre regioni, non fu caratterizzata da alcuna pressione eccessiva o azione militare, perché il sovrano era memore del fatto che tali misure, intraprese in precedenza da suo padre, indussero i duchi locali a chiedere la protezione dei teutonici. A riprova di ciò, nell'armistizio del 1334 il gran maestro menzionò i Piast che governavano la Masovia come suoi alleati. Probabilmente in Polonia si sperava che, essendo i duchi della regione troppo deboli per respingere le invasioni lituane, avrebbero cercato supporto esterno rivolgendosi a Cracovia. In virtù di queste premesse, si cercò di non provocare alcuna irritazione nei rapporti con questi principi. La pace tra Polonia e Lituania, rafforzata dal suo matrimonio con Aldona, impedì in gran parte il riavvicinamento tra Polonia e Masovia. La situazione mutò radicalmente quando la regina baltica morì nel 1339 e l'anno successivo iniziarono i combattimenti per l'eredità del defunto Jurij II di Galizia. In concomitanza con tali eventi, il riavvicinamento avvenne abbastanza rapidamente: già nel 1343, tutti i duchi della Masovia (ad eccezione del minorenne Casimiro I di Varsavia) garantirono la pace di Kalisz in veste di alleati del re polacco.
Il 18 settembre 1351, a meno di un mese di distanza dalla morte senza figli del duca Boleslao III di Płock, incurante dei diritti boemi sull'eredità del loro feudo, Casimiro si impadronì del ducato di Płock. Il re giunse a un patto a Płock con i duchi Siemowit III e Casimiro I di Varsavia effettuando delle concessioni ai due signori e assegnandogli la gestione dei feudi locali instaurando un rapporto di vassallaggio. Una volta garantito a Jurij II che era stato svincolato dagli obblighi che precedentemente lo riguardavano nei confronti di Carlo IV, Casimiro si assicurò in maniera agevole il sostegno dei masoviani perché preoccupati della grande invasione lituana del 1350, interrotta solo dalle forze del re polacco. La non trascurabilità della minaccia baltica per le relazioni tra la Polonia e i principati settentrionali appare dimostrata dal fatto che tra i signori polacchi firmatari del trattato di pace del 1352 figuravano i duchi della Masovia.
Spiazzato dalla strategia aggressiva di Casimiro, l'imperatore Carlo IV si trovò in un primo momento spiazzato, ma di certo non intendeva rinunciare al principato di Płock. Il 7 settembre 1351 lo consegnò in feudo al cognato del defunto, il duca di Żagań Enrico V il Ferro. Casimiro non aveva paura di perdere queste terre, poiché si rese conto che erano troppo lontane dalla Cechia perché i Lussemburgo potessero catturarla. Il re non esitò dunque a destinare fondi significativi a queste terre: nel 1353 ordinò di circondare Płock con un muro, nonostante un anno prima avesse venduto la terra di Płock a Jurij II per un importo relativamente piccolo di 2.000 grivna d'argento.
Il 26 novembre 1355 Casimiro I di Varsavia morì senza figli. Sebbene il re polacco, in età avanzata, avesse il diritto di rilevare le terre del defunto, non lo sfruttò. Alla convenzione di Kalisz, il re li consegnò al fratello del defunto principe, Siemowit III, che a sua volta rese omaggio al sovrano polacco da tutte le sue terre. Il principe annullò il prestito concessogli da Casimiro tre anni prima e restituì il pegno ricevuto. Tuttavia, si stabilì che dopo la morte del re la terra sarebbe tornata a Siemowit. Fino ad allora, il re disponeva di un diritto limitato di distribuire beni nella regione di Płock, in quanto poteva autorizzare la realizzazione di mulini e nuovi insediamenti ma non gli era permesso di concedere il titolo di città a determinati agglomerati. Per questo motivo, il sovrano consegnò la gestione delle terre di Wiska e Zakroczym per tre anni al principe locale. Quando il 1º maggio 1356 si concluse a Praga un'alleanza polacco-ceca, la questione di Mazovia fu risolta con la rinuncia da parte di Carlo IV dei suoi diritti sul principato di Płock.

##### Il caso del vescovado di Płock
Nel 1357 morì il vescovo di Płock Clemente. Per il suo successore, con la conoscenza e il consenso del re Casimiro, il capitolo selezionò Imislao, che era il cancelliere del principe Boleslao III. L'elezione fu approvata dall'arcivescovo, malgrado quattro mesi dopo, esercitando il suo diritto di riserva (cioè una facoltà che aveva acquisito in precedenza e che gli consentiva di nominare un prelato a sua discrezione) il papa elesse il suo confessore, un domenicano di nome Bernardo e in passato attivo come missionario in Valacchia. Un simile diktat non si addiceva al re, perché il padre di Bernardo fu condannato (insieme alla sua progenie fino alla terza generazione) all'esilio per aver aiutato i pagani a impadronirsi di Sandomierz durante una delle invasioni. Nel 1360 il re presentò reclamo per la decisione in cui invitava Bernardo a non presentarsi, essendo un sostenitore dei cavalieri teutonici. Probabilmente da lì iniziò le trattative con Imislao e il capitolo, che, viste le azioni decisive del re, non portarono ad alcun risultato. Considerata la situazione, Bernardo propose ricorso e chiese un arbitrato, ma finì solo per aggravare la controversia. Nel 1360 Casimiro inviò un appello al pontefice in cui affermava che la diocesi di Płock si trovava alla periferia del mondo cristiano e quindi avrebbe dovuto essere affidata a qualcuno pronto a tutelare il suo territorio e i suoi abitanti dai pagani e che avrebbe goduto della fiducia del monarca e dei suoi sudditi, mentre il padre di Bernardo aveva un passato oscuro. Per gettare luce sulla questione, Innocenzo VI ordinò a uno dei cardinali di indagare sul caso e ordinò all'arcivescovo di Gniezno di convocare Bernardo davanti alla corte papale, davanti alla quale si sarebbe svolta un'udienza entro tre mesi. Inoltre, il papa sospese per cinque mesi tutti gli atti compiuti da Bernardo e gli proibì di eseguirne altri durante quel periodo. La questione si trascinò, ma durante il pontificato di Innocenzo VI, Bernardo fu destituito dalla carica di vescovo di Płock. Il successivo papa, Urbano V, risolse la questione in senso favorevole alla corona polacca perché, per sedare i mugugni, nominò Imislao come vescovo.

#### La lotta per la Slesia

##### Guerra

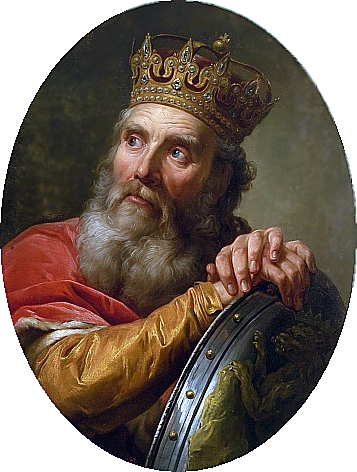
Casimiro il Grande come immaginato da Marcello Bacciarelli nella sua serie di ritratti dei sovrani polacchi esposta al castello reale di Varsavia

Papa Clemente VI, eletto nel 1342, non riconobbe la dignità imperiale Ludovico il Bavaro e si mise in moto per tentare di detronizzarlo in favore del suo pupillo Carlo IV di Lussemburgo. Sebbene il congresso degli elettori di Francoforte avesse riconosciuto la legittimità del suo potere in linea con il principio adottato dalla dichiarazione di Rhens secondo cui l'elezione di un imperatore non richiedeva il consenso papale, i rapporti di Wittelsbach con i Lussemburgo divennero sempre più teso. Uno degli alleati della prima famiglia era il duca di Świdnica Bolko II di Świdnica. Probabilmente su sua iniziativa, il riavvicinamento polacco-brandeburghese ebbe luogo nuovamente alla fine del 1344, fino a quando il 1º gennaio 1345 Casimiro strinse un'alleanza con l'imperatore Luigi IV di Baviera contro il Lussemburgo. Le parti si impegnarono a fornire all'alleato assistenza militare, definita in 400 fanti e 400 arcieri. L'ausilio andava fornito sia all'imperatore stesso che ai suoi figli e in più il polacco si impegnava a non stringere alleanze con i Lussemburgo senza il consenso di Ludovico il Bavaro. Un elemento dell'accordo era il progetto di matrimonio della figlia di Casimiro Cunegunda e Ludovico VI, allora il più giovane dei figli imperiali. Il matrimonio ebbe luogo nell'estate di quell'anno, momento in cui l'accordo entrò in vigore. In tal modo, Casimiro si unì alla coalizione anti-lussemburghese dei Wittelsbach composta anche da Luigi d'Ungheria e Bolko II.
Le relazioni polacco-ceche divennero sempre più tese. Nel marzo 1345, probabilmente per ordine di Casimiro, Carlo di Lussemburgo, di ritorno dal suo viaggio nello Stato monastico, fu imprigionato a Kalisz. A titolo di pretesto si addussero i debiti non pagati del principe ceco, contratti nel 1343, ma questi fu in grado di fuggire rapidamente. Ad aprile o all'inizio di maggio 1345 attaccò Bolko catturando Kamienna Góra e bruciando i dintorni di Świdnica. Qualche tempo dopo, ad agosto, i duchi di Głogów e Oleśnica lanciarono un attacco fallito a Wschowa. A giugno, sostenuto dai rinforzi ungheresi e lituani, Casimiro devastò il Ducato di Opava per rappresaglia (includeva l'ex Ducato di Racibórz) e procedette al fallito assedio di Żor. Il 29 giugno 1345, il re ceco Giovanni di Lussemburgo, dopo aver radunato un esercito numeroso e ben armato, giunse in soccorso e allestì un accampamento «nei pressi di Wodzisław». Tuttavia, il re non si lasciò trascinare in una schermaglia e iniziò a ritirarsi verso Cracovia, forse sperando che l'esercito ceco si fermasse al confine del regno di Polonia. Noncuranti di tale scelta, le truppe si fermarono vicino a Cracovia il 12 luglio e diedero il via all'assedio della capitale per 8 giorni. Durante quest'incursione, l'avanguardia boema bruciò Miechów e molti villaggi circostanti. Tuttavia, in seguito a varie sconfitte riportate nella controffensiva, Giovanni ritenne le perdite patite troppo elevate e si ritirò dalla Polonia. Tuttavia, la vittoria di Casimiro non fu netta e si optò per una tregua che sarebbe rimasta valida fino all'11 novembre.
La guerra che rafforzò la posizione dell'imperatore sdegnò molto Clemente VI, il quale, in data 18 ottobre, aveva emanato diverse bolle volte a persuadere le parti in conflitto a prolungare la tregua e avviare negoziati di pace. Nella lettera indirizzata a Casimiro, il pontefice rinfacciava al sovrano i suoi atteggiamenti amichevoli con gli infedeli lituani e per aver dato in sposa la figlia a un discendente di Ludovico il Bavaro. Inoltre, poiché secondo Clemente VI i Wittelsbach non avevano aderito ai termini del patto, Casimiro aveva il diritto di risolverlo, circostanza fortemente incoraggiata da Roma. Inoltre, la curia annunciava che un proprio delegato sarebbe giunto a mediare la questione tra il sovrano polacco e i Lussemburgo. Tuttavia, già il 29 ottobre, il papa si rivolse nuovamente ai monarchi chiedendo loro di non avviare alcuna ostilità fino all'arrivo del nunzio, che poteva giungere in ritardo e forse solo dopo la naturale scadenza della tregua. Non è noto se i governanti abbiano ascoltato gli appelli papali o non abbiano intrapreso ulteriori azioni militari a causa della stagione autunnale. Allo scadere della tregua entrambe le parti decisero di non agire e di attendere lo sviluppo degli eventi.
È vero che per i due anni successivi (1346 e 1347) gli scontri non ripresero, ma nemmeno si giunse a una pace definitiva. Nel febbraio 1346, probabilmente a seguito degli sforzi di Casimiro, il duca di Bytom, Ladislao, emise un documento in cui assicurava che non avrebbe aiutato Giovanni di Lussemburgo, Carlo IV e il duca di Opava (che era obbligato ad amministrare in veste di vassallo del re ceco), fino alla conclusione della pace polacco-ceca. Pochi mesi dopo, Bolko II rilevò il principato di Jawor dopo che suo zio, il principe Enrico, si spense a maggio. Il 22 maggio Clemente VI emise un'altra bolla sul conflitto polacco-ceco: nella stessa si faceva riferimento alla precedente lettera non conservata di Casimiro contenente una dichiarazione di disponibilità a giungere a una pace. Affermava inoltre che i Lussemburgo erano appena stati ad Avignone, avevano dimostrato intenzioni simili e si erano sottoposti all'arbitrato pontificio in materia di controversia con la Polonia, proclamandosi disposti a pagare 10 000 grivna in caso di mancato rispetto del verdetto. Pertanto, il papa chiese al re di Polonia di inviare rappresentanti dotati di pieni poteri e di chiedere il prolungamento dell'assenza di ostilità o la conclusione di una pace definitiva. Clemente VI annunciò inoltre che avrebbe inviato il suo legato in Polonia proprio per ovviare a questa contesa. Non è noto se, a causa della mancanza di sostegno da parte dei Wittelsbach, Casimiro volesse davvero giungere a un'intesa o stesse solo temporeggiando. è che in estate non dovette sforzarsi per la normalizzazione delle relazioni con la Boemia, poiché, in seguito all'annuncio del Papa della detronizzazione di Ludovico il Bavaro, l'11 luglio Carlo di Lussemburgo fu eletto re di Germania (de facto anti-re), il che significava che l'attenzione dei lussemburghesi era concentrata sugli affari del Sacro Romano Impero. Inoltre, nella battaglia di Crecy del 26 agosto 1346 Giovanni di Boemia cadde sul campo degli scontri, con il risultato che il regno polacco e Bolko ottennero una certa libertà d'azione. Approfittando di tale situazione, Bolko riconquistò Kamienna Góra e nei mesi successivi simulò di effettuare dei negoziati di pace. La situazione non cambiò fino all'11 ottobre 1347, con la morte dell'imperatore Ludovico il Bavaro. A questo punto, il papato perse interesse per il conflitto polacco-ceco e la posizione di Carlo IV si rafforzò notevolmente. Tuttavia Casimiro, probabilmente anticipando che gli sforzi per organizzare gli affari del Sacro Romano Impero e per ottenere la corona imperiale avrebbero richiesto più tempo al sovrano ceco, intensificò le sue attività in Slesia. Probabilmente cercò di conquistare il favore dei duchi slesiani o del clero e della nobiltà del posto, perché il 22 novembre Carlo IV emanò un documento che invitava i vassalli locali del sovrano a porre fine ai conflitti interni e a non sostenere o obbedire a chiunque agisse a scapito del ducato di Breslavia, che era sotto il dominio dei Lussemburgo. I timori si rivelarono giustificati, perché alla fine di marzo o all'inizio di aprile 1348 le truppe polacche attaccarono il ducato di Breslavia, passando pertanto lungo la strada attraverso i territori di almeno un principato vassallo della Slesia. Probabilmente si trattava soltanto di una dimostrazione di forza volta a rafforzare la posizione prima dei negoziati di pace. Una tregua a breve termine, valida fino al 25 maggio, fu poi conclusa tra la Polonia, il ducato e i cechi. Il 7 aprile Carlo IV emise a Praga quattro documenti riguardanti la Slesia: tre di essi confermavano altrettante disposizioni emesse nel 1290 da Rodolfo I d'Asburgo. Il quarto atto annunciava l'incorporazione della Slesia e della Lusazia alla corona boema. Tale disposizione non apportava praticamente alcun mutamento in Slesia, ma trattava tutti i ducati locali allo stesso modo ignorando l'indipendenza del principato di Świdnica-Jawor. La mancanza di una risposta armata all'attacco e l'emissione di soli atti legali incoraggiarono probabilmente Casimiro a intraprendere ulteriori operazioni militari. Subito dopo la fine della tregua, le truppe polacche attaccarono nuovamente il ducato di Breslavia e le ostilità durarono fino all'estate, ma Carlo IV non andò in Slesia perché assorbito da altre faccende.
I negoziati di pace comincirono alla fine dell'estate o all'inizio dell'autunno. Entrambe le parti erano interessate a concludere la pace, dato che Carlo IV si stava concentrando sugli affari tedeschi, mentre Casimiro intendeva concentrare i suoi sforzi sulla battaglia per la Rutenia, data l'inefficacia degli attacchi in Slesia. Il 22 novembre 1348 la guerra si concluse formalmente con la firma dell'intesa di Namyslowski. Anche questo trattato non introduceva modifiche territoriali e i termini della pace sono noti soltanto grazie a un atto emesso dal monarca polacco. La copia emessa da Carlo IV andò perduta e quindi non si sa quali fossero gli obblighi dettagliati disposti per la parte ceca. Da parte sua, Casimiro includeva Bolek il Piccolo (ma a condizione del consenso del duca d'Austria, Stiria e Carinzia Alberto, probabilmente su suggerimento del re ceco) e Luigi d'Ungheria. I re si promisero l'un l'altro «amore eterno e amicizia fraterna». Carlo IV riconobbe le pretese territoriali polacche contro lo Stato monastico e la marca di Brandeburgo e dichiarò il suo sostegno per riconquistare le terre perdute. Casimiro, invece, promise di non unirsi ai nemici di Carlo (anche se con l'aiuto di Carlo IV non fu possibile recuperare quanto Cracovia bramava). Si prevedeva inoltre che, qualora il recupero avesse avuto successo, Casimiro avrebbe servito il sovrano ceco con consigli e sostegno bellico contro ogni avversario, eccezion fatta per il re d'Ungheria. Comunque sia, la Polonia avrebbe dovuto fornire assistenza solo in caso di richiesta di ausilio precedentemente presentata alla Boemia. Se, nelle aree recuperate con l'aiuto di Carlo IV Casimiro avesse confiscato dei beni, metà di essi dovevano spettare al monarca boemo. Inoltre, la Polonia condonò una piccola parte dei debiti che la Boemia le doveva. Il successo riportato dal regno riguardò il riconoscimento da parte di Carlo IV delle pretese polacche contro due stati avversari e la mancata rinuncia alle rivendicazioni sulla Slesia.

##### Vescovato di Breslavia

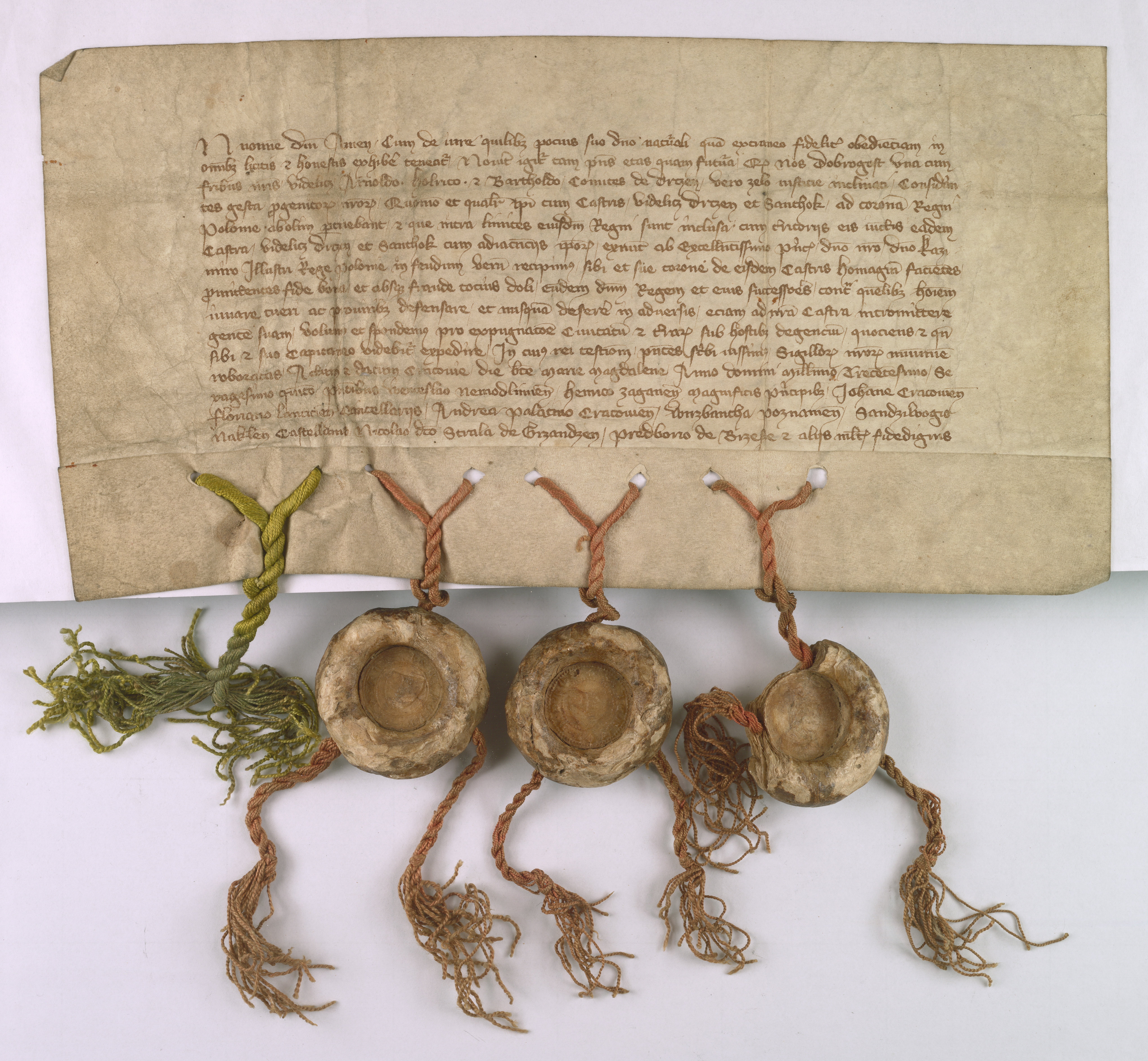
L'atto del 22 luglio 1365 ai sensi del quale Drezdenko e Santok passavano alla corona polacca

Quando Casimiro salì al trono, il vescovo di Breslavia era Nanker, un chierico filo-polacco. Anche durante la sua vita, il re cercò di convincere il papa che, dopo la morte di Nanker, la carica sarebbe stata assegnata al vescovo di Cracovia Jan Grot, che era ostile ai tedeschi e alla germanizzazione. Tuttavia, l'influenza dei Lussemburgo prevalse ad Avignone e, nel 1342, a Nanker successe Preslao di Pogorzela, uno zelante sostenitore del dominio boemo in Slesia. A tale scopo si concluse un accordo approvato dal re Giovanni con Carlo di Lussemburgo, allora ancora margravio di Moravia. I Lussemburgo confermarono tutti i diritti e i privilegi del vescovato di Breslavia, mentre in cambio Preslao prometteva loro lealtà e promise di difendere l'inviolabilità del dominio ceco in Slesia con tutti i mezzi a disposizione della Chiesa.
Nel 1344 i Lussemburgo, approfittando del fatto che l'arcivescovo di Magonza sosteneva l'imperatore Ludovico il Bavaro, ottennero da papa Clemente VI il consenso all'esclusione della Boemia dalla sovranità della provincia della Chiesa Madre elevando il vescovado di Praga al rango di arcivescovado. Essi miravano ad assorbire tutte le chiese del regno di Boemia, compresa la diocesi di Breslavia subordinata a Gniezno, sotto la nuova metropoli. Tuttavia, a causa del conflitto armato in Slesia e del coinvolgimento negli affari del Sacro Romano Impero, non fecero alcun passo in questa direzione fino al 1348. Fu in quel momento che Carlo IV chiese alla Santa Sede di escludere la diocesi di Breslavia dalla provincia ecclesiastica di Gniezno e di includerla nella provincia di Praga. La Chiesa slesiana non avrebbe subito mutamenti, in maniera tale che l'organizzazione ecclesiastica non avrebbe risentito di eventuali cambiamenti dei confini provinciali. Tuttavia, il papa dovette tenere conto anche della posizione di Casimiro, fortemente contrario agli sforzi compiuti della delegazione di Carlo IV. Nel 1350 impedì che si realizzasse il tentativo di cambiare l'affiliazione della diocesi di Breslavia. In vista di questa svolta degli eventi, Carlo IV invitò Casimiro e l'arcivescovo Jarosław Bogoria a Breslavia nel 1351 per i negoziati. All'incontro parteciparono anche Preslao di Pogorzela e alcuni principi della Slesia, tra cui molto probabilmente Bolko il Piccolo.

Il vescovo di Lubusz Pietro I di Opole conferma la suddivisione ecclesiastica appoggiata da Casimiro a Kalisz nel 1368, documento del 25 giugno 1369

Tuttavia, la posizione di Casimiro e dell'arcivescovo Jarosław Bogoria si rivelò inoppugnabile e Carlo IV non riuscì a far valere la sua tesi. Poiché Carlo IV temeva che la Santa Sede potesse accettare la posizione di Cracovia cercò più volte di scongiurare tale rischio, ma fu costretto, nel 1360, a promettere in nome proprio e per conto dei suoi successori che la questione dell'appartenenza alla diocesi di Breslavia non sarebbe stata più sollevata. Ben presto, tuttavia, la Polonia iniziò a sospettare che la dichiarazione non fosse sincera e il vescovo di Worms compì alcuni passi a nome di Carlo IV in questa materia. Il re Casimiro inviò una domanda ad Avignone, alla quale il papa rispose con una bolla del 25 febbraio 1365, negando le voci secondo cui si pensava che qualcosa cambiasse l'affiliazione del vescovato di Breslavia. Il successo del sovrano polacco si rivelò permanente, perché la diocesi di Breslavia rimase nella provincia di Gniezno fino al XIX secolo.

##### Manovre politiche
Nel 1353 si verificò un cambiamento significativo negli equilibri di potere in Slesia. Il 27 maggio ebbe luogo a Buda un matrimonio tra Carlo IV, rimasto vedovo quasi quattro mesi prima, e Anna, l'unica nipote quattordicenne di Bolko il Piccolo. Il principe promise a Carlo IV la sua successione in caso di sua morte senza un discendente maschio e divenne così un alleato del re boemo.
Lo stesso giorno, Carlo IV strinse un patto con Luigi d'Ungheria. Forse si tentò di raggiungere un accordo tripartito con Casimiro, ma il tentativo non sortì esito positivo è riuscito ed è probabile che il sovrano magiaro agì in vece di quello polacco. Il re d'Ungheria cedette a Carlo IV e alla corona della Boemia il ducato di Świdnica-Jawor e insieme a tutte le pertinenze, le affiliazioni e i diritti che Luigi, il suo regno e la corona magiara avevano o potevano avere. In un documento separato, date le rinunce di Carlo IV a beneficio di Casimiro e di lui (cioè di Luigi), il ducato di Płock avrebbe cambiato bandiera al prezzo di altri due territori, ma i termini di ratifica di quattro mesi al massimo non furono rispettati e Casimiro, nonostante le pressioni, si rifiutò sempre di firmare.
Il patto polacco-ceco concluso a Praga nel 1356 sembrava potesse coincidere con la sconfitta finale di Casimiro con riferimento a suoi tentativi di riconquistare la Slesia. Negli atti, il re aveva rinunciato a tutti i principati slesiani, compresi quelli che non avevano ancora pagato tributi ai cechi. A ben vedere, si trattò solo di un espediente tattico del re, che grazie a questa manovra eliminò le pretese ceche sui principati di Masovia, costretti nel 1351 a sottomettersi alla Polonia, e fino ad allora associati ad una dipendenza feudale con la corte di Praga. Alcuni anni dopo, Casimiro tornò infatti a rivendicare i diritti sulla Slesia, ottenendo persino il sostegno del papa, il quale contava sulla sua buona fede, per provare a riottenerla. Grazie agli sforzi diplomatici della Santa Sede, Roma annullò tutti i giuramenti compiuti di Casimiro relativi alle concessioni territoriali nel 1335, 1339, 1348 e 1356, compiute a giudizio della curia sotto coercizione politica.
Malgrado la manovra avesse avuto formalmente effetto, la Polonia non godeva della potenza e della posizione dominante necessaria per attuare il suo piano di riacquisizione della Slesia. Consapevole delle limitazioni, Casimiro optò per una tattica finalizzata a collaborare con i suoi più grandi rivali nella regione. Negli anni 1362–1363 attirò nell'orbita della sua influenza Enrico V il Ferro, uno dei più forti nobili della regione e suo feroce nemico fino ad allora. Nel 1365 il matrimonio del re con Edvige di Żagańska suggellò questa alleanza Il re contava anche su Bolko il Piccolo, anche se aveva concluso nel 1353 accordo con Carlo di Lussemburgo che garantiva una sua autonomia, sia pur entro certi limiti. In caso di guerra, Casimiro poteva così contare sulla carta su una coalizione composta da lui, Enrico e Bolko. Quest'ultimo morì nel luglio 1368 e l'anno successivo Enrico e i progetti della corona furono accantonati.

##### Verso una nuova lotta

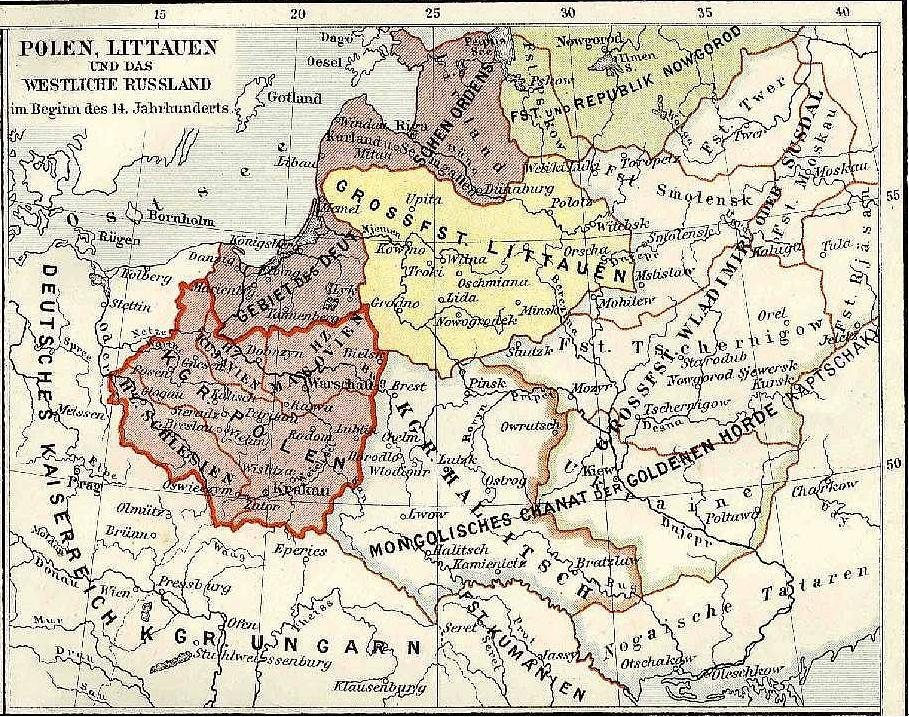
La porzione della Slesia in mano alla Polonia dopo la seconda metà del XIII secolo

La guerra con i cechi sembrava profilarsi all'orizzonte quando nel 1365 i Lussemburgo, divenuti sia re di Boemia che imperatori del Sacro Romano Impero, acquisirono il trono di Brandeburgo, circondando dunque la Polonia anche da ovest. Allo stesso tempo, iniziarono a cercare la mano della figlia del duca di Stettino, desiderosi di poter ottenere una propria presenza anche nella regione. La prospettiva di una coalizione così grande spaventò Casimiro, il quale però agì rapidamente e sventò i piani dei suoi rivali trascinando la Pomerania occidentale nell'orbita dell'influenza polacca (piani di successione verso Kaźek.
Dopo aver rafforzato le sue posizioni nel nord e nel centro-ovest, Casimiro si preparò ad attaccare militarmente la Slesia. La concentrazione di forze e risorse ai confini fu sventata solo dalla morte del re nel 1370, quando la guerra sembrava ormai prossima. I successori del sovrano Piast non tornarono sulla questione della restituzione della provincia perduta.

#### Marca di Brandeburgo e Nuova Marca
Alcuni nobili di Brandeburgo erano insoddisfatti della prospettiva che i Lussemburgo acquisissero il potere nella Marca, circostanza che avrebbe sicuramente significato un rafforzamento del potere centrale. Una simile prospettiva appariva più che plausibile in seguito all'estinzione della linea dei Wittelsbach attivi a Brandeburgo. Quando il 14 maggio 1365 si spense il genero di Casimiro, Ludovico, margravio romano della Marca sopraccitata, il suo successore Ottone V risultava l'ultimo della stirpe. Alcuni nobili della regione decisero di rivolgersi alla corona polacca chiedendo assistenza e nel mese di giugno o di luglio del 1365 resero formalmente omaggio al sovrano indicandolo come signore dei loro feudi. Gli aristocratici giustificarono l'azione sostenendo che le aree da loro amministrate rientravano nel territorio storico della Polonia, ragion per cui avevano semplicemente ripristinato l'antico organigramma amministrativo.
Il 15 febbraio 1368, il margravio Ottone, essendo entrato in conflitto con l'imperatore, assegnò Drahim e Czaplinek al re, confidando nel supporto che Casimiro avrebbe potuto prestargli. Il documento emesso successivamente il 10 maggio e ad oggi sopravvissuto indica che anche Człopa e Wałcz avrebbero cambiato bandiera. In precedenza, quest'area separava la Pomerania occidentale dal regno di Polonia e collegava il Neumark con lo Stato monastico.
Nel 1368 o 1369, dopo un anno di lunghe trattative, il vescovo Pietro di Lubusz riconobbe il sovrano polacco come patrono della sua cattedrale. Ciò rafforzò l'influenza polacca nella regione di Lubuskie, perché il patrono presentò al vescovo i suoi candidati per la parrocchia e altre posizioni, il cui personale dipendeva dal vescovo.

### Politica interna

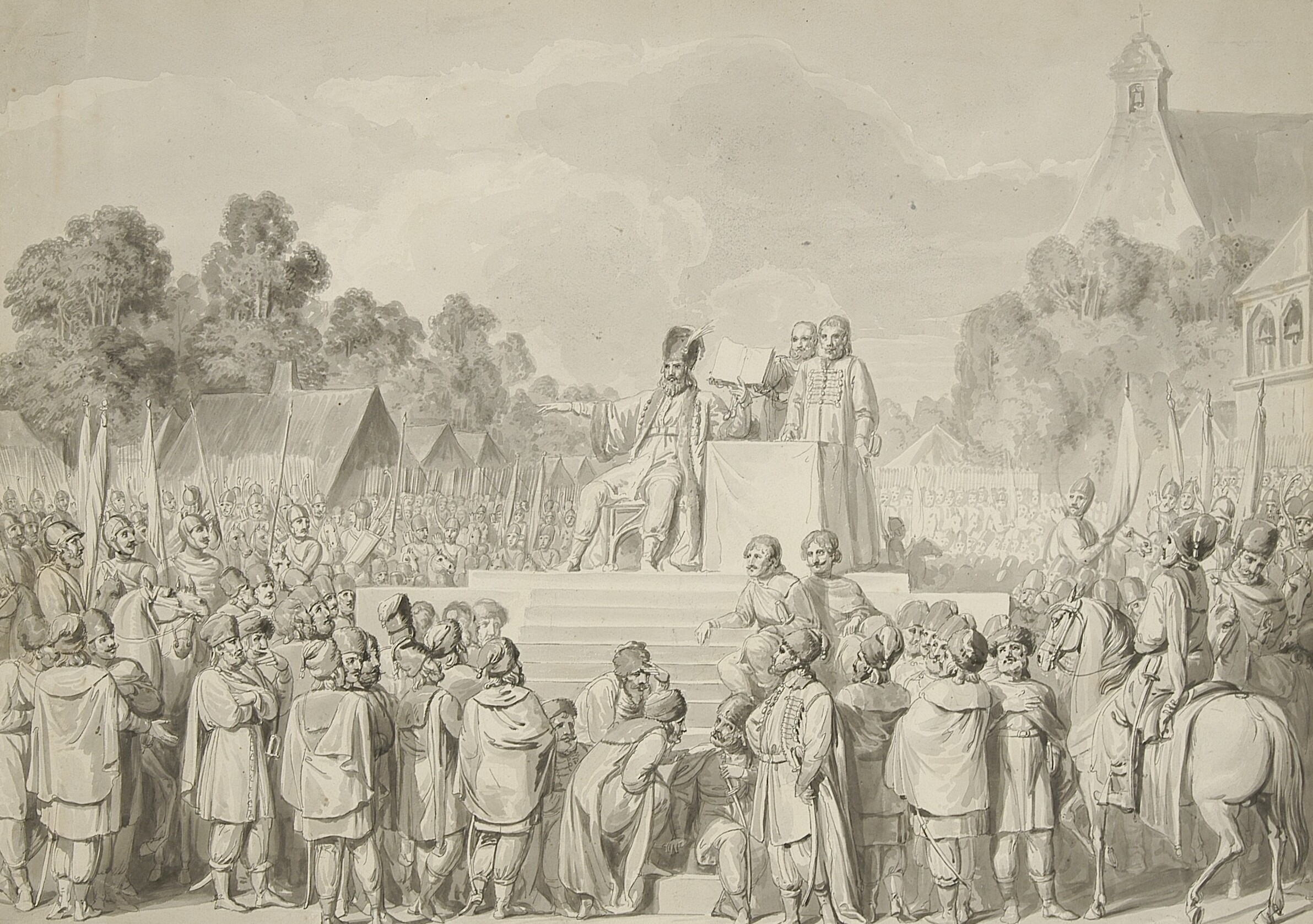
Casimiro il Grande al sejm di Wiślica, opera di Franciszek Smuglewicz (prima del 1807)

Casimiro il Grande ottenne successi diplomatici e organizzò spedizioni vittoriose soprattutto grazie alla sua politica interna coerente e, allo stesso tempo, riformista. Nel corso del suo mandato si preoccupò di realizzare una solida base materiale e legale introducendo un sistema di amministrazione statale uniforme, un consiglio reale da lui nominato per scopi deliberativi in cui figurava, tra gli altri, il maresciallo, responsabile della sicurezza dello Stato, il cancelliere, che si occupava principalmente di politica estera e il tesoriere, il quale gestiva le risorse erariali. I funzionari locali reali erano gli starosta, nominati e rimossi dal monarca. Essi svolgevano funzioni amministrative, economiche e giudiziarie in caso di reati gravi. L'apparato statale voluto da Casimiro, spesso in condizioni di sviluppo, aveva bisogno non solo di persone sagge al governo, ma anche di leggi efficienti che costituissero la base del sistema polacco.

#### Conflitto con il vescovo di Cracovia Jan Grot
Nel 1334, il re entrò in conflitto con il vescovo di Cracovia Jan Grot per la sua politica filo-teutonica e sugli oneri finanziari che ricadevano in capo alla diocesi. Il vescovo scomunicò il re e impose un interdetto alla diocesi. Per tutta risposta, Casimiro accusò il vescovo davanti al papa di aver rivelato segreti di Stato, incitando alla ribellione e abusando dei poteri derivanti dal suo incarico. Un episodio particolarmente eclatante ebbe luogo nel 1338, quando il re scomunicato entrò nella cattedrale del Wawel e il vescovo interruppe seduta stante la funzione. Alla fine, Casimiro si riconciliò con il suo avversario nel 1343.

#### Diritti degli ebrei

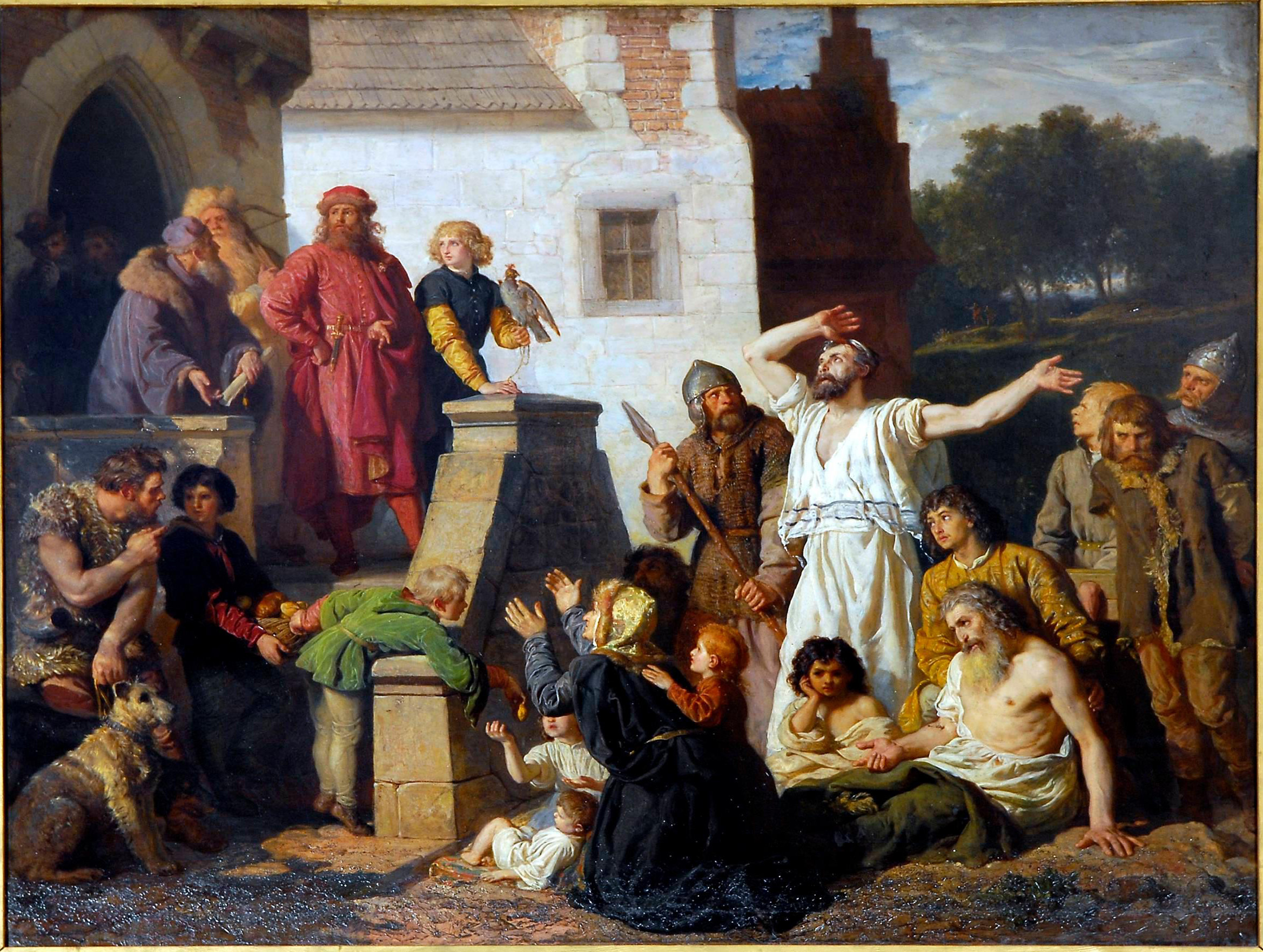
L'accoglienza degli ebrei, dipinto di Wojciech Gerson (1874)

Nel 1334, il sovrano estese all'intero Regno di Polonia le disposizioni comprese nello statuto di Kalisz del duca Boleslao il Pio riguardo agli ebrei. Le comunità semite ottennero, tra l'altro, l'esclusione dalla giurisdizione del diritto di Magdeburgo ed erano direttamente assoggettati ai tribunali reali.

#### Grande Polonia
I cavalieri della Grande Polonia protestarono contro l'istituzione dello starosta generale nella loro regione, in quanto sarebbe diventato il governatore de facto del distretto per conto del re. La soppressione di questo ufficio e la nomina da parte di Casimiro di due starosta separati, ovvero Maciej Borkowic a Poznań e Preslao di Gułtów a Kalisz, ebbero soltanto un effetto peggiorativo. Scoppiarono presto disordini e rapine sulle strade, dovuti a soprusi messi in atto dai governatori locali. Per tutelare i mercanti, Poznań fu costretta a fondare una confederazione municipale nel 1350. Nel tentativo di porre rimedio, all'inizio del 1352 Casimiro rimosse entrambi i funzionari e ripristinò la carica di starosta generale, lo slesiano Wierzbięta di Paniewice. Ciò provocò un'aperta rivolta dei cavalieri, esplosa il 2 settembre 1352 a Poznań con attacchi tra oppositori e sostenitori del re. La Grande Polonia sprofondò nel rischio della guerra civile e, nel 1353, il sovrano venne qui cercando di mediare, riuscendo a mediare la disputa. Tuttavia, la confederazione ribelle, supportata dalla Marca di Brandeburgo, attaccarono Czarnków e altri insediamenti vicini. Lo smantellamento dell'unione di insorti avvenne ufficialmente il 16 febbraio 1358 a Sieradz.

#### Riforme amministrative e giudiziarie

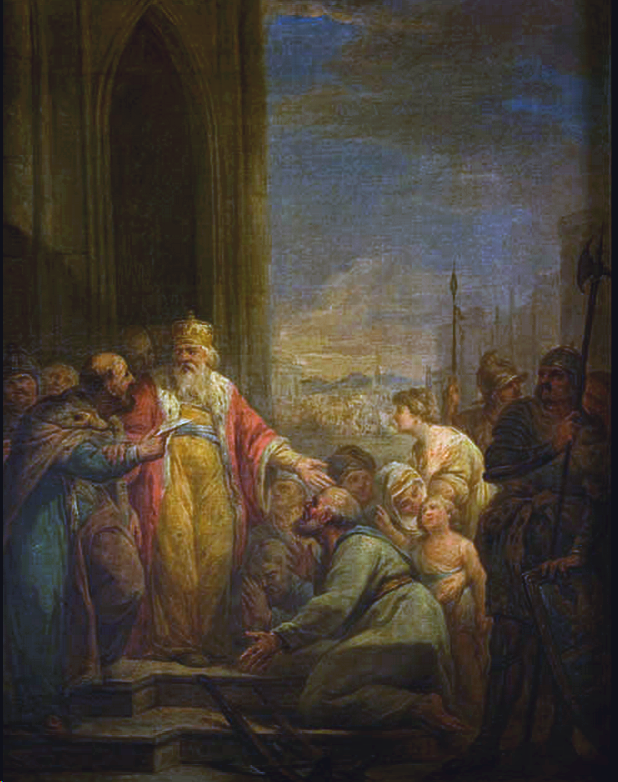
Promulgazione delle leggi di Casimiro il Grande, anno 1347, dipinto di Marcello Bacciarelli (1796)

Il padre di Casimiro era stato molto apprezzato in vita e il figlio godette di buon credito quando si prodigò per mettere in atto riforme amministrative e giudiziarie. Il ruolo del clero fu quello che più crebbe durante il mandato del monarca, tanto che durante il regno degli ultimi Piast la posizione di varie dinastie secolari si indebolì a favore dei dignitari ecclesiastica. La politica della Chiesa polacca si sviluppò nei sinodi del XIII secolo. Al contempo, anche una classe nobiliare prese una sua forma (szlachta), vedendo al suo interno dinastie già di rango elevato prima della salita al potere di Casimiro e cavalieri. La pressione fiscale sugli aristocratici fu alleggerita e ad esse non fu più richiesto di provvedere al finanziamento delle spese militari per le spedizioni al di fuori del territorio della Polonia. Queste importanti concessioni avrebbero costituito la base della futura democrazia dei nobili nella Confederazione polacco-lituana avviata con l'Unione di Krewo del 1385. La borghesia fu l'ultimo gruppo sociale ad assumere una propria fisionomia: la componevano persone personalmente libere, in grado di gestire delle proprietà e di vivere lavorando come mercanti, artigiani e così via. Era soprattutto la condizione economica a distinguere i borghesi al ceto maggiormente ricco, mentre i contadini erano i più poveri, con libertà personali e diritti sulla terra limitati. Sottoposti alla giurisdizione del feudatario locale, la politica di Casimiro il Grande li trascurò e si concentrò soprattutto sulla centralizzazione e sul rafforzamento del potere basato sulle città e sulla nobiltà. La più grande minaccia a questa politica erano i principali potenti: per questo motivo, il re cercò di limitare le loro capacità economiche e del clero, subordinando quest'ultimo alla corona. Tale politica incontrò la strenua resistenza del vescovo di Cracovia Jan Grot, ma il figlio di Ladislao si attirò anche altri nemici nel clero a causa del suo "discutibile" stile di vita, che non si addiceva a un cristiano modello. Casimiro si sposò quattro volte ed ebbe inoltre varie amanti, oltre ad avere un carattere talvolta impetuoso che generò spesso gravi liti tra lui e i chierici. Oltre alla modificazione del titolo di starosta, che aveva poteri di polizia, in ambito penale e bellico e gestiva la proprietà reale, si assistette a un cambiamento della politica legislativa. La funzione degli antichi e rudimentali raduni passò a una versione maggiormente funzionale, con la partecipazione di dignitari e funzionari terrieri, membri della nobiltà e rappresentanti della città. Fu durante il dominio di Casimiro che si provò dunque a gettare le basi per i futuri sejmik e il sejm, la riunione parlamentare generale. Il consiglio reale riscosse una grande influenza sui governi polacchi, considerata la presenza di autorevoli dignitari che agivano al fianco del re. Casimiro si preoccupò di introdurre modifiche significative al procedimento giudiziario e al sistema legislativo. Innanzitutto, nella seconda metà del Trecento, si svilupparono due corti distinte per la nobiltà: mentre il tribunale municipale era amministrato dallo starosta e si occupava di casi penali, il tribunale fondiario, composto da giudici appartenenti alla nobiltà, risolveva le controversie civili. Nel campo della magistratura municipale, un'importante riforma risultò l'introduzione della facoltà di proporre appello. Nacquero in tal guisa i cosiddetti tribunali superiori, i quali agivano secondo il diritto tedesco. Tale costituzione si giustificò con la volontà di rendere la borghesia polacca indipendente dalla corte d'appello straniera di Magdeburgo. Negli anni 1346-1347, per ordine di Casimiro il Grande, si procedette all'emissione di un codice di leggi sotto forma di statuti. Questo fu un evento di grande importanza, in quanto le norme si proponevano di far cessare vari tipi di abusi. Tuttavia, in linea di massima, finivano per avvantaggiare la nobiltà ed effettuare delle restrizioni alla libertà personale dei contadini, gettando le basi per un'annosa problematica presente nella Polonia tardo-medievale e nell'età moderna.

#### Riforma militare
Casimiro riformò anche l'organizzazione dell'esercito. Con la comparsa di molte nuove macchine da guerra, tra cui catapulte, arieti e torri d'assedio. La base delle forze armate polacche appariva una cavalleria composta da cavalieri "nobili" attrezzati con armature in cotta e armi quali spade, asce, lance, archi o balestre. In caso di attacco alla città, tutti i residenti erano obbligati a difenderla: nei casi più gravi, anche i contadini erano chiamati ad unirsi alla mobilitazione popolare (una sorta di versione antecedente alla pospolite ruszenie). La fanteria di tale umile ceto svolse invero un ruolo importante nella cattura di città e castelli.
Il re creò un sistema identificativo che passasse attraverso l'impiego di vessilli, con le unità dell'esercito i cui nomi derivavano da segni e stendardi. Col tempo comparvero stendardi di famiglia gestiti dai nobili e includevano cavalieri a loro fedeli. Anche i castellani e i voivodi impiegarono talvolta delle proprie insegne. Si tentò inoltre di diffondere un senso di disciplina nelle forze armate. Durante le marce attraverso il proprio territorio, l'esercito doveva accamparsi nei campi e pagare per ottenere i rifornimenti. Si imposero al contempo severe sanzioni per la distruzione di raccolti, fattorie e sequestro di bovini e maiali ai danni di contadini polacchi.
La costruzione e il rafforzamento di una linea difensiva risultavano due questioni altrettanto importanti, spingendo Casimiro a portarle avanti per tutta la sua vita. Non solo la Polonia continuò in modo costante ad interessarsi alle conoscenze tecnologiche e belliche superiori dei vicini del regno, ma consentì tramite investimenti pubblici di smuovere l'economia grazie al coinvolgimento di numerosissimi artigiani e costruttori. Durante il regno di Casimiro si fortificarono 53 castelli e si rafforzarono 27 fortificazioni urbane in mattoni.
(Jan di Czarnków)

#### Economia e tesoro

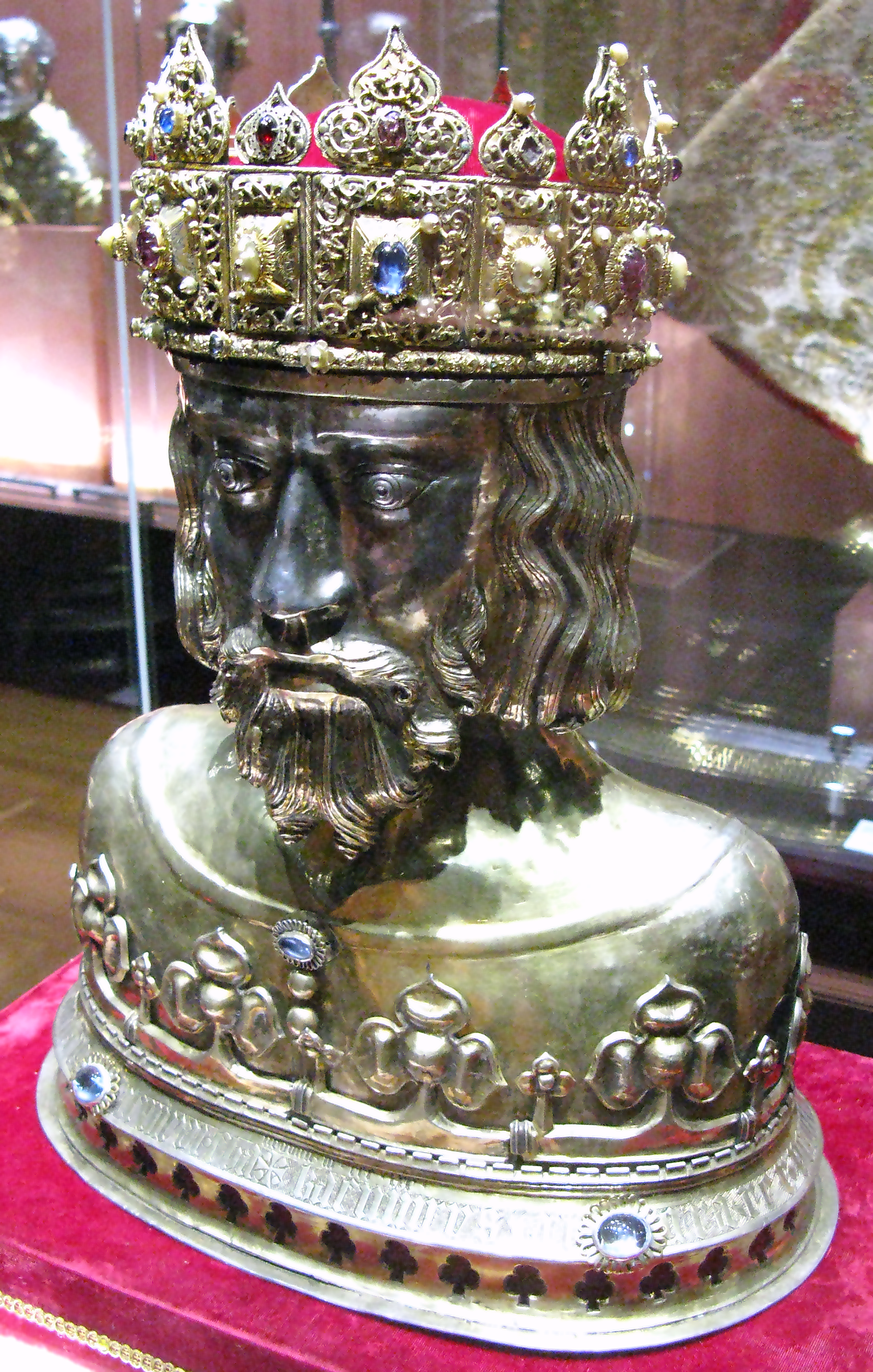
Erma nel reliquiario di San Sigismondo finanziato per la cattedrale di Płock

Anche in campo economico i meriti di Casimiro furono molteplici. In primo luogo, egli incoraggiò una vigorosa colonizzazione delle aree verdi, cercando di promuovere lo sviluppo delle città perché ritenute una fonte di reddito certa per la prosperità del regno. A tal fine, concesse privilegi commerciali alla città di Cracovia e autorizzò la fondazione di quasi 100 nuovi agglomerati sottoposti al diritto di Magdeburgo. Ciò spinse vari banchieri a muoversi in Polonia (specie dall'Italia), mercanti e artigiani dell'ovest. Un ruolo importante lo svolse la Lega Anseatica, ovvero l'unione di città commerciali tedesche, comprese quelle situate sul Mar Baltico e sulla Vistola. La peste nera raggiunse la regione nel 1348, ma senza causare danni così gravi come altrove nel resto del continente: ciò impedì che si originasse una situazione economica disastrata.
Il tesoro poteva fare affidamento sugli introiti derivanti da vaste proprietà reali. Grazie al recupero di beni che non sempre erano legalmente in mano alla nobiltà e alla Chiesa, il totale di entrare aumentò. L'ubicazione di nuovi villaggi e il "miglioramento" di quelli vecchi rappresentò un ulteriore fattore positivo. L'introduzione di un'imposta annuale sulle proprietà immobili favorì la condizione dell'erario polacco. Lo sviluppo del commercio e il conferimento di insegne ufficiali, le quali erano rilasciate dopo il pagamento di un'imposta, unite alle elevate entrare generate dalle miniere di sale a Bochnia e Wieliczka) costituivano una fetta non trascurabile nella percentuale dei profitti. Nel 1368 Casimiro riorganizzò l'amministrazione di queste miniere, emanando il 21 aprile una disciplina legislativa specifica in materia.
Le entrate provenivano anche dalla zecca. Casimiro realizzò una riforma monetaria nel 1338: fu il primo sovrano polacco a coniare una moneta in argento da un centesimo (il cosiddetto grosso di Cracovia). Al tempo del sovrano, la qualità delle monete subì un deterioramento, che però finì per ridurre le spese della zecca.
Lo sviluppo economico si affiancò alla crescita demografica della Polonia, che negli ultimi anni del regno di Casimiro si attestò intorno al 4%, malgrado con il significativo tasso di mortalità infantile, la bassa età media della popolazione e il susseguirsi di devastanti epidemie. Il regno contava probabilmente 1 800 000 abitanti (secondo stime più ampie 1 900 000).

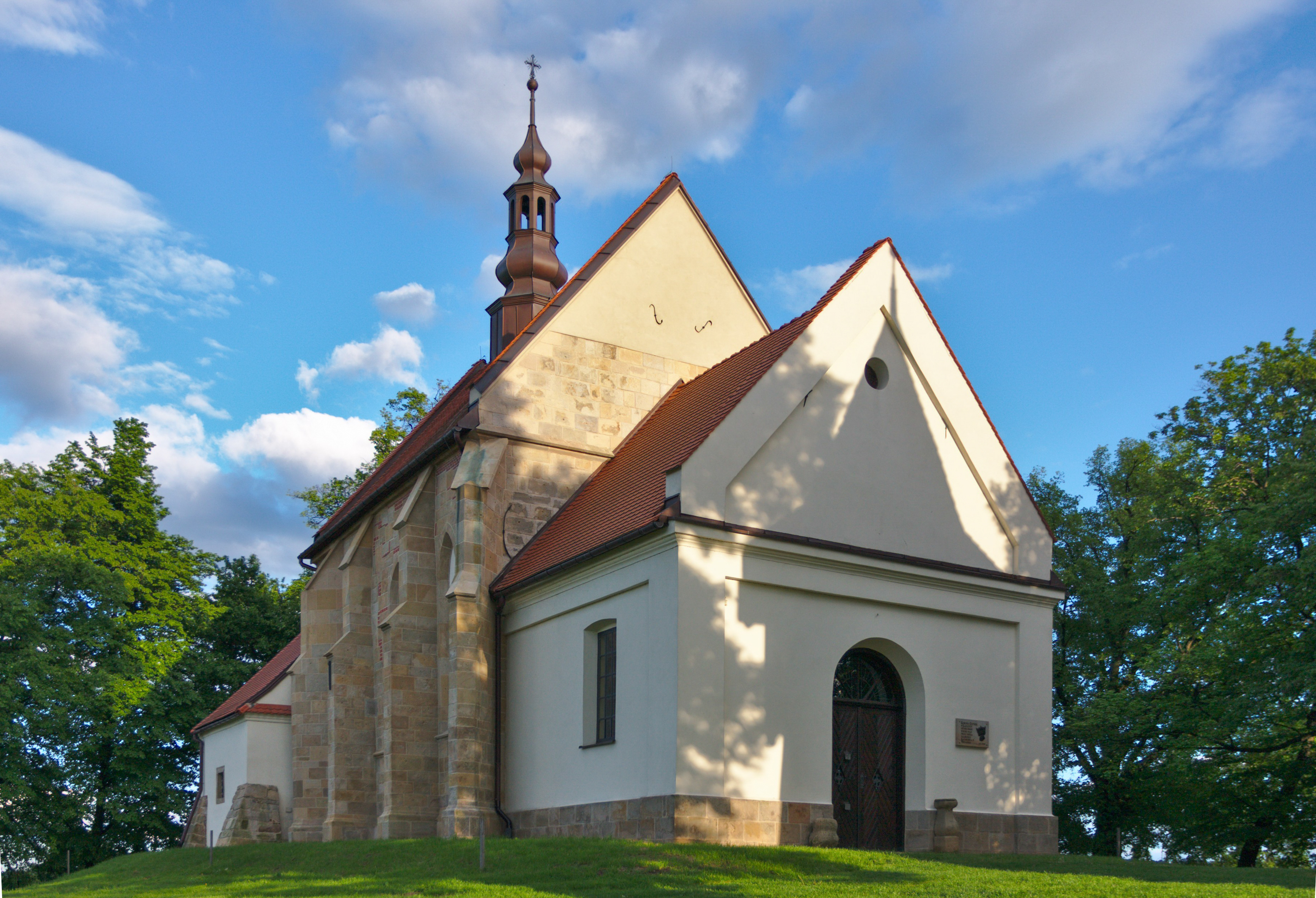
Chiesa della Natività della Beata Vergine Maria a Łapczyca

#### Cultura, istruzione e arte
Uno dei maggiori successi raggiunti da Casimiro il Grande riguardò la fondazione dell'Accademia di Cracovia, la più antica università della Polonia. Nel privilegio del 12 maggio 1364, il re scrisse:
(Casimiro III il Grande)
La scuola fu modellata sull'esempio delle università di Bologna e Padova, ma si tennero presenti anche delle caratteristiche di quella di Napoli. Innanzitutto Casimiro voleva che la nuova scuola formasse avvocati che potessero guidare e rafforzare l'amministrazione statale a cui teneva tanto. Gli studenti dell'Accademia avevano molti privilegi, come l'esenzione dal dazio e dalla tassa. Prima che il lavoro fosse terminato, tuttavia, Casimiro si spense.
Durante il regno del sovrano dei Piast, molti edifici in stile gotico e opere d'arte videro la luce nella Piccola Polonia, la maggior parte dei quali ultimata su iniziativa reale. Oltre a numerosi castelli e città con fortificazioni dislocate in tutta la Polonia, fu coinvolto in numerosi investimenti a Cracovia, principalmente a Wawel. Dopo Ladislao I, supervisionò personalmente il progetto di espansione della cattedrale locale, dove fondò una monumentale lapide dedicata a suo padre. La fisionomia dell'opera rivela un'ampia conoscenza dell'arte sepolcrale europea dell'epoca gotica. con caratteristiche riscontrate in lavori simili ritrovati in Assia, Renania e Slesia. Inoltre, ordinò la costruzione di una lapide di genere simile per Boleslao il Coraggioso nella cattedrale di Poznań, i cui frammenti sono sopravvissuti fino ad oggi. Anche il castello del Wawel ricevette un ampliamento, di cui alcuni frammenti risultano ancora oggi visibili (la parte nord-orientale della cosiddetta torre danese, varie sezioni minori e la sala Casimiro). Il sovrano rispettava il passato della struttura, motivo per cui volle conservare la cappella romanica dei Santi Felice e Adautto sul solco dell'antica tradizione e della lunga storia che risaliva ai primi secoli di esistenza del regno che amministrava. Ricostruì inoltre la cappella del castello di Santa Maria Egiziaca sotto forma di cappella di un palazzo gotico a due piani. Nel quartiere Kazimierz fondato dal sovrano nella capitale aprì due grandi chiese, la basilica del Corpus Domini e quella di Santa Caterina assieme al monastero di agostiniani giunti da Praga.

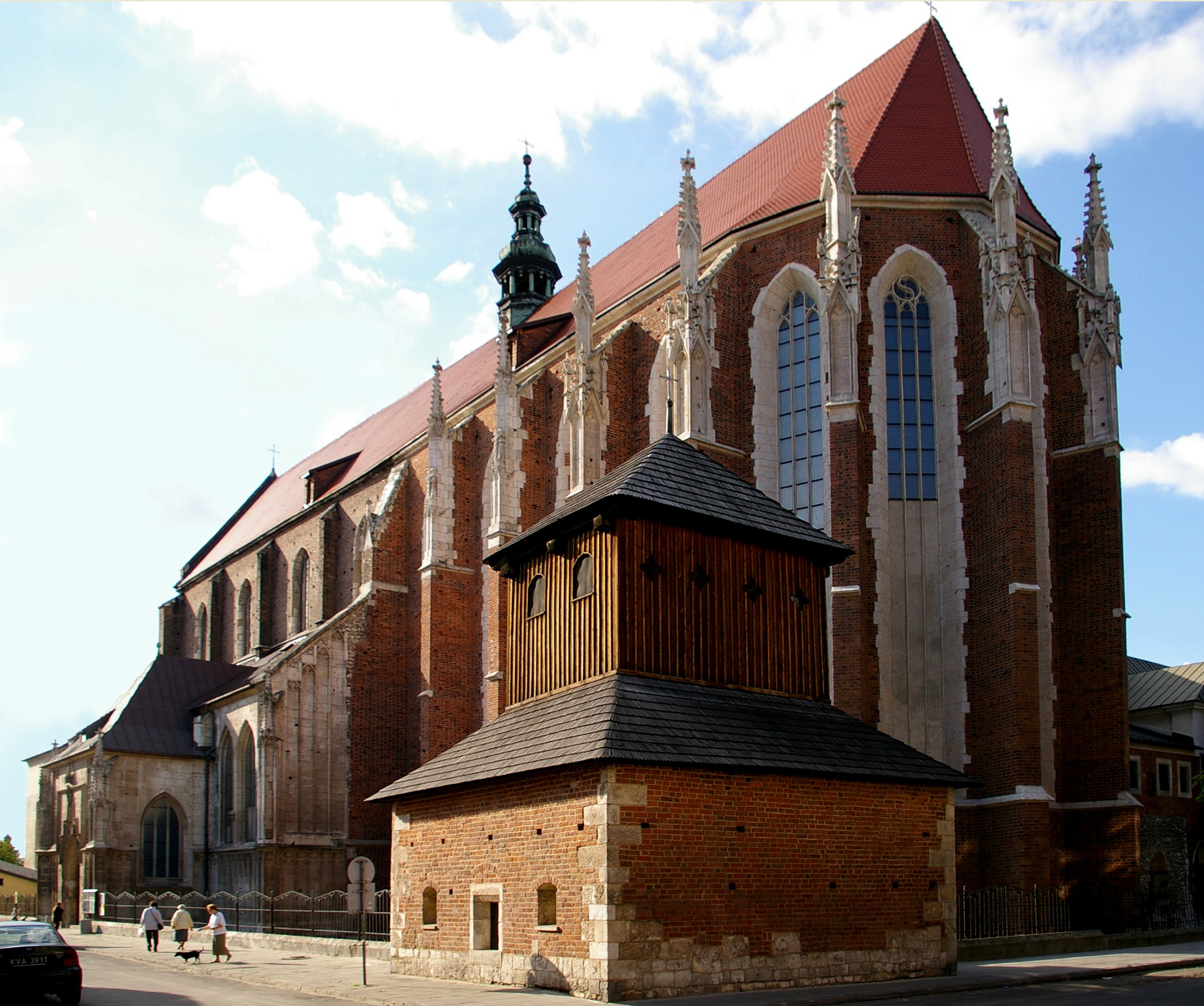
Chiesa di Santa Caterina a Cracovia

Nel tentativo di espiare la pena per il presunto omicidio del chierico Marcin Baryczka, fondò molte chiese nella Piccola Polonia, incluse Niepołomice, Stopnica, la basilica della Beata Vergine Maria a Wiślica e quella di Sandomierz, Zagości, Kargowie, Szydłów e altre ancora. Finanziò numerose opere di pregevole fattura artigianale, in primis reliquiari e oggetti liturgici, in alcuni casi recanti simboli di Stato attribuiti al monarca. Sono sopravvissuti tre calici, attualmente osservabili nelle collegiate di Kalisz (1363) e Trzemeszno (dal 1351, ora nella collezione del Wawel) e della chiesa di Stopnica (intorno al 1362), e due reliquiari ermetici, dedicati rispettivamente a Santa Maria Maddalena nella chiesa di Stopnica e a San Sigismondo nella cattedrale di Płock. Un ruolo importante nelle opere d'arte sacre era svolto da elaborati programmi araldici che raffiguravano la maestà reale e il potere dell'autorità come il supremo protettore dello stato, responsabile solo verso Dio, che era per lui il massimo bene. Casimiro il Grande tenne con grande considerazione le tendenze artistiche coeve del resto d'Europa, in particolare quelle della Francia durante il regno di Luigi IX e di altri sovrani quali (tra cui Ludovico il Bavaro, Carlo IV di Lussemburgo, Carlo V di Francia o Rodolfo IV d'Asburgo), di cui ammirava la politica di mecenatismo.

### Ultimi anni

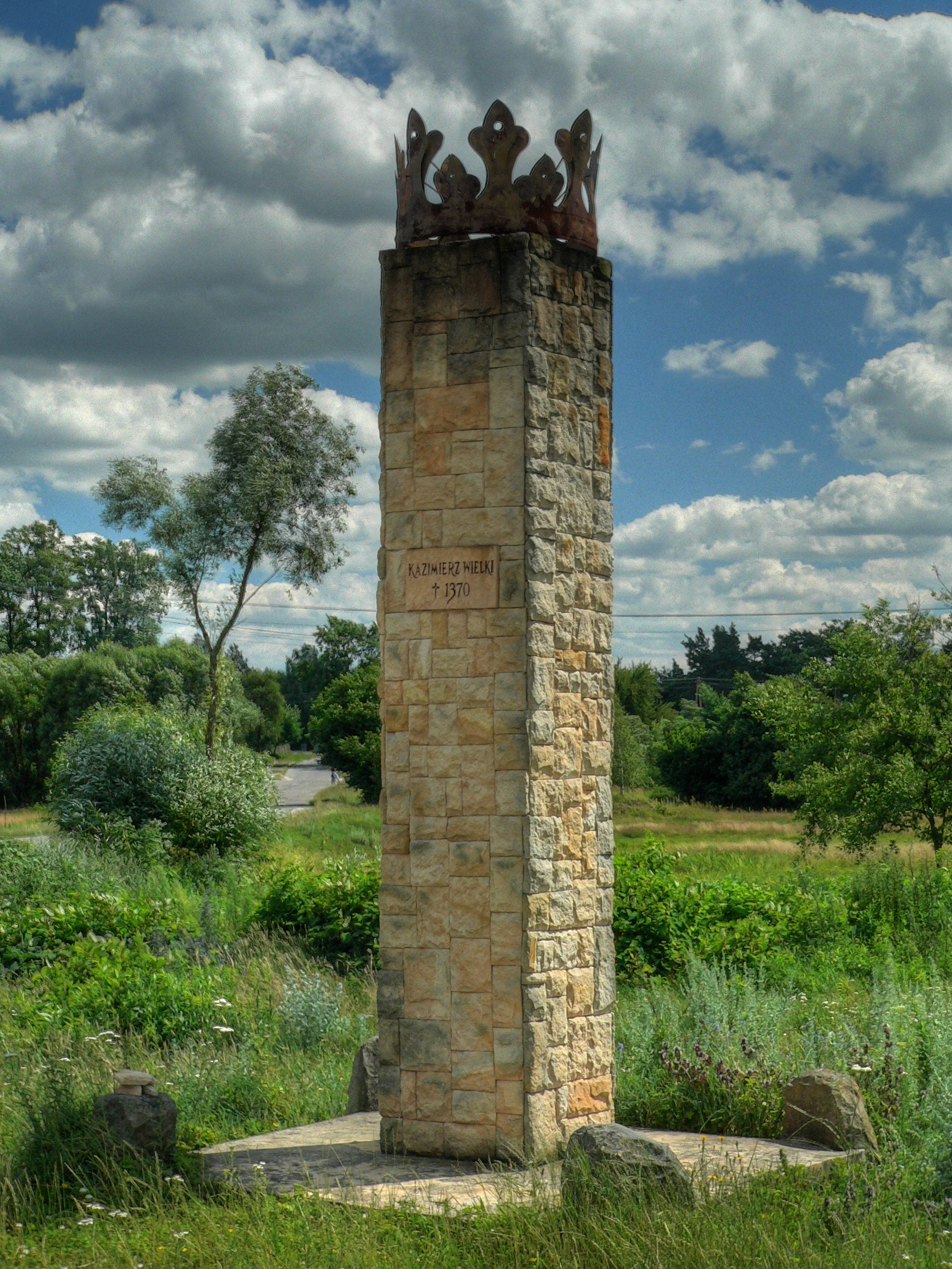
L'obelisco presente a Żeleźnica, nel comune di Przedbórz, commemora il luogo in cui avvenne il tragico incidente che portò alla morte del re

Nonostante Casimiro il Grande avesse avuto numerose mogli, a parte le figlie, non riuscì ad avere un discendente di sesso maschile. Nel 1339, al congresso di Visegrád, concordò con gli Angioini il diritto di successione al trono in caso di sua morte senza figli. Tale atto fu necessario per garantirsi il sostegno della dinastia magiara in tema di politica estera. Il re tentò pure di garantire la corona ai suoi nipoti, ad esempio Casimiro IV di Pomerania. Tuttavia, nel 1369 confermò ancora una volta i diritti degli Angiò al trono di Polonia.
Nel settembre 1370, Casimiro si recò nel suo castello a Przedbórz, nelle vicinanze del quale organizzò una grande battuta di caccia. Secondo Jan di Czarnków, il 9 settembre, al secondo giorno di svago, mentre era intento a inseguire un cervo il suo cavallo inciampò e cadde, provocando al sovrano una grave ferita allo stinco sinistro. La fonte localizza l'incidente nel villaggio di Żeleźnica, situato tra Przedbórz e Włoszczowa. La frattura dovette essere particolarmente acuta, tenendo conto che il monarca si ammalò di una febbre alta per molti giorni, nonostante gli sforzi compiuti dal dottore. Va comunque detto che il re, il quale aveva sempre goduto di buona salute, trascurò le raccomandazioni mediche. La processione con il paziente fece ritorno nella capitale per diverse settimane, ma si effettuarono anche delle soste più lunghe a Sandomierz, Koprzywnica, Osieku, Korczynie e Opatowiec. Alla fine di ottobre Casimiro giunse al castello di Cracovia, ma la febbre ancora non lo aveva abbandonato. Il 3 novembre, il re dettò il suo testamento e due giorni dopo morì.

### Funerali e sepoltura

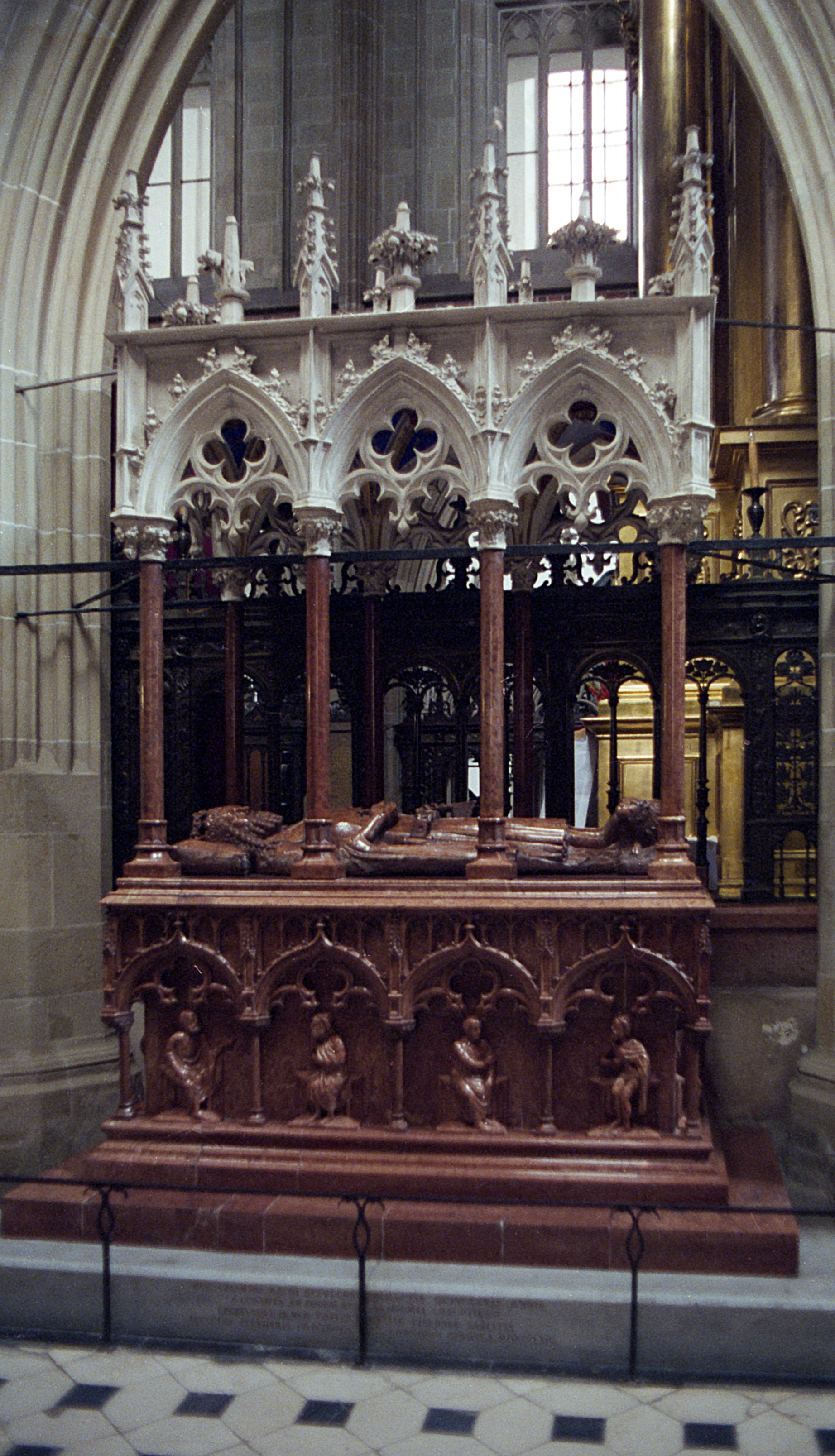
La tomba del re a Cracovia

Subito dopo il funerale di Casimiro, Luigi d'Ungheria partì da Buda e raggiunse la capitale polacca, venendo subito incoronato sempre a Cracovia nella cattedrale del Wawel. Terminava così la lunga parentesi della dinastia regnante dei Piast, che si spense definitivamente, se si tiene conto dei rami cadetti, nel 1675.
Nel 1869 fu aperta la tomba reale nella cattedrale del Wawel. La commissione che esaminò i resti del monarca concluse che la sua gamba sinistra era rotta e, dunque, ciò confermava la versione del cronista Jan di Czarnków sulle circostanze della morte del sovrano. L'8 luglio 1869 a Wawel ebbe luogo la sepoltura ufficiale delle spoglie del re Casimiro III il Grande.

## Titoli e appellativi

### Titoli
Il titolo di Casimiro non assunse quasi mai caratteri fissi, tanto che anche nei documenti emessi in concomitanza con il suo regno si rintracciavano delle differenze. Solo alcune sezioni rimasero invariate per tutto il mandato del sovrano: si pensi a «re di Polonia» o a «signore ed erede delle terre di Cracovia, Sandomierz, Sieradz, Łęczyca, Cuiavia e Pomerania». Tra i tanti esempi disponibili, un documento del novembre 1335 aiuta a far luce sul suo titolo riportato per esteso:
Dal 1346 Casimiro iniziò a impiegare il titolo di «signore ed erede di Rutenia». Un documento datato 1337 in cui è presente anche questa formula potrebbe indicare che il sovrano aveva già alcuni diritti sulla Rutenia compresa nel principato di Galizia-Volinia, ma la veridicità di tale data resta dibattuta. Dal 1350 in poi, Casimiro a volte si definitiva «re di Polonia e della Rus'». Una rigorosa interpretazione giuridica di questo termine porta alla conclusione che si trattasse di entità statali separate ma vincolate da un'unione personale, così come ritengono alcuni storici. Tale titolo fu utilizzato, tra gli altri, da Casimiro al convegno di Praga del 1356. Tuttavia, le ragioni per cui se ne avvalse rimangono avvolte dal mistero. È possibile che fosse soltanto un mero tentativo di emulare il corredo onorifico del re d'Ungheria, ma una lettura più attenta potrebbe lasciare ipotizzare che fosse una scelta consapevole volta a rendere pubbliche le rivendicazioni polacche sulla vecchia Rus' al pari di quelle magiare. Un esempio della fase più matura dell'amministrazione di Casimiro, risalente al gennaio del 1358, è il seguente:
Nel territorio della Rutenia, la cancelleria reale emise anche dei documenti in lingua rutena. Ne è esempio un atto emesso a Chotek Bybelski nel 1361, che inizia con:

### Appellativi
L'appellativo in latino Magnus, tradotto con grande, non compare in fonti contemporanee con riferimento a Casimiro. Lo stesso famoso cronista polacco Jan Długosz, attivo nel XV secolo, non lo riporta. La denominazione comparve per la prima volta nel 1496 nel libro 17, pagina 144 dei Registri Reali. Tuttavia, è possibile che fosse stato utilizzato per nel senso di «vecchio» che di «importante». Fu invece senza dubbio usato con il significato di "Grande" (Wielki) negli statuti di Łaski del 1505-1506.
Le fonti non concordano anche sul numero ordinale del re, che viene riportato in triplice forma:
- Casimiro I, in quanto primo vero re con questo nome (come del resto riportava l'iscrizione presente sulle monete coniate durante il suo regno);[137]
- Casimiro II, in quanto l'unico predecessore ad aver governato il regno intero sarebbe stato Casimiro il Restauratore;
- Casimiro III, tenendo conto del duca di Cracovia Casimiro il Giusto.

È quest'ultima proposta che gode della maggiore fortuna a livello di storiografia.

## Rilevanza storica

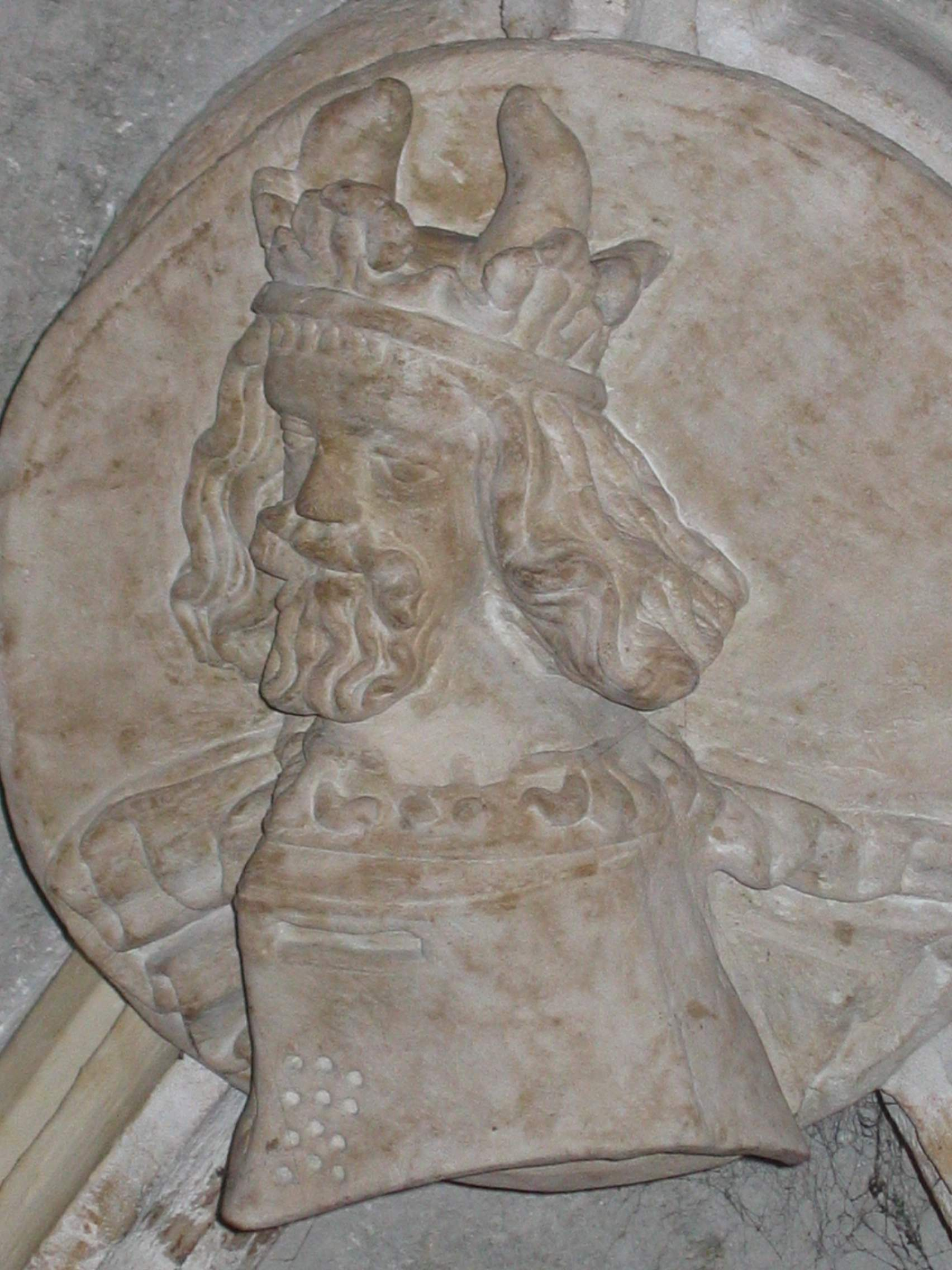
Presunto ritratto del sovrano nella residenza dell'etmano di Cracovia

L'equilibrio raggiunto dal regno di Casimiro il Grande fu considerevole. Nel momento in cui egli aveva assunto il potere, la Polonia occupava una posizione secondaria nello scacchiere internazionale. Durante il suo mandato, fu capace di trasformare gradualmente la sua patria in un forte soggetto politico, triplicando (o quasi) le dimensioni dei suoi domini: si pensi alla Rutenia Rossa e alla Volinia, alla Podolia, ad una parte della Masovia o ancora a Człopa, Wałcz e Czaplinek. Tuttavia, nonostante continuò a sperarlo in più frangenti della sua vita, non riconquistò la Slesia, Stettino e nemmeno la Pomerania, che includeva l'importante città di Danzica. Un indirizzo storiografico risalente ai secoli scorsi criticava la politica rinunciataria del re verso questi territori, così come l'espansione verso la Rus', considerato un grave errore politico.

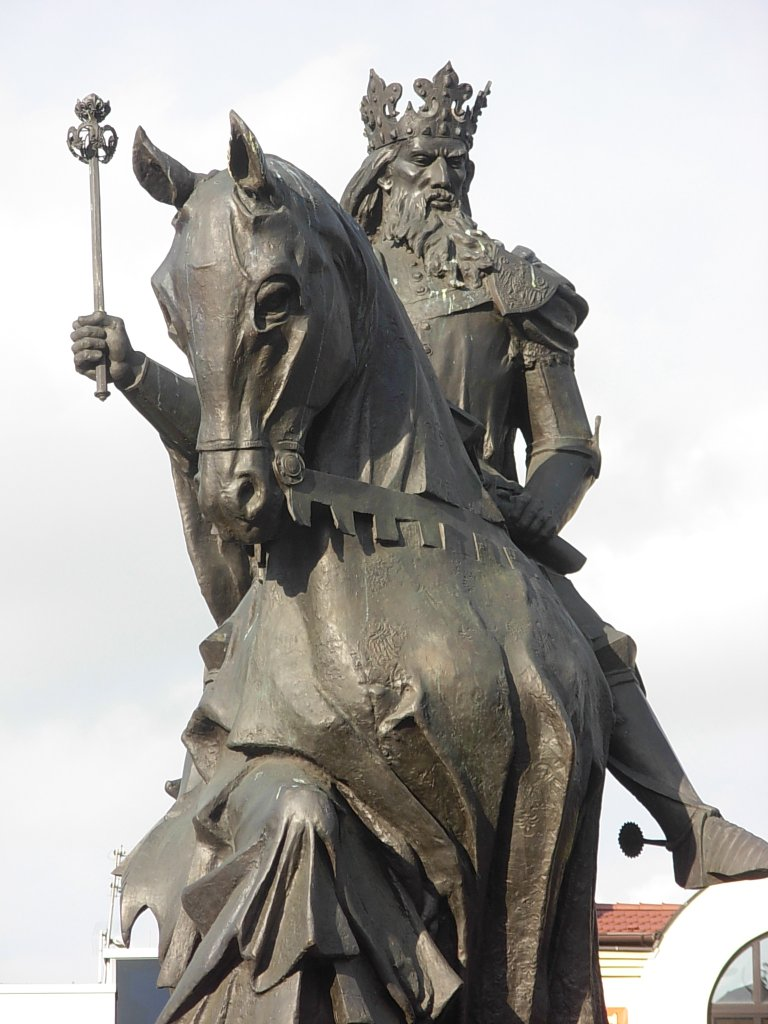
Monumento dedicato a Casimiro il Grande a Bydgoszcz

Non gode attualmente di grande fortuna l'idea che Casimiro il Grande compì una "svolta ideologica" e per questo decise di espandersi verso est. Pare infatti che il re perseguisse piuttosto tre obiettivi principali nella sua conquista della fragile Galizia-Volinia. Innanzitutto, voleva proteggere le sue terre dalle invasioni tartare, fautrici di danni e afflizioni per vari decenni in Europa orientale. In secondo luogo, per rafforzare il suo potenziale assimilando le forze rutene: come dimostrava la fallita guerra per la Slesia del 1345-1348, i polacchi disponevano di un esercito troppo parco per immaginare di riacquisire saldamente le regioni perdute. In terzo luogo, acquisire le proficue rotte commerciali del Mar Nero e di Kiev avrebbe garantito dei benefici economici non indifferenti. Casimiro avrebbe potuto sfruttare quest'ultimo vantaggio nei suoi piani per la Slesia. In verità, al di là delle tradizioni rivendicazioni compiute su quella regione geografica, Casimiro era interessato ad accaparrarsi il dominio delle ricche città slesiane, situate a un passo dalla ricca Praga. Nei fatti, l'acquisizione di Breslavia, massimo obiettivo raggiunto, fu pagata a caro prezzo, in quanto costò un numero non trascurabile di uomini, energie e risorse finanziarie. Solo dopo diverso tempo Breslavia si rese conto che la rinuncia alle passate rotte commerciali, difficilmente percorribili per via degli screzi diplomatici tra Boemia e Polonia, potevano essere rimpiazzate dall'altrettanto fruttifero cammino Cracovia-Leopoli-Mar Nero, senza dimenticare Kiev.
Furono gli Jagelloni a compiere questa "svolta ideologica" ad est. L'opera politica di Casimiro il Grande in Rutenia non si rivelò permanente. Il lavoro politico di Casimiro il Grande in Rutenia non si dimostrò duraturo. Già nel 1372, grazie a Ladislao I di Opole, la Rutenia cominciò a gravitare verso l'orbita ungherese, divenendo infine parte 1377 dei territori magiari. Solo gli Jagelloni, a partire dal 1387, le terre rutene finirono completamente sotto la corona polacca. Fino alla fine del suo regno, Casimiro il Grande rimase fedele alla volontà dei Piast di proporre la Polonia come Stato europeo occidentale e il cui nucleo era compreso essenzialmente tra il bacino del fiume Oder e la foce della Vistola.

Banconota da 50 zloty con l'effigie di Casimiro il Grande

Gli accordi con i Lussemburgo e i cavalieri teutonici rappresentano un grande esempio di pragmatismo politico, considerando che grazie ad essi il sovrano non assistette a un pregiudizio della propria posizione e poté guadagnare tempo e mezzi necessari per agire in seguito. Il congresso di Cracovia del 1364 coincise con il momento di massimo splendore a livello internazionale della Polonia, quando vari personaggi di spicco da tutta Europa giunsero per discutere sull'eventualità di proclamare una crociata contro gli ottomani. Nella sostanza, la riunione si trasformò in un'occasione per discutere di geopolitica. Casimiro il Grande promosse a più riprese l'arte e la costruzione di edifici religiosi, riuscendo al contempo a disporre di solide liquidità, ad ammirare un incremento demografico dovuto anche alla nascita di nuove città e insediamenti minori, a sviluppare i commerci e a riformare l'amministrazione e il diritto. L'impulso da lui dato alla conformazione di una nuova società gli è valsa la descrizione effettuata da Henryk Samsonowicz «di un eroe dei tempi moderni invischiato nel Medioevo». Sia come politico che come persona, fu inevitabilmente da un lato figlio del suo tempo, dall'altro «un grande visionario che riuscì a sbirciare il futuro».
Pietro di Byczyna, canonico della collegiata di Brzeg e suddito del regno di Boemia, e quindi distante dalla corte di Cracovia, descrisse la parentesi del re polacco come segue:
(Pietro di Byczyna)
Il contributo operato da Casimiro il Grande fu felicemente riassunto dall'aforisma coniato da Długosz nella sua "Storia", il quale affermò che egli «trovò la Polonia fatta di legno e la lasciò in pietra».

## Discendenza

### Matrimoni e figlie legittime
Casimiro si sposò quattro volte:
- Aldona di Lituania (1310-1339), sposata nel 1325; da tale unione nacquero due figlie:[17]

1. Elisabetta (1326-prima del 1363), dal 1343 moglie di Boghislao V della Pomerania occidentale;[143]
2. Cunegunda (1328-1357); andò in sposa a Ludovico VI di Baviera;[143]

- Adelaide d'Assia (1323/1324-dopo il 25 maggio 1371), sposata da Casimiro nel 1341; la coppia non ebbe discendenti e nel 1354 il polacco si rivolse a Roma affinché fosse annullato il suo matrimonio.  I tentativi compiuti da Carlo IV nel 1356 e dal papa nel 1363 per riconciliare i coniugi non ebbero successo, ma anche gli sforzi di Casimiro non ebbero buona sorte, perché incontrarono l'opposizione alla corte pontificia dei diplomatici lussemburghesi e angioini, essendo questi ultimi interessati a preservare la successione ungherese in Polonia;[143]
- Cristina Rokiczana (prima del 1330-dopo il 1365); Casimiro nel 1356 contrasse un matrimonio morganatico e, essendo legalmente ancora sposato con Adelaide d'Assia, si macchiò del peccato di bigamia;
- Edvige di Żagań (tra 1340 e 1350-27 marzo 1390), sposata nel 1365; la coppia ebbe tre figlie:

1. Anna (1366-1425); negli anni 1380-1392 fu sposata con il conte di Celje Guglielmo, mentre negli anni 1394-1425 fu moglie del principe Ulderico di Teck;
2. Cunegunda (1367/1368-1369/1370);
3. Edvige (1369/1370-dopo il 1382); probabilmente nel 1382 fu data in sposa al duca Basilio Czartoryski.[144]

Inoltre, dopo la morte di Anna di Lituania, Casimiro progettò di sposare Margherita, figlia di Giovanni I di Lussemburgo. Il matrimonio non ebbe però mai luogo, in quanto poco prima delle nozze la promessa sposa morì.

### Le amanti del sovrano

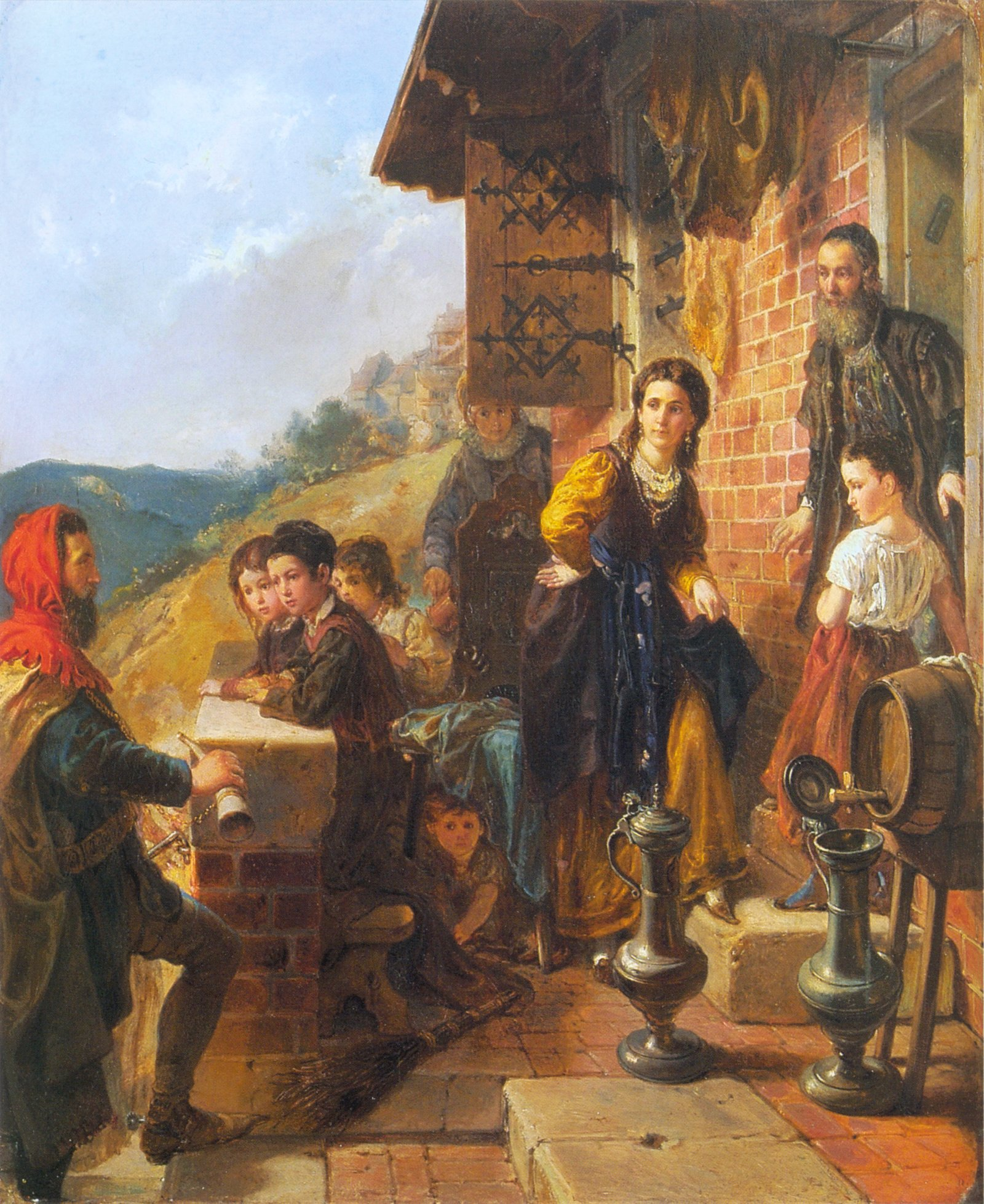
Casimiro il Grande con Esterka, di Władysław Łuszczkiewicz (1870)

Il re ebbe due o tre figli illegittimi da amanti sconosciute:
- Niemierza (...-4 marzo 1386);
- Jan;
- Pełkę (...-prima del 5 novembre 1370), la cui esistenza non è del tutto confermata.[12]

Lo storico polacco Oswald Balzer riteneva che la madre di questi bambini fosse Cudka, una cortigiana, ma la sua opinione è stata messa in dubbio dal medievalista Stosław Łaguna.
Nella sua cronaca Janko da Czarnków menziona due figli naturali di Casimiro nel contesto della descrizione del testamento del sovrano. Se si crede invece a Jan Długosz, un'altra donna giocò un ruolo molto importante nella vita di Casimiro, una certa Esterka. Nel 1356 il cronista annotava:
Secondo quanto riferito, si trattava di una donna semita famosa per la sua bellezza, con la quale il re aveva diverse figlie. Fu probabilmente a lei che gli ebrei in Polonia dovettero la loro politica favorevole. Non è del tutto certo, tuttavia, se la graziosa Esterka fosse una figura storica o semplicemente frutto di dicerie. L'accademico Michał Rożek menziona anche Sara, anch'essa ebrea, che avrebbe vissuto in un edificio che si trova sul sito dell'attuale casa popolare Szara (Rynek Główny 6).

## Ascendenza
|                         |                 |                                  | Genitori                |  |  | Nonni |  |  | Bisnonni             |  |  | Trisnonni              |  |
|                         |                 |                                  |                         |  |  |       |  |  | Corrado I di Polonia |  |  | Casimiro II di Polonia |  |
|                         |                 |                                  |                         |  |  |       |  |  | Corrado I di Polonia |  |  | Casimiro II di Polonia |  |
|                         |                 | Elena di Znojmo                  |                         |  |  |       |  |  | Corrado I di Polonia |  |  |                        |  |
| Casimiro I di Cuiavia   |                 |                                  |                         |  |  |       |  |  | Corrado I di Polonia |  |  |                        |  |
|                         |                 | Agafia di Rus                    | …                       |  |  |       |  |  |                      |  |  |                        |  |
|                         |                 | Agafia di Rus                    | …                       |  |  |       |  |  |                      |  |  |                        |  |
|                         |                 | Agafia di Rus                    | …                       |  |  |       |  |  |                      |  |  |                        |  |
| Ladislao I di Polonia   |                 | Agafia di Rus                    |                         |  |  |       |  |  |                      |  |  |                        |  |
|                         |                 | Casimiro I di Opole              | Miecislao IV di Polonia |  |  |       |  |  |                      |  |  |                        |  |
|                         |                 | Casimiro I di Opole              | Miecislao IV di Polonia |  |  |       |  |  |                      |  |  |                        |  |
|                         |                 | Casimiro I di Opole              | Ludmilla di Boemia      |  |  |       |  |  |                      |  |  |                        |  |
| Eufrosina di Opole      |                 | Casimiro I di Opole              |                         |  |  |       |  |  |                      |  |  |                        |  |
|                         |                 | …                                | …                       |  |  |       |  |  |                      |  |  |                        |  |
|                         |                 | …                                | …                       |  |  |       |  |  |                      |  |  |                        |  |
|                         |                 | …                                | …                       |  |  |       |  |  |                      |  |  |                        |  |
| Casimiro III di Polonia |                 | …                                |                         |  |  |       |  |  |                      |  |  |                        |  |
|                         | Ladislao Odonic | Odon di Kalisz                   |                         |  |  |       |  |  |                      |  |  |                        |  |
|                         | Ladislao Odonic | Odon di Kalisz                   |                         |  |  |       |  |  |                      |  |  |                        |  |
|                         | Ladislao Odonic | Vjaceslava Jaroslavna di Galizia |                         |  |  |       |  |  |                      |  |  |                        |  |
| Boleslao il Pio         | Ladislao Odonic |                                  |                         |  |  |       |  |  |                      |  |  |                        |  |
|                         |                 | Jadwiga di Pomerania             | Mestwin I di Pomerania  |  |  |       |  |  |                      |  |  |                        |  |
|                         |                 | Jadwiga di Pomerania             | Mestwin I di Pomerania  |  |  |       |  |  |                      |  |  |                        |  |
|                         |                 | Jadwiga di Pomerania             | Sinislawa               |  |  |       |  |  |                      |  |  |                        |  |
| Edvige di Kalisz        |                 | Jadwiga di Pomerania             |                         |  |  |       |  |  |                      |  |  |                        |  |
|                         |                 | Béla IV d'Ungheria               | Andrea II d'Ungheria    |  |  |       |  |  |                      |  |  |                        |  |
|                         |                 | Béla IV d'Ungheria               | Andrea II d'Ungheria    |  |  |       |  |  |                      |  |  |                        |  |
|                         |                 | Béla IV d'Ungheria               | Gertrude di Merania     |  |  |       |  |  |                      |  |  |                        |  |
| Iolanda di Polonia      |                 | Béla IV d'Ungheria               |                         |  |  |       |  |  |                      |  |  |                        |  |
|                         |                 | Maria Lascaris di Nicea          | Teodoro I Lascaris      |  |  |       |  |  |                      |  |  |                        |  |
|                         |                 | Maria Lascaris di Nicea          | Teodoro I Lascaris      |  |  |       |  |  |                      |  |  |                        |  |
|                         |                 | Maria Lascaris di Nicea          | Anna Comnena Angelina   |  |  |       |  |  |                      |  |  |                        |  |
|                         |                 | Maria Lascaris di Nicea          |                         |  |  |       |  |  |                      |  |  |                        |  |

## Nella cultura di massa

### Film
- Casimiro III è uno dei principali personaggi nella serie drammatica polacca intitolata Korona królów (La Corona dei Re). Viene interpretato da Mateusz Król (stagione 1) e Andrzej Hausner (stagione 2).[150]
- Casimiro III è menzionato in un discorso di Amon Göth nel film La lista di Schindler.[151]

### Videogiochi
- Casimiro è disponibile come personaggio giocabile nel videogioco di strategia per PC Civilization V: Brave New World.
- Casimiro compare altresì come sovrano nel videogioco di strategia per PC Crusader Kings II.

### Esplicative
1. ↑  Secondo Stanisław Szczur, Marek Kazimierz Barański e Paweł Jasienica, la terra di Chełmno doveva rimanere in possesso dell'ordine.
2. ↑  Le insinuazioni di Długosz, avverso agli ebrei, sono inesatte, se non altro perché i primi privilegi a loro concessi risalgono al 1334, cioè 20 anni prima della presunta relazione con Esterka.

### Bibliografiche
1. ↑   Casimiro III il Grande, su PWN. URL consultato il 19 gennaio 2022.
2. 1 2  Balzer (2005), pp. 660-661.
3. ↑  Balzer (2005), pp. 509, 515.
4. ↑  Balzer (2005), pp. 649, 660.
5. ↑  Wyrozumski (2008), p. 17.
6. ↑  Chiamato anche Spicimir di Tarnów (Szczur (2002), p. 368), Spycimir Leliwita (Kiryk (1992), pp. 7-52), Spicimir di Tarnów del clan di Leliwa (Nowakowski (2003), p. 83) o Spytek di Melsztyn (Jasienica (1985), p. 212).
7. 1 2 3 4 5 6 7 8 9 10 11 12 13 14 15 16 17 18 19 20 21 22 23 24 25 26 27 28 29 30 31 32 33 34 35 36 37 38 39 40 41 42 43 44 45 46 47 48 49 50 51 52 53 54 55 56 57 58 59 60 61 62 63 64 65  Dąbrowski (2007), pp. 14-50.
8. ↑  Balzer (2005), pp. 654-655.
9. ↑  Wyrozumski (2008), pp. 19-20.
10. ↑  Nella storiografia più antica, la data del fidanzamento era fatta risalire ad anni successivi, ovvero nel 1321 o 1322 (Kiryk (1992), p. 7). Solo Janusz Bieniak dimostrò nella sua opera che in realtà la data corretta risaliva alla metà del 1315: Lukowski e Zawadzki (2009), pp. 180-181.
11. 1 2 3 4 5 6 7 8 9 10 11 12 13 14 15 16 17 18 19 20 21 22 23 24 25  Nowakowski (2003), pp. 73-176.
12. 1 2 3 4  Jasiński (2001), pp. 164-212.
13. ↑  Secondo alcuni autori, ciò sarebbe accaduto già nel 1316: Elminowski (2002), p. 54.
14. ↑  Wyrozumski (2008), p. 20.
15. ↑  Balzer (2005), p. 664.
16. ↑  Taluni indicano anche la seconda metà del 1320: Nowakowski (2003), pp. 73-176.
17. 1 2  Wyrozumski (2008), p. 36.
18. ↑  Wyrozumski (2008), p. 21.
19. ↑  Secondo Wyrozumski ciò avvenne a cavallo tra il 1329 e il 1330, magari all'inizio del 1330: Wyrozumski (2008), p. 21.
20. 1 2  Samsonowicz (1985), pp. 62, 69.
21. 1 2 3 4 5 6 7 8  Jasienica (1985), pp. 206-257.
22. ↑  Dąbrowski (2007), pp. 18-20.
23. ↑  Wyrozumski (2008), p. 24.
24. 1 2  Samsonowicz (1985), p. 62.
25. ↑  Alcune opere omettono Sieradz: Wyrozumski (2008), p. 24 e Jasienica (1985), p. 198.
26. 1 2 3  Kiryk (1992), p. 8.
27. ↑  Szczur (2002), pp. 423-424.
28. 1 2  Wyrozumski (2008), p. 25.
29. ↑  (EN) Głogów, su eurulers.altervista.org. URL consultato il 20 gennaio 2022.
30. 1 2  Wyrozumski (2008), pp. 27-34.
31. ↑  Wyrozumski (2008), pp. 30-31.
32. ↑  Dąbrowski (2007), p. 21.
33. ↑  Wyrozumski (2008), p. 32.
34. 1 2  Wyrozumski (2008), p. 37.
35. ↑  Kiryk (1992), p. 10.
36. ↑  Samsonowicz (1985), p. 69.
37. ↑  Jasienica (1985), p. 205.
38. ↑  Wyrozumski (2008), p. 41.
39. 1 2  Wyrozumski (2008), p. 39.
40. 1 2  Wyrozumski (2008), p. 44.
41. 1 2  Wyrozumski (2008), p. 55.
42. 1 2 3  Szczur (2002), p. 70.
43. ↑  Grodecki, Zachorowski, Dąbrowski (2005), pp. 23-24.
44. 1 2 3 4 5 6 7 8 9 10 11 12 13 14 15 16 17 18 19 20 21 22 23 24 25 26 27 28 29 30 31  Szczur (2002), pp. 364, 368, 370-377,380-382, 386-387, 390-392, 423-424, 451.
45. 1 2 3 4 5 6 7 8 9 10 11 12  Barański (2006), pp. 485-489, 495.
46. 1 2  Nowakowski (2003), p. 167.
47. ↑  Elminowski (2002), pp. 86-88.
48. ↑  Jasienica (1985), pp. 214-215.
49. 1 2 3 4 5 6 7  Jasienica (1985), p. 215.
50. ↑  Elminowski (2002), pp. 54, 86-88.
51. ↑  Jasienica (1985), p. 251.
52. ↑  Nowakowski (2003), p. 168.
53. 1 2 3  Wyrozumski (2008), p. 61.
54. ↑  Jasienica (1985), pp. 215-216.
55. 1 2 3 4 5  Kiryk (1992), p. 12.
56. 1 2  Wyrozumski (2008), p. 209.
57. 1 2  Wyrozumski (2008), pp. 106-107.
58. 1 2 3  Potkowski (1994), pp. 43-44.
59. 1 2 3 4 5 6  Wyrozumski (2008), pp. 23-140.
60. ↑  Wyrozumski (2008), p. 47.
61. 1 2  Szczur (2002), pp. 372-373.
62. 1 2  Barański (2006), p. 486.
63. ↑  Wyrozumski (2008), pp. 51, 58.
64. ↑  Nowakowski (2003), p. 169.
65. ↑  Kiryk (1992), p. 11.
66. ↑  Wyrozumski (2008), p. 59.
67. 1 2 3 4  Wyrozumski (2008), p. 60.
68. 1 2 3 4  Barański (2006), p. 487.
69. ↑  Nowakowski (2003), pp. 169-170.
70. 1 2 3  Potkowski (1994), p. 43.
71. ↑  Wyrozumski (2008), p. 66.
72. ↑  Wyrozumski (2008), p. 67.
73. 1 2 3 4 5 6 7 8 9 10  Kiryk (1992), p. 13.
74. ↑  Jasienica (1985), pp. 219-220.
75. 1 2 3 4 5 6  Jasienica (1985), pp. 201, 219.
76. 1 2  Jasienica (1985), pp. 248, 251.
77. ↑  Barański (2006), p. 489.
78. 1 2  Jasienica (1985), p. 266.
79. ↑  Wyrozumski (2008), p. 85.
80. ↑  Wyrozumski (2008), p. 86.
81. 1 2 3 4  Wyrozumski (2008), p. 88.
82. 1 2  Wyrozumski (2008), p. 89.
83. ↑  Wyrozumski (2008), p. 90.
84. ↑  (EN) Stephen Christopher Rowell, Lithuania Ascending, Cambridge University Press, 2014,  p. 144, ISBN 978-1-107-65876-9.
85. ↑  (EN) Constantine Rudyard Jurgėla, History of the Lithuanian Nation, Lithuanian Cultural Institute, Historical Research Sect., 1948,  p. 94.
86. ↑  Wyrozumski (2008), p. 92.
87. 1 2  Wyrozumski (2008), p. 93.
88. 1 2  Kiryk (1992), p. 16.
89. 1 2  Jasienica (1985), p. 255.
90. ↑  Koziara (2020), p. 11.
91. 1 2 3  Jasienica (1985), pp. 248-249.
92. 1 2 3  Wyrozumski (2008), p. 109.
93. ↑  Jasienica (1985), p. 253.
94. ↑  Wyrozumski (2008), p. 110.
95. ↑  Szczur (2002), p. 451.
96. 1 2 3 4 5 6 7  Wyrozumski (2008), p. 130.
97. ↑  Secondo Jerzy Wyrozumski, il sovrano emanò un documento giustificandolo con il «pieno potere reale» e «la dignità della maestà reale» (Wyrozumski (2008), p. 130). Stando a Paweł Jasienica, Casimiro invalidò tutti i giuramenti fatti in passato al re ceco adducendo come pretesto dei vizi formali insuperabili (Jasienica (1985), p. 221).
98. ↑  Jasienica (1985), p. 221.
99. 1 2 3 4  Lukowski e Zawadzki (2009), pp. 166-170.
100. 1 2  Szczur (2002), p. 382.
101. ↑  Secondo Stanisław Szczur, solo 400 fanti: Szczur (2002), p. 382.
102. 1 2  Nowakowski (2003), p. 382.
103. ↑  Secondo Feliks Kiryk, la tregua andò prorogata più volte e fino al 1347: Kiryk (1992), p. 13.
104. 1 2 3  Jasiński (2001), p. 329.
105. ↑  Dąbrowski (2007), p. 46.
106. 1 2 3 4 5  Jasienica (1985), p. 250.
107. 1 2 3  Dowait (1980), pp. 91-95.
108. 1 2  Jasienica (1985), p. 247.
109. 1 2  Jasienica (1985), p. 219.
110. 1 2 3  Jasienica (1985), p. 232.
111. 1 2 3  Lukowski e Zawadzki (2009), p. 186.
112. 1 2  Koziara (2020), p. 3.
113. 1 2 3 4 5 6  Lukowski e Zawadzki (2009), pp. 184-187.
114. 1 2  Wyrozumski (2008), p. 187.
115. ↑  Jasienica (1985), p. 231.
116. ↑  Wyrozumski (2008), p. 185.
117. ↑  Cronaca di Jan di Czarnków, p. 111.
118. ↑  Samsonowicz (1985), p. 93.
119. ↑  Wyrozumski (2008), pp. 145, 150.
120. ↑  Jasienica (1985), p. 241.
121. ↑  Wyrozumski (2008), pp. 156-158.
122. ↑  Wyrozumski (2008), pp. 162-164.
123. ↑  Wyrozumski (2008), pp. 167-168.
124. ↑  Samsonowicz (1985), p. 100.
125. 1 2  Koziara (2020), p. 14.
126. 1 2  Jasienica (1985), p. 238.
127. ↑  Wyrozumski (2008), p. 198.
128. 1 2 3 4  Samsonowicz (1985), pp. 138-139.
129. ↑  Samsonowicz (1985), p. 106.
130. ↑  (PL) Kronika Jana z Czarnkowa/O Śmierci Kazimierza, Króla Polskiego [La cronaca di Jan di Czarnków/La morte di Casimiro, il re polacco], su Wikisource.
«goniąc jelenia, gdy się koń pod nim przewrócił, spadł z niego i otrzymał niemałą ranę w lewą goleń»
131. 1 2  Wyrozumski (2008), p. 217.
132. ↑  Jasienica (1985), p. 260.
133. ↑   Jakub Sikora, L'8 luglio 1869 ebbe luogo nel Wawel la sepoltura delle spoglie del re Casimiro III il Grande, su historykon.pl, 8 luglio 2021. URL consultato il 20 settembre 2014.
134. ↑  (LA) Codex diplomaticus majoris Poloniæ documenta, 1879,  p. 150.
135. ↑  Kiryk (1992), p. 14.
136. ↑  Jasiński (2001), p. 164 (nota 883).
137. ↑  (PL) Borys Paszkiewicz, De moneta in Regno currente: Mennictwo polskie Kazimierza Wielkiego, in Roczniki Historyczne, vol. 31, LXXIV, Breslavia, 2008,  p. 1.
«Kazimirus Primus/Dei Gracia Rex Polonie»
138. 1 2 3 4 5 6  Lukowski e Zawadzki (2009), pp. 190-193.
139. 1 2  Dabrowski (2014), pp. 38-40.
140. 1 2   Casimiro III il Grande può essere definito "un eroe dei tempi moderni invischiato nel Medioevo"?, su Sciaga. URL consultato il 28 gennaio 2022.
141. ↑  Wyrozumski (2008), p. 5.
142. ↑   Ha trovato la Polonia in legno e l'ha lasciata in pietra?, su polskieradio.pl. URL consultato il 28 gennaio 2022.
143. 1 2 3  Koziara (2020), p. 7.
144. ↑  Koziara (2020), p. 38.
145. ↑   Wojtek Duch, Il coniuge infelice. Casimiro il Grande - bigamo al quadrato, su historia.org.pl, 19 novembre 2017. URL consultato il 27 gennaio 2022.
146. ↑  Jasienica (1985), p. 243.
147. ↑  (PL) Jan di Czarnków, Cronaca, 2009,  p. 25.
148. ↑  Cronaca di Jan Długosz, p. 650.
149. ↑  (PL) Michał Rożek, Silva Rerum, 2008,  p. 79.
«Wedle starej legendy kamienicę miał postawić król Kazimierz Wielki dla swej faworyty Sary i stąd ma pochodzić nazwa domu»
150. ↑  (PL) Pełna obsada i twórcy, su filmweb.pl. URL consultato il 14 marzo 2022.
151. ↑   Schindler's list script (PDF), su raindance.org. URL consultato il 14 marzo 2022.

### Fonti primarie
- (EN) Jan Długosz, The Annals of Jan Długosz, a cura di Maurice Michael, IM Publications, 1997, ISBN 978-19-01-01900-1.
- (PL) Jan di Czarnków, Kronika Jana z Czarnkowa, Universitas, 2012, ISBN 978-83-24-23022-8.

### Fonti secondarie
- (PL) Oswald Balzer, Genealogia Piastów [Genealogia dei Piast], Cracovia, Avalon, 2005, ISBN 978-83-7730-108-1.
- (PL) Marek Kazimierz Barański, Dynastia Piastów w Polsce [La dinastia dei Piast di Polonia], Varsavia, Wydawnictwo Naukowe PWN, 2006, ISBN 83-01-14816-0.
- (PL) Jan Dąbrowski, Kazimierz Wielki: Twórca Korony Królestwa Polskiego [Casimiro il Grande: creatore della corona del Regno di Polonia], Cracovia, Universitas, 2007, ISBN 978-83-242-0686-5.
- (EN) Patrice M. Dabrowski, Poland: The First Thousand Years, Cornell University Press, 2014, ISBN 978-1-501-75740-2.
- (PL) Jacek Elminowski, Stosunki polityczne między Piastami a Luksemburgami i Wittelsbachami w pierwszej połowie XIV wieku [Relazioni politiche tra i Piast, i Lussemburgo e i Wittelsbach nella prima metà del XIV secolo], Toruń, Wydawnictwo Adam Marszałek, 2002, ISBN 83-7322-181-6.
- (PL) Roman Grodecki, Stanisław Zachorowski e Jan Dąbrowski, Dzieje Polski średniowiecznej [Storia della Polonia medievale], 2 (Od roku 1333-1506 [Dal 1333 al 1506]), Cracovia, Universitas, 1995, ISBN 978-83-7052-230-8.
- (EN) Paweł Jasienica, Piast Poland, traduzione di Alexander Jordan, 2ª ed., American Institute of Polish Culture, 1985, ISBN 978-08-70-52134-8.
- (PL) Kazimierz Jasiński, Rodowód Piastów małopolskich i kujawskich [Ascendenza dei Piast della Piccola Polonia e della Cuiavia], Poznań-Breslavia, Wydawnictwo Historyczne, 2001, ISBN 978-83-9135-635-7.
- (PL) Feliks Kiryk, Wielki król i jego następca [Il grande re e il suo successore], Cracovia, Krajowa Agencja Wydawnicza, 1992, ISBN 978-83-03-03266-9.
- (EN) Thomas P. Koziara, Historia Nostra: The Complete History of Poland: Volume II: The 8th Century Until 1332, Aurifera S.A., 2020.
- (EN) Paul Robert Magocsi, Historical Atlas of Central Europe: Third Revised and Expanded Edition, vol. 1, University of Toronto Press, 2018, ISBN 978-1-487-52331-2.
- Jerzy Lukowski e Hubert Zawadzki, Polonia. Il paese che rinasce, Beit, 2009, ISBN 978-88-95324-07-4.
- (PL) Tomasz Tadeusz Nowakowski, Kazimierz Wielki a Bydgoszcz [Casimiro il Grande e Bydgoszcz], Toruń, Wydawnictwo Adam Marszałek, 2003, ISBN 978-837322-642-5.
- (PL) Edward Potkowski, Grunwald 1410, Cracovia, Krajowa Agencja Wydawnicza, 1994, ISBN 83-03-03641-6.
- (PL) Henryk Samsonowicz, Historia Polski do roku 1795 [Storia della Polonia fino al 1795], Varsavia, Wydawnictwa Szkolne i Pedagogiczne, 1985, ISBN 978-83-02-02296-8.
- (PL) Stanisław Szczur, Historia Polski: Średniowiecze [Storia della Polonia: Medioevo], Cracovia, Wydawnictwo Literackie, 2002, ISBN 978-83-08-03273-2.
- (PL) Jerzy Wyrozumski, Kazimierz Wielki [Casimiro il Grande], Breslavia, Zakład Narodowy im. Ossolińskich, 2008, ISBN 978-83-04-04688-7.